# Theaterskandal

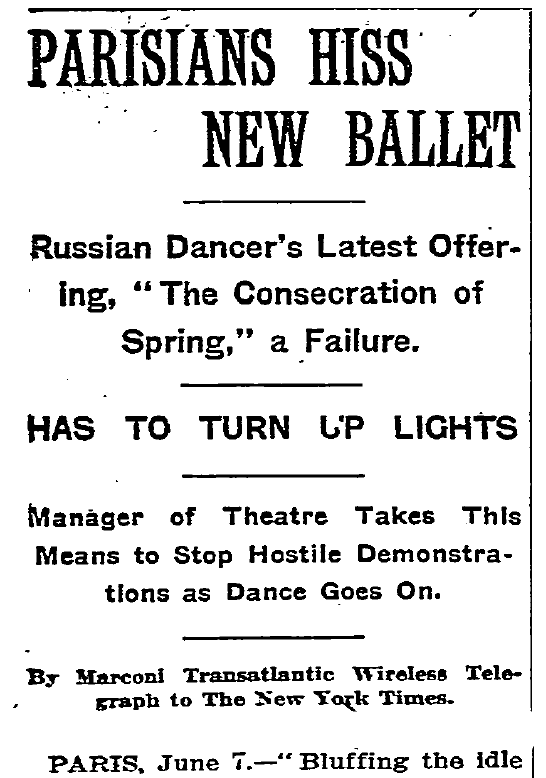
„Pariser zischen neues Ballett aus“ – Bericht der New York Times über die Uraufführung von Igor Strawinskys Ballett Le sacre du printemps in Paris (1913).

Als Theaterskandal bezeichnet man Konflikte um Theateraufführungen, die an gesellschaftliche, moralische, religiöse oder künstlerische Tabus rühren und dadurch die Reaktion der öffentlichen Meinung herausfordern. Es kommt dabei zu Missfallenskundgebungen, Protesten oder sogar Tätlichkeiten im Zuschauerraum, in der Folge auch zu Zeitungskampagnen oder politischen Konsequenzen wie Zensur oder Verbot.

## Allgemein
Seit die Theaterregie als eigenständige künstlerische Leistung gilt, steht oft nicht nur das Werk selbst, sondern auch dessen Inszenierung im Mittelpunkt von Theaterskandalen. Solche Konflikte entzünden sich besonders heftig an „klassischen“ Werken sowie an der Oper, deren Publikum besonders traditionsorientiert ist. Auch Tabu-Brüche bei der Deutung von Werken der Operette rufen nicht selten heftige Reaktionen hervor.
Theaterskandale sind zuweilen vorhersehbar oder ereignen sich geplant und gleichen dann Inszenierungen mit klaren Rollenvorgaben: auf der einen Seite das Publikum, das sein Recht auf ungestörten Kunstgenuss einfordert, auf der anderen Seite der Künstler, der überzeugt ist, der Gesellschaft den Spiegel vorhalten zu müssen. Seit um die Mitte des 19. Jahrhunderts Künstler ihre Aufgabe nicht mehr darin sahen, den ästhetischen Normenkatalog zu erfüllen, sondern sie diese Normen zunehmend zu sprengen versuchten, ist der Skandal als „spezifische Erscheinung des institutionellen Kunsttheaters“ auch Ausweis einer selbstgewählten Außenseiterrolle.

## 17. Jahrhundert

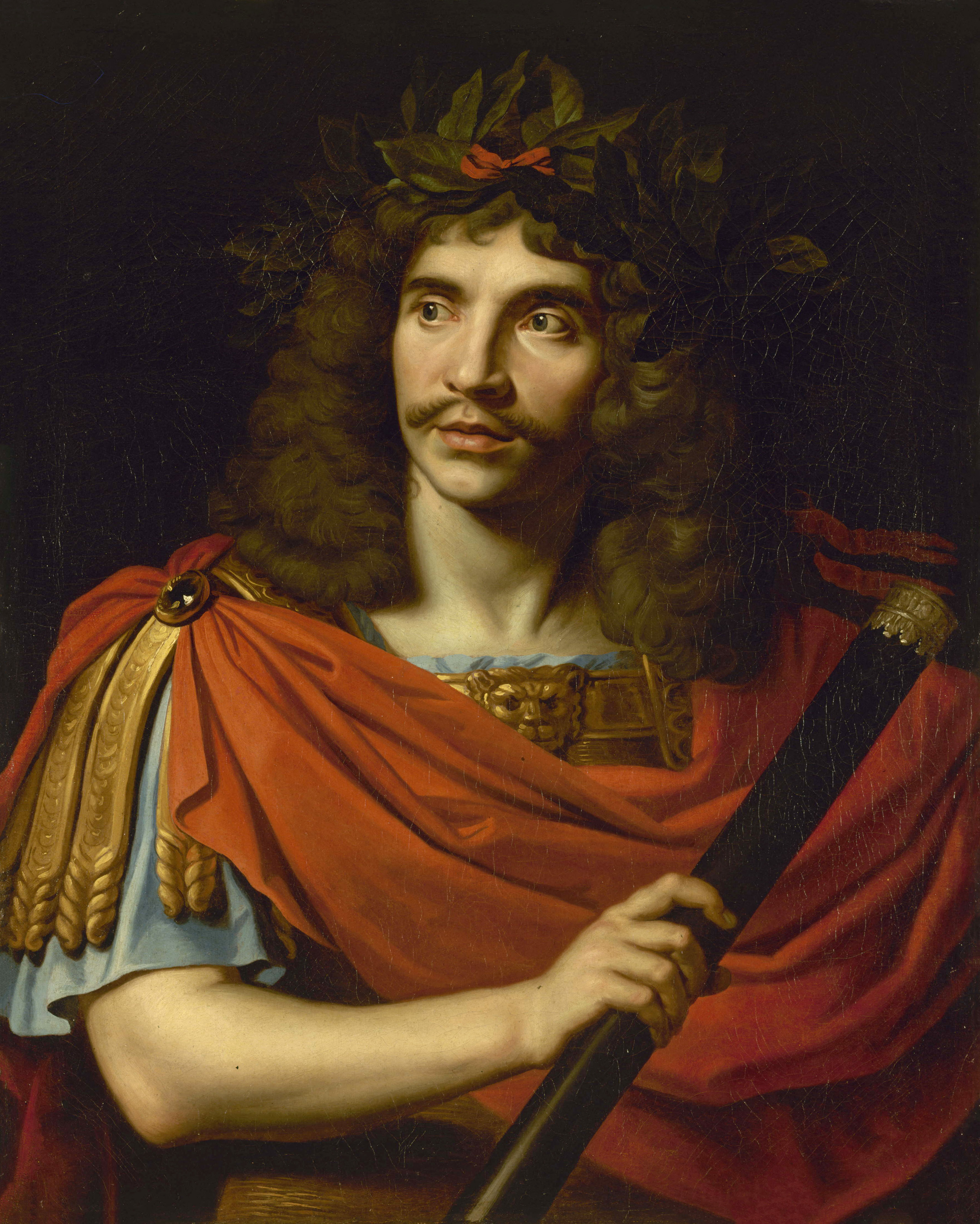
Molière in der Rolle des Cäsar (1658)

1664 Tartuffe von Molière löste bei seiner Uraufführung in Paris einen Skandal aus, vor dem nicht einmal König Ludwig XIV. seinen Protegé Molière schützen konnte. Der Klerus wie auch mächtige religiöse Laienorganisationen (darunter vor allem die Gruppe der „Dévots“, die unter anderem von der Königinmutter unterstützt wurden) fühlten sich durch das Stück auf Grund seiner drastischen und für die damalige Zeit revolutionären Kritik religiösen Heuchlertums, die Bigotterie und Verführungskunst anprangerte, angegriffen und erwirkte für die nächsten Jahre ein Aufführungsverbot der ersten und auch einer zweiten Fassung des Stücks, die 1667 uraufgeführt wurde. Sowohl die öffentliche Aufführung wie auch der private Besitz des Stückes wurden untersagt, Molière selbst mit Exkommunikation und sogar Scheiterhaufen bedroht. Erst die dritte, extrem entschärfte Variante durfte dann 1669 (fünf Jahre nach der Erstaufführung) auf die Bühne und wurde zu einem phänomenalen Erfolg.

## 18. Jahrhundert

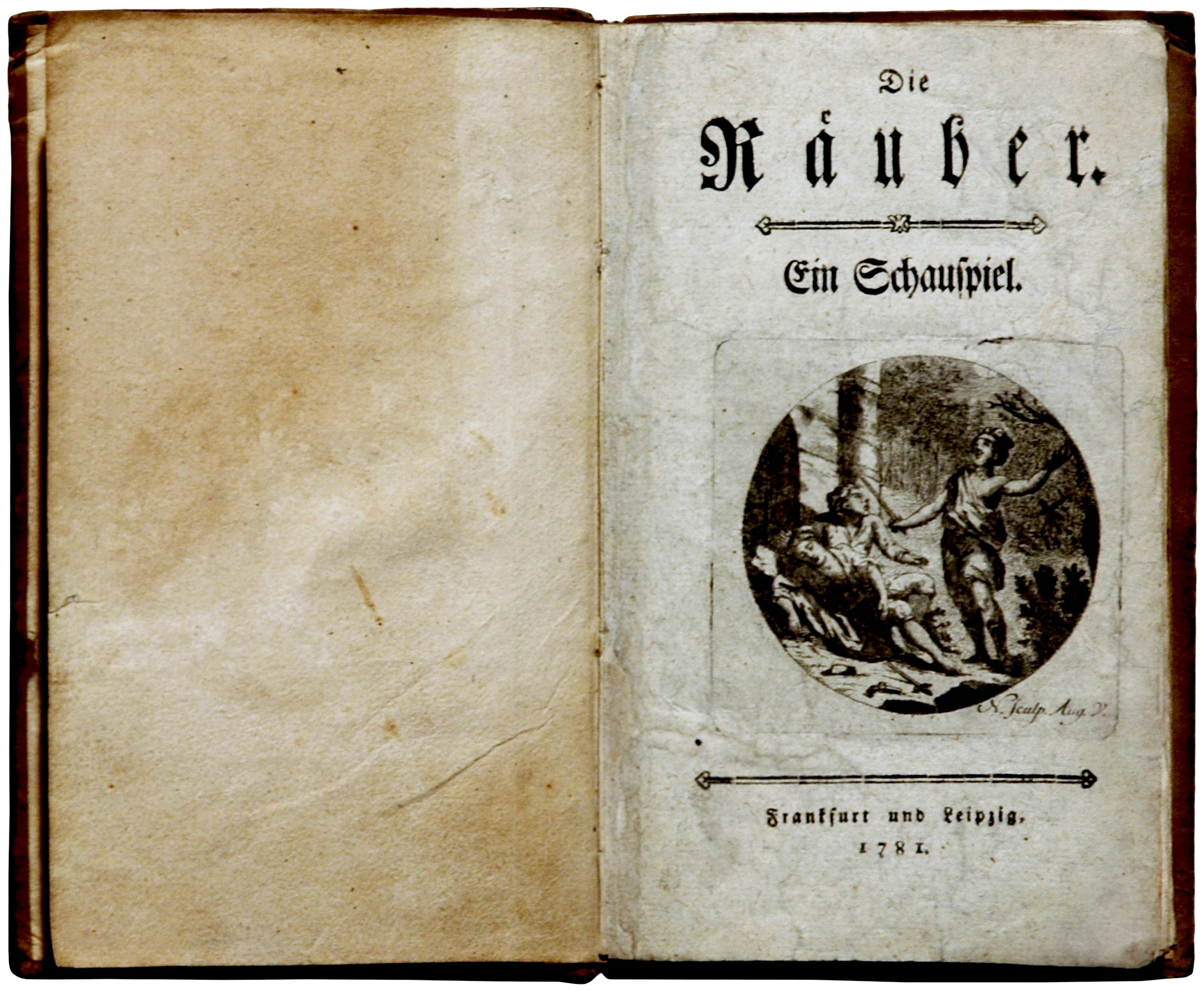
Friedrich Schillers Die Räuber 1781, Erstdruck ohne Angabe des Autors

1727 Astianatte von Bononcini. Während einer Vorstellung am Haymarket Theatre in London kam es am 6. Juni auf offener Bühne zu einem Handgemenge zwischen den italienischen Sängerinnen Faustina Bordoni und Francesca Cuzzoni, das in einen regelrechten Skandal ausartete. „Der Disput wurde zunächst lediglich durch Zischen auf der einen Seite, Beifall auf der anderen ausgetragen; dann gab es Katzenrufe und weitere Ungehörigkeiten.“ Die Vorstellung wurde wegen des ungebührlichen Benehmens des Publikums in Anwesenheit der Princess of Wales abgebrochen. In Admeto von Georg Friedrich Händel hatte sich der Konflikt im Mai zuvor schon angekündigt, wobei nicht klar ist, inwieweit die Rivalität der Sopranistinnen tatsächlich bestand oder mehr vom Publikum ausgetragen und von der Presse hochstilisiert wurde. Dieser Skandal bedeutete das vorläufige Ende der italienischen Oper in London. „Diese Partheyen waren so wider einander aufgebracht, daß die eine pfiff, wenn die andere in die Hände klatschete, und umgekehrt.“ In der Spottschrift The Rival Queen’s (Die rivalisierenden Königinnen) spielt sich die Szene im Tempel der Zwietracht ab. Händel steht schicksalsergeben daneben, während die beiden Damen übereinander herfallen. Der Streit diente auch als Vorlage für den Zank zwischen Lucy und Polly in The Beggar’s Opera (1728) von John Gay und Johann Christoph Pepusch und, auf dieser Ballad Opera fußend, dem Eifersuchtsduett der rivalisierenden Bräute in der Dreigroschenoper (1928) von Bertolt Brecht und Kurt Weill.
1735 Alcina von Georg Friedrich Händel. Die Primaballerina Marie Sallé, die den damaligen Bühnentanz revolutionierte, löste mit ihrem Auftritt in Händels Zauberoper am 16. April einen Theaterskandal aus, da sie darin die männliche Rolle des Cupido nur leicht bekleidet tanzte und dafür auf offener Bühne ausgepfiffen wurde.
1752 La serva padrona von Pergolesi löste in Paris den Buffonistenstreit (1752–1754) aus, der sich um die Priorität der französischen oder der italienischen Oper drehte. Die Hauptakteure der Kontroversen waren einerseits der konservative, die französische Oper bevorzugende Coin du Roi (Loge des Königs), und andererseits der progressive, die italienische Oper verfechtende Coin de la Reine (Loge der Königin). Zu Letzteren gehörten u. a. die Enzyklopädisten um Denis Diderot, Jean Baptiste le Rond d’Alembert, Jean-Jacques Rousseau und Friedrich Melchior Grimm. Der Streit bahnte sich jedoch schon einige Zeit vorher an, die Konkurrenz zwischen französischen und italienischen Truppen hatte jahrzehntelange Tradition. Im Laufe der Auseinandersetzungen wurden mehr als 60 Schriften meist führender Philosophen publiziert. Der Streit führte zu tiefgreifenden Änderungen in der Opernästhetik, die später vor allem im Piccinnistenstreit zum Ausdruck kamen.
1782 Die Räuber von Friedrich Schiller endeten bei der Uraufführung am Nationaltheater Mannheim am 13. Januar in einem Skandal, nachdem das Stück durch seine anonyme Veröffentlichung im Jahr zuvor bereits berüchtigt war. Das revolutionäre Stück spielte fast in der Gegenwart und konnte als Aufruf zum Umsturz verstanden werden. Ohnmachtsanfälle und hysterische Reaktionen bestimmten die Atmosphäre der Aufführung. Ein Augenzeuge berichtete:
„Das Theater glich einem Irrenhause, rollende Augen, geballte Fäuste, stampfende Füße, heisere Aufschreie im Zuschauerraum! Fremde Menschen fielen einander schluchzend in die Arme, Frauen wankten, einer Ohnmacht nahe, zur Türe. Es war eine allgemeine Auflösung wie im Chaos, aus dessen Nebeln eine neue Schöpfung hervorbricht!“

## 19. Jahrhundert

### Oper

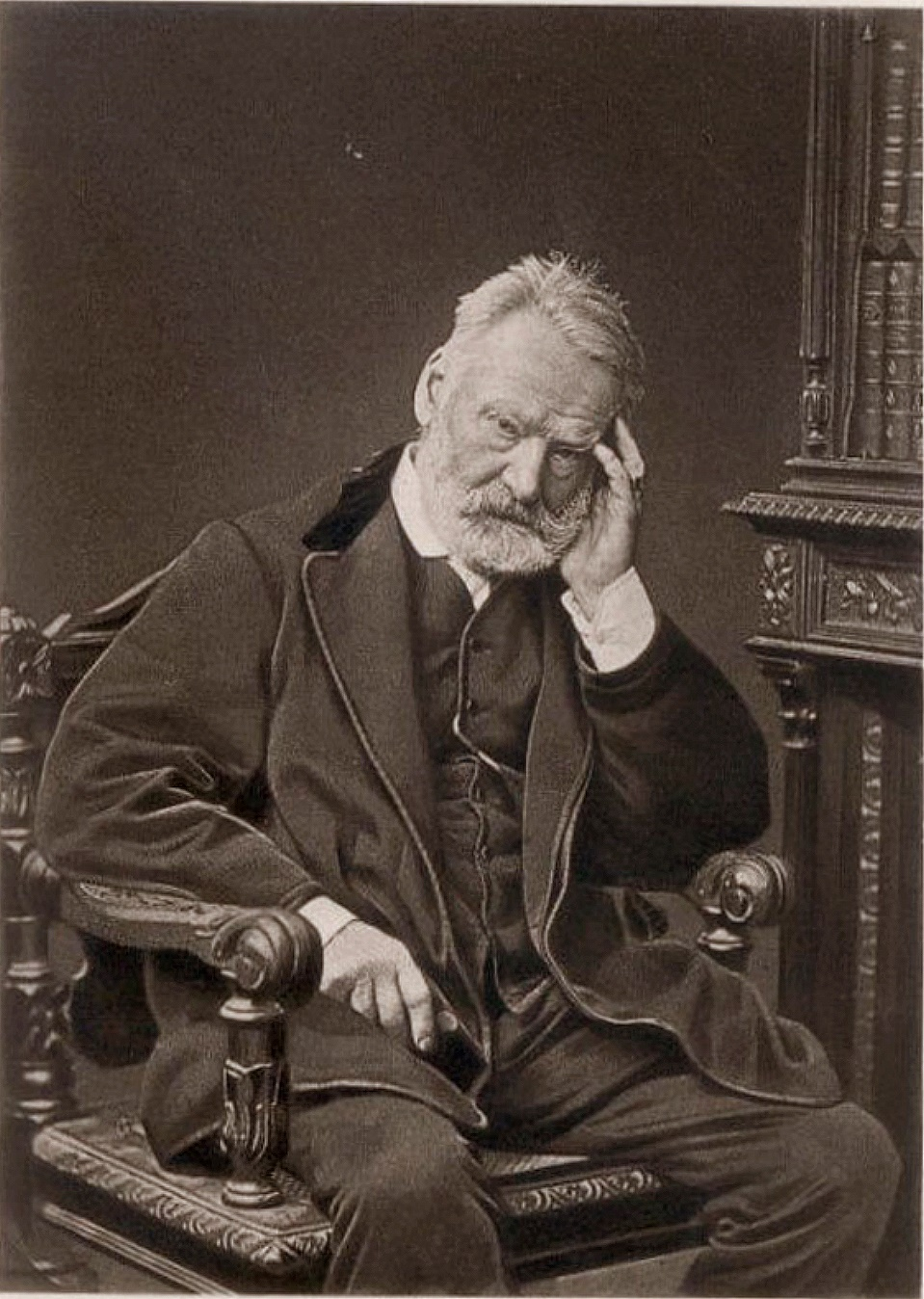
Victor Hugo, etwa 1875

1810 Die Schweizer Familie, ein Singspiel von Joseph Weigl und Ignaz Franz Castelli, geriet bei einer Aufführung in Berlin im November zu einem Skandal, da sich Heinrich von Kleist nach Spannungen mit dem Theaterdirektor August Wilhelm Iffland journalistisch in die Besetzung der Hauptrolle eingemischt hatte. Iffland bezeichnete den Vorfall „als eine barbarische Behandlung der Schauspieler und des Publicums“, schaltete die staatlichen Autoritäten ein und gab zu, sie „auf Maßregeln der Ruhe des Publicums aufmerksam gemacht zu haben“. Das Geschehen hat Achim von Arnim (der bei der Aufführung anwesend war) in seiner Novelle Melück Maria Blainville umgesetzt.
1824 Der Freischütz von Carl Maria von Weber erregte am 7. Dezember im Theatre Odeon in Paris in der französischen Übersetzung und Bearbeitung von Castil-Blaze unter dem Titel Robin des Bois ou Les trois balles (Robin vom Walde oder Die drei Kugeln) einen Skandal. Als die Aufführung drohte, ein Misserfolg zu werden, verbreiteten die Autoren erfolgreich, dass es sich um die erste Fassung der Oper handle. Sie lösten damit einen Skandal aus, der noch Jahrzehnte nachwirkte. Die Aufführung war so schlampig, dass sie vom Publikum von der Bühne gepfiffen wurde.
1830 La muette de Portici (Die Stumme von Portici) von Daniel-François-Esprit Auber führte bei der Aufführung im Theater La Monnaie in Brüssel am 25. August, anlässlich des 58. Geburtstages von König Wilhelm I. der Niederlande, zu weitreichenden Folgen. Auslöser war das Duett Amour sacré de la patrie („Die heilige Liebe zum Vaterland“): „Geheiligte Liebe zum Vaterland, Gib uns Wagemut und Stolz zurück; Meinem Land verdanke ich das Leben. Es wird mir seine Freiheit verdanken.“ Die Zuschauer gerieten hierdurch in Erregung und als Massaniello mit einer Axt in der Hand sang: „Laufet zur Rache! Die Waffen, das Feuer! Auf daß unsere Wachsamkeit unserem Leid ein Ende bereite!“ erhob sich das Publikum und rief „Aux armes!“ (Zu den Waffen!). Es handelte sich hier nur bedingt um einen „Skandal“, sondern es kam zu einer revolutionären Mobilisierung des Publikums. Die nach der Opernaufführung ausgelösten Unruhen gegen die ungeliebte niederländische Herrschaft führten zur belgischen Revolution und schließlich zur Unabhängigkeit Belgiens.
1858 Der Barbier von Bagdad von Peter Cornelius. Die Uraufführung in Weimar am 15. Dezember unter dem Dirigenten Franz Liszt wurde zum größten Eklat der Weimarer Theatergeschichte, der vom Direktor Franz von Dingelstedt gegen Liszt angezettelt wurde. Bereits als Liszt vor das Ensemble trat, begannen Teile des Publikums zu raunen, und in den Begrüßungsapplaus mischte sich deutliches Zischen. Offensichtlich sollten die Mitwirkenden nervös gemacht werden. Während des Schlussapplauses eskalierte die Situation:

„Eine bis dahin in den Annalen Weimars noch nicht erhörte Opposition stellte sich mit hartnäckigem Zischen gleich von Anfang dem Applaus gegenüber, sie war eine bestellte, wohlorganisierte, zweckmäßig verteilte. […] Am Schluß erhob sich ein Kampf von zehn Minuten. Der Großherzog hatte anhaltend applaudiert, die Zischer fuhren nichts destoweniger fort.“

1861 Tannhäuser von Richard Wagner erlebte bei der Pariser Premiere am 13. März in der Salle Le Peletier der Pariser Oper einen der berühmtesten Opernskandale der Musikgeschichte, begleitet von Feindseligkeiten fast der gesamten Pariser Presse, nachdem die Aufführung fast ein ganzes Jahr mit 164 Ensemble-Proben vorbereitet worden war. Der Tradition des Hauses folgend war Wagner gezwungen, ein Ballett in seine Oper einzufügen, wozu er sich bereit erklärte, um sich durch einen Erfolg in der Pariser Musikwelt zu etablieren. Wagner weigerte sich jedoch, das Ballett im zweiten Akt einzuführen, was den Gewohnheiten des einflussreichen aristokratischen Jockey Club entgegengekommen wäre, deren Mitglieder während des ersten Aktes zu dinieren pflegten, und erst zum Ballett im zweiten Akt erschienen, um sich danach „hinter die Kulissen zu näherem Verkehr mit den springenden Nymphen“ zu begeben, und legte sein Ballett als Bacchanal der Venus stattdessen in den ersten Akt der Oper. Daraufhin veranstalteten die Mitglieder des Jockey Clubs, die auch Feindseligkeiten gegen Fürstin Pauline von Metternich, die Frau des österreichischen Botschafters, hegten, auf deren Initiative Kaiser Napoleon III. die Aufführung angeordnet hatte, bei der zweiten Aufführung am 18. März eine inszenierte Störaktion:

„Die Ouvertüre und der erste Aufzug verliefen ohne Störung. Aber bei der Wandlung […] brach plötzlich der lang vorbereitete Angriff aus, und ein gewaltiges Pfeifen und Lärmen unterbrach die Musik. Die Herren des Jockey-Clubs betrieben ihre boshaften Störungen wegen des fehlenden Balletts nicht einmal im Verborgenen, sondern saßen, recht geflissentlich sichtbar, in ihren mit Glacéhandschuhen bedeckten Händen die kleine Trillerpfeife haltend. So ging es die ganze Aufführung weiter. Die Sänger benahmen sich dabei wirklich heldenmütig. Oft mussten sie 15 Minuten und noch länger anhalten, um den Sturm, der im Publikum tobte, vorüberzulassen.“

Drei Aufführungen lang währte die „Schlacht um Tannhäuser“, die Oper war Tagesgespräch in Paris, und jeder, der auf sich hielt, bemühte sich, eine der raren Eintrittskarten zu ergattern. Der Jockey Club ließ silberne Trillerpfeifchen verteilen mit der Inschrift „Pour Tannhäuser“. Bei der dritten Aufführung am 24. März kam es zu mehreren Unterbrechungen, was Wagner veranlasste, die Oper zurückzuziehen.
1864 Die schöne Helena von Jacques Offenbach hatte im Dezember in Paris im Théatre des Variétés Uraufführung. Mit voller Wucht persiflierte Offenbach die damaligen Vorstellungen von Moral und Ehe. Schon in der Uraufführung in Paris, wie auch wenige Monate später in der deutschen Übersetzung in Wien, trat Helena in der Liebesszene im 2. Akt nackt auf – für damalige Verhältnisse ein Skandal.
1870 Die Meistersinger von Nürnberg von Richard Wagner lösten bei der Premiere im Königlichen Opernhaus „Unter den Linden“ in Berlin Proteste aus. Das Publikum begann zu pfeifen, der Lärm steigerte sich immer mehr, um schließlich bei der Prügelszene in einen regelrechten Theaterskandal auszuarten. „Schon bei der Ouvertüre ist Krakeel im Haus, der zweite Akt geht nur unter heftigem Lärm zu Ende. Die Presse blamiert sich: 'Wenn Musik stinken könnte, so würde man sich die Nase zuhalten müssen.'“

### Schauspiel
1808 Der zerbrochne Krug von Heinrich von Kleist provozierte am Weimarer Hoftheater am 2. März bei der dilettantisch ausgeführten Uraufführung unter Johann Wolfgang von Goethe einen Skandal, da das Stück mit Zusätzen und mit einem überflüssigen musikalischen Vorspiel versehen wurde.

„Bei der Aufführung ereignete sich ein Vorfall, der in dem kleinen Weimarschen Hoftheater noch nie da gewesen und als etwas Unerhörtes bezeichnet werden konnte. Ein herzoglicher Beamter hatte die Frechheit, das Stück auszupfeifen. Das Stampfen des Publikums wurde zu einem Getöse, und auch Goethe selbst hätte sich dem Protest angeschlossen, wenn es seine Stellung erlaubt hätte.“

Kleist selbst sah sich als Opfer einer Intrige. Er glaubte, Goethe habe sein Stück verhunzt und trage die Schuld am Debakel. Kleist wollte Goethe zum Duell mit Pistolen fordern, aber Freunde brachten ihn von diesem Entschluss ab. Da er den gehassten Dichterfürsten nicht totschießen konnte, verfasste Kleist Spottverse, die er in einer Zeitschrift anonym veröffentlichte.

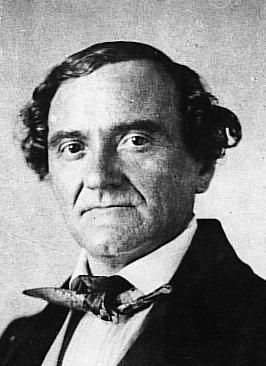
Johann Nepomuk Nestroy

1814 Ponce de Leon von Clemens Brentano (Lustspiel) sorgte am Wiener Burgtheater unter dem Titel Valeria oder Vaterlist für einen spektakulären Theaterskandal, der mit erbittertem Nachgefecht in den führenden Wiener Literaturzeitungen in die Theatergeschichte eingegangen ist.
1819 Ferdinand Raimund erregte durch sein Privatleben einen Theaterskandal und wurde auf der Bühne ausgezischt, da er die Hochzeit mit der leichtlebigen Soubrette Louise Gleich hatte platzen lassen, die ein Kind von ihm erwartete. Am Hochzeitsmorgen kam es zum Krach, im Zuge dessen Louise dem Verlobten in den Finger biss. Raimund lief davon, der Hintergrund der „verhinderten Hochzeit“ wurde publik und das katholische Wien hatte einen Skandal. Louises Vater, der bekannte Theaterdichter Josef Alois Gleich setzte alle Hebel in Bewegung, den Bräutigam zu einem neuen Termin zu bewegen. Am 8. April 1820 wurde Raimund zur Heirat gezwungen, das Publikum feierte den ersten gemeinsamen Auftritt des Paares nach der Hochzeit am Leopoldstädter Theater begeistert als Sieg der „Moral“. Heinrich Eduard Jacob hat diese Ereignisse in der Novelle Der gefesselte Raimund verarbeitet. Schon 1818 hatte Raimunds Beziehung zur Schauspielerin Therese Grünthal in einem Theaterskandal geendet, da er sie, nachdem sie sich von ihm abgewandt hatte, im Theater verprügelt hatte. Raimund bekam drei Tage Arrest.
1830 Hernani von Victor Hugo führte bei der Uraufführung am 23. Februar zur Schlacht um Hernani. Die Aufführung artete in lautstarke und handfeste Auseinandersetzungen des Publikums aus. Auf der Bühne der renommierten Comédie-Française wurde eine Art Melodram aufgeführt, das an die proletarischen Theater am Boulevard du Temple erinnerte. Anhänger des klassischen Theaters lieferten sich mit den Unterstützern einer moderneren Form, die später Romantiker genannt wurden, eine regelrechte Theaterschlacht. In Paris gab es eine jahrhundertelange Tradition, politische Konflikte im Weg über das Theater auszutragen, wie im Buffonistenstreit seit 1752. Zudem waren dort die Spielpläne infolge des Napoleonischen Theaterdekrets (1807) sehr einheitlich: In jedes Theater ging eine bestimmte Gesellschaftsschicht mit ganz bestimmten Vorstellungen. So konnten selbst geringe Störungen dieser Erwartungen Missfallen beim Publikum auslösen, was manche Kulturschaffende als Reiz zur Provokation betrachteten.
1837 Eine Wohnung ist zu vermieten in der Stadt, eine Wohnung ist zu verlassen in der Vorstadt, eine Wohnung mit Garten ist zu haben in Hietzing von Johann Nepomuk Nestroy war bei der Uraufführung am 17. Januar im Theater an der Wien der größte Theaterskandal, den Nestroy erlebt hat, als er in der Spießersatire durch die Thematisierung sozialer Missstände des vormärzlichen Österreich seinen Widersachern den Zerrspiegel vorhielt und nicht nur die Hausherren, sondern auch die Hausbesorger gegen sich aufbrachte. Nestroys schonungslos offene, beißende Kritik an Scheinmoral und Heuchelei wurde als „witz- und gehaltloses Machwerk“ bezeichnet und nur dreimal gespielt.
1848 Die Anverwandten von Johann Nepomuk Nestroy, eine politische Komödie, die sich mit der bürgerlichen Revolution auseinandersetze (basierend auf dem Stück Martin Chuzzlewit von Charles Dickens), erregte bei der Uraufführung am 25. Mai im Carl-Theater in Wien (als Karl Marx in Wien durch Vorträge die Revolution anheizen wollte) einen Skandal wegen der auf die Frankfurter Nationalversammlung anspielenden Verse: „Gar mancher is als Wähler für Frankfurt ’nein g’rennt, der außer d’ Frankfurterwürsteln von Frankfurt nichts kennt.“ In Sprechchören forderte das Publikum Nestroy auf, öffentlich für das verfehlte Stück Abbitte zu leisten. Nestroy gab nach und schickte einen Kollegen an die Rampe, der der empörten Menge seine Entschuldigung mitteilen musste.

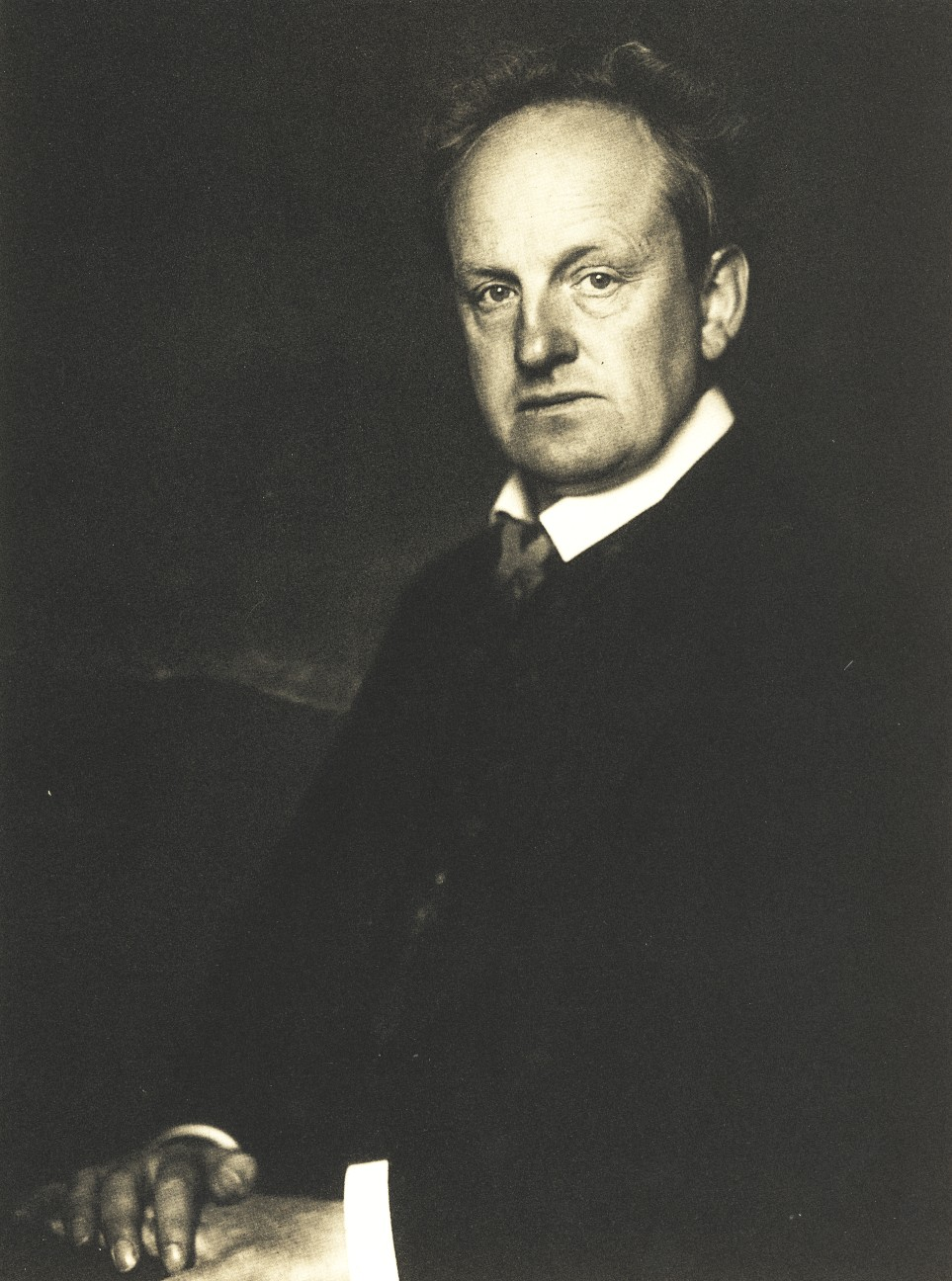
Gerhart Hauptmann (1914)

1849 Macbeth von Shakespeare führte während einer Aufführung in New York City zur Astor Place Riot, da amerikanische Zuschauer gegen den britischen Schauspieler Macready protestierten. Parteigänger des Konkurrenten buhten und pfiffen Macready aus, warfen Abfälle auf die Bühne und demolierten die Bestuhlung. Um des Aufruhrs Herr zu werden, berief die Stadtregierung die Nationalgarde ein. Nachdem Steine auf das Theater geworfen worden waren, einige Demonstranten versucht hatten, das Gebäude in Brand zu setzen, und das Publikum aus dem Theater flüchtete, schoss die Nationalgarde auf die Menge. Gezählt wurden mindestens 25 Tote und über 120 Verletzte.
1850 Zwölf Mädchen in Uniform von Johann Nepomuk Nestroy führte bei der Neujahrsvorstellung zu einem handfesten Skandal, der noch den ganzen Januar in den Zeitungen widerhallte. In der Folge suchte der Journalist und Hauptgegner Nestroys, Moritz Gottlieb Saphir, sogar um Polizeischutz gegen Nestroys Angriffe an, da dieser sich während der Vorstellung, in der gezischt worden war, ans Publikum wandte und extemporierte: „Sicher ist Herr Saphir da!“
1869 Bund der Jugend von Henrik Ibsen erregte bei seiner Uraufführung am Christiana-Theater in Christiana einen Skandal. Als Ibsen die Nachricht traf, sein Stück habe beim Publikum eine derartige Ablehnung geweckt, rief er mitten aus der Herrlichkeit des Orients bitterhöhnisch: »Mein Land ist das alte!«
1883 Der Biberpelz von Gerhart Hauptmann provozierte bei seiner Uraufführung am 21. September im Deutschen Theater Berlin durch seinen "offenen" Schluss, dass das Premierenpublikum aufgrund der fehlenden Aufklärung des Diebstahls und des Abbruchs des Stücks ohne Lösung nach dem vierten Akt einfach sitzenblieb und irritiert auf einen fünften Akt wartete: „Das lässt sich das Publikum nicht gefallen. Es ist da wie das hungrige Tier, das seine Beute sucht. Reißt man sie ihm vor dem Munde weg, so wird es wild. Und so wurde auch das Publikum wild und zischte die schönste deutsche Posse, die ihm doch geboten wurde, aus.“
1889 Vor Sonnenaufgang von Gerhart Hauptmann war bei der Uraufführung am 20. Oktober am Lessingtheater in Berlin ein Skandal, da das naturalistische Stück Selbstmord und soziales Elend ungeschönt auf die Bühne brachte. Der Augenzeuge Adelbert von Hahnstein schrieb: „Von Akt zu Akt wuchs der Lärm […] schließlich lachte und jubelte, höhnte und trampelte man mitten in die Aufführung hinein und als der Höhepunkt des Stücks nahte, erstieg auch das Toben seinen Gipfel.“ Der Berliner Arzt Isidor Kastan schwang während des fünften Aktes (wo dem Text folgend „deutlich das Wimmern der Wöchnerin“ zu hören sein sollte) eine Geburtszange über dem Kopf und bot laut seine Dienste als Arzt an. Dabei bekümmerte es ihn auch nicht, dass man gerade um Tumulte zu verhindern, diese Stelle für die Aufführung gestrichen hatte. Infolge der Störung Kastans schwoll der Lärm im Saal derart an, dass die Schauspieler das Stück nur mühsam zu Ende bringen konnten. Nach dieser „dramatischen Theaterschlacht“ folgte ein nicht weniger hitziger Streit unter den Rezensenten des Dramas. Der Skandal verhalf nicht nur Hauptmann zum Durchbruch, auch der Naturalismus als Bewegung erzielte zum ersten Mal eine breite Öffentlichkeitswirkung. Die deutsche Bühne war mit einem Schlag revolutioniert. Der Naturalismus am Ende des 19. Jahrhunderts produzierte zahlreiche Theaterskandale.
1896 König Ubu von Alfred Jarry wurde am 10. Dezember 1896 im Théâtre de L’Œuvre in Paris uraufgeführt und entfachte sogleich einen Skandal. Nach Ubus initialem Ausruf „Merdre!“ (in der deutschen Übersetzung „Schoiße!“ oder „Schreiße!“) musste die Vorführung aufgrund von Tumulten für mehrere Minuten unterbrochen werden. Das Stück zieht die Machtgier und Tyrannei seiner Figuren ins Lächerliche und Groteske, entstanden aus einem Lausbuben-Streich als Farce auf einen Physiklehrer.
1898 Der Eroberer von Max Halbe wurde am 29. Oktober am Lessingtheater in Berlin uraufgeführt und verursachte einen Theaterskandal. Beim Schlussapplaus wurden der Autor und seine Frau beschimpft, da eine Affäre Halbes mit einer jungen Schauspielerin die Vorlage für das Stück gegeben hatte und das Publikum diese „Selbststilisierung des Ehebruchs“ in Kostümen der Renaissance missbilligte. „Weil das Berliner Theaterpublikum kaum die schlechtesten Manieren hat, die ein Publikum überhaupt haben kann, hat es den ‚Eroberer‘ ausgelacht, verhöhnt und verspottet.“ Dem Verhalten des Publikums am Abend ging eine publizistische Kundgebung voraus. Das Kleine Journal veröffentlichte am Morgen des Aufführungstages einen Artikel, in dem gegen die Leitung des Theaters Stimmung gemacht wurde.
1898 Erdgeist von Frank Wedekind, die Geschichte vom Aufstieg und Fall einer Kindfrau und Sexgöttin, die Wedekind „eine Monstretragödie“ nannte, rief bei der Uraufführung im Leipziger Krystallpalast am 12. Februar einen Theaterskandal hervor und zog einen langwierigen Gerichtsprozess nach sich. Gründe dafür waren vor allem die Anprangerung von Bürgertum und Scheinmoral sowie der sexuell anstößige Inhalt. Auch Wedekinds Drama Die Büchse der Pandora (die Fortsetzung der Tragödie Erdgeist) war bei der Uraufführung 1904 ein Theaterskandal. Beide Stücke wurden von Wedekind später als Bühnenfassung in einem Stück mit dem Titel Lulu zusammengefasst.

## 20. Jahrhundert

### Schauspiel

#### 1901 bis 1945

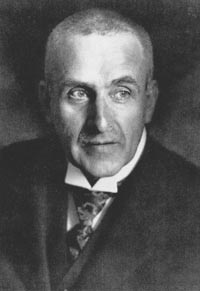
Frank Wedekind (1918)

1903 Katharina Schratt, Schauspielerin am Wiener Hofburgtheater, sorgte für den größten Theaterskandal in der k.u.k. Monarchie, als sie – als Freundin des Kaisers Franz Josef I. – in Franz von Schönthans Lustspiel „Maria Theresia“ am Deutschen Volkstheater in Wien die Titelrolle spielte. Der Journalist Karl Kraus prangerte in seiner Zeitschrift Die Fackel den Umstand, dass Schratt als Kaiserin zu sehen war, als „Gipfel der Geschmacklosigkeit“ an. Kraus sprach von einem Schwindel. Während der Kaiser und die Schauspielerin bis dahin immer darauf Bedacht genommen hatten, ihre Beziehung nicht in die Öffentlichkeit zu tragen, hätte die Schauspielerin nun die Grenzen des guten Geschmacks verlassen. Selbst der Kaiser konnte es nicht glauben: „In der Zeitung habe ich gelesen, dass Sie die Maria Theresia spielen werden. Ist das wahr?“ Katharina Schratt betrat nach dem Skandal nie wieder eine Bühne.
1904 Die Büchse der Pandora von Frank Wedekind (die Fortsetzung seiner Tragödie Erdgeist, s. o.) war bei der Uraufführung im Intimen Theater in Nürnberg trotz der damals in Nürnberg vergleichsweise liberalen Zensur ein Theaterskandal. Ein Einschreiten der Polizei verhinderte eine für den Folgetag geplante zweite Vorstellung. Die Münchner Staatsanwaltschaft erhob Anklage gegen Wedekind und seinen Verleger Bruno Cassirer wegen Verbreitung unzüchtiger Schriften, die Buchausgabe wurde beschlagnahmt. Noch Wedekinds Begräbnis 1918 war ein Skandal, da bei der Beerdigung am Münchner Waldfriedhof Prostituierte dem Dichter ihre Reverenz erwiesen.
1905 Sommergäste von Maxim Gorki erregte bei der Uraufführung 1905 einen Skandal, da das Publikum sich in den geschwätzigen Spießern auf der Bühne wiedererkannte. Gorki wollte in seinem Stück vor allem das Bürgertum kritisieren, das in seinen Augen primär mit sich selbst beschäftigt war. Mit der aufgeladenen Stimmung im Vorfeld der russischen Revolutionen (1905 und 1917) kam es zu Unterbrechungen, in denen unter anderem der Sturz der Regierung gefordert wurde.
1907 Der Held der westlichen Welt (The Playboy of the Western World) von John Millington Synge führte bei der Uraufführung am 26. Januar am Abbey Theatre in Dublin zu tumultartigen Ausschreitungen. Zeugen berichten von stampfenden, buhrufenden Zuschauern, von betrunkenen Trinity-Studenten, die „God Save the Queen“, und Nationalisten auf der anderen Seite, die „God save Ireland“ und „A Nation once again“ grölten. Die Kämpfe spielten sich zunächst im Theatersaal, später auf den umliegenden Straßen ab und mussten von der Polizei beendet werden. Irische Nationalisten meinten, dass das Stück nicht politisch genug sei und durch seine unmoralische Sprache die Würde Irlands, insbesondere der irischen Frauen, verletze. Die vermeintlich klischeehafte Darstellung des ländlichen katholisch-irischen Unterschichtmilieus wurde von irischen Nationalisten wie dem Sinn-Féin-Führer Arthur Griffith als Verhöhnung empfunden. Der Schirmherr des Theaters, William Butler Yeats, sah sich in der Folge veranlasst, eine Verteidigungsrede zur Freiheit des Theaters zu halten. Obwohl die Pressemeinung bald gegen die Kritiker war und die Proteste (bekannt geworden als die Playboy Riots) verebbten, war das Abbey Theatre erschüttert und Synges nächstes (und letztes vollendetes) Stück The Tinker’s Wedding (1908) wurde aus Furcht vor neuen Störungen nicht aufgeführt.
1907 Rêve d'Égypte. Als die französische Schriftstellerin Colette und ihre adelige lesbische Liebhaberin de Morny (genannt „Missy“), der sehr unkonventionell in Männerkleidern lebenden Tochter eines Halbbruders von Napoleon III., sich bei der Aufführung der Pantomime Rêve d'Égypte am 3. Januar im Moulin Rouge küssten, gab es einen Skandal. Colette thronte in dem »Mimodrama« als ägyptische Mumie auf der Bühne, bekleidet mit einem edelsteinbesetzten Büstenhalter. Der Ägyptologe »Yssim« (ein evidentes Anagramm von Missy) im Anzug näherte sich, gespielt von der transsexuellen „Missy“, Colettes Geliebter. „Nichts bringt die beiden Frauen aus der Ruhe, weder die Pfiffe noch die „Nieder mit den Lesben“-Rufe. Stoisch spielen sie weiter an diesem 3. Januar 1907. Schon wirft das Publikum mit Orangenschalen und Knoblauchzehen, Münzen, Bonbondosen und Sitzkissen. Der Tumult erreicht den Höhepunkt, als der Archäologe seine Mumie zum Leben erweckt und mit einem langen, echten Zungenkuss bedenkt. Ein Schemel fliegt auf die Bühne, die Polizei muss die pöbelnden Horden bändigen.“ „Ich bin etwas enttäuscht über die Feigheit all dieser Leute“, sagte Colette einem Journalisten nach der Premiere und versprach: „Ich werde wieder spielen.“ Im Gefolge des Skandals wurden weitere Aufführungen des Stückes jedoch verboten und Colette und Missy konnten ihr Verhältnis, das noch fünf Jahre bestand, nur verdeckt weiterführen.
1909 Hargudl am Bach von Hans Müller-Einigen. Bei der Premiere ereignete sich im Wiener Burgtheater ein Theaterskandal, wie er in der langen Tradition des Hauses noch nie vorgekommen war. Von den Berichterstattern wurden die Vorkommnisse als Revolution wahrgenommen. Der Autor Hans Müller (später eine Spottfigur bei Karl Kraus), machte sich in seinem Stück über das modische Gehabe der gehobenen Boheme lustig. Im Verlauf des Abends wurde das Publikum immer unruhiger, man hörte Zwischenrufe wie „Sowas gehört nicht ins Burgtheater!“ und nach dem zweiten Akt wurde laut gezischt, ein im Hofburgtheater unerhörtes Ereignis. Die Aufführung wurde ein Reinfall mit Pfeifkonzert und Pfuiorkan, dem lautesten, den das ehrwürdige Haus bis dahin erlebt hatte, mit einem „noch nie dagewesenen Skandal“ (Nagl-Zeidler-Castle). Die Aufführung markierte das Ende des Burgtheater-Direktors Paul Schlenther.

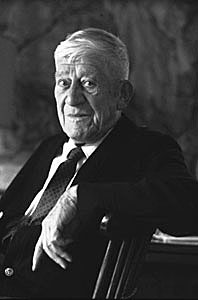
Oskar Kokoschka, 1963 fotografiert von Erling Mandelmann

1909 Mörder, Hoffnung der Frauen von Oskar Kokoschka löste bei der Uraufführung auf der Freilichtbühne der internationalen Kunstschau am 4. Juni in Wien einen Skandal aus. Das Publikum reagierte auf das Stück mit Johlen, Trampeln, Raufen und Umherhauen mit den Stühlen. Als die Situation auszuarten drohte, musste die Polizei eingreifen. Kokoschka erhielt eine Verwarnung wegen öffentlicher Ruhestörung und wurde als „Jugendverderber“ beschimpft. Der Unterrichtsminister ordnete an, den 23-jährigen Künstler von der Kunstgewerbeschule zu entlassen. Der Einakter Kokoschkas wird als erstes expressionistisches Theaterstück bezeichnet, Thema ist der Gegensatz der Geschlechter.
1911 Der Held der westlichen Welt (The Playboy of the Western World) von John Millington Synge (s. o.) führte auch bei der Aufführung in New York zu Unruhen. Zuschauer buhten, zischten und warfen Gemüse und Stinkbomben, während es in den Sitzreihen zu Prügeleien kam. Die Theatertruppe wurde später in Philadelphia festgenommen und wegen Aufführung eines unmoralischen Stückes angeklagt, das Strafverfahren wurde jedoch später eingestellt.
1913 Pygmalion von George Bernard Shaw erregte bei der Erstaufführung in London am 11. April 1914 einen Skandal und führte zu öffentlicher Kritik, da das Stück für die damaligen Verhältnisse geradezu exzessiv Schimpfwörter verwendete. So benutzt die Hauptfigur Eliza Doolittle einmal das damals ordinäre Wort bloody („verdammt“): Als jemand sie fragt, ob sie zu Fuß nach Hause ginge, antwortet sie: „Verdammt unwahrscheinlich!“ (“Walk? Not bloody likely!”).
1917 Hiob von Oskar Kokoschka. Bei der Uraufführung am 3. Juni 1917 am Dresdner Albert Theater mit Heinrich George kam es zu Tumulten und Protesten. Kokoschka selbst führte Regie und entwarf die Bühnenbilder. Das Stück, das als Tragikomödie eines alten Mannes beschrieben wird, der den Kopf durch eine Frau verdreht bekommt, polarisierte das Publikum und führte zu einem Eklat. Kokoschka setzte die Wendung „mir wurde der Kopf verdreht“ sogleich in eine szenische Bemerkung um, indem der Darsteller des Hiob eine Zeitlang mit einer Gewandung auftrat, „bei der Rock, Weste und Kragen hinten zugeknöpft waren und die Krawatte über den Rücken baumelte. So saß der verdrehte Kopf wirklich um 180 Grad verschoben auf dem Rumpf.“
1918 Seeschlacht von Reinhard Goering. Die Uraufführung am 10. Februar 1918 am Hoftheater in Dresden unter Nikolaus Graf von Seebach mit Walter Bruno Iltz wurde auf Anraten des militärischen Generalkommandos als geschlossene Vorstellung durchgeführt, erregte aber dennoch einen Skandal, denn „das Abfeuern des Riesengeschützes, die Einschläge, der Pulverdampf wirkten derart realistisch, der ausbrechende Wahnsinn, das grausige Sterben der Mannschaft wurden so erschütternd dargestellt, daß bei der Aufführung eine Frau in Schreikrämpfe verfiel, andere ohnmächtig wurden“. Noch im selben Jahr wurde das Stück unter der Regie von Max Reinhardt am Deutschen Theater in Berlin mit Emil Jannings, Werner Krauß, Conrad Veidt und Paul Wegener zu einem gefeierten Erfolg. Das Schicksalsdrama war das erste Stück, das sich noch in Kriegszeiten mit dem Krieg befasste, und wurde mit dem Kleistpreis ausgezeichnet.
1918 Leonce und Lena von Georg Büchner führte bei der Aufführung am Hof- und Nationaltheater Mannheim am 2. Juni in der Inszenierung von Richard Weichert mit Fritz Odemar als Leonce zu einem politisch motivierten Skandal, der von gekränktem nationalem Ehrgefühl wegen der politisch-satirischen Tendenzen des Stücks ausgelöst wurde. Es hagelte Proteste gegen die Satire auf Absolutismus und Kleinstaaterei und es gab klerikalen Protest von der Kanzel herab.
1920 Die Hexerei des Schmetterlings von Federico Garcia Lorca endete bei seiner Uraufführung durch das Teatro del Arte als Skandal.

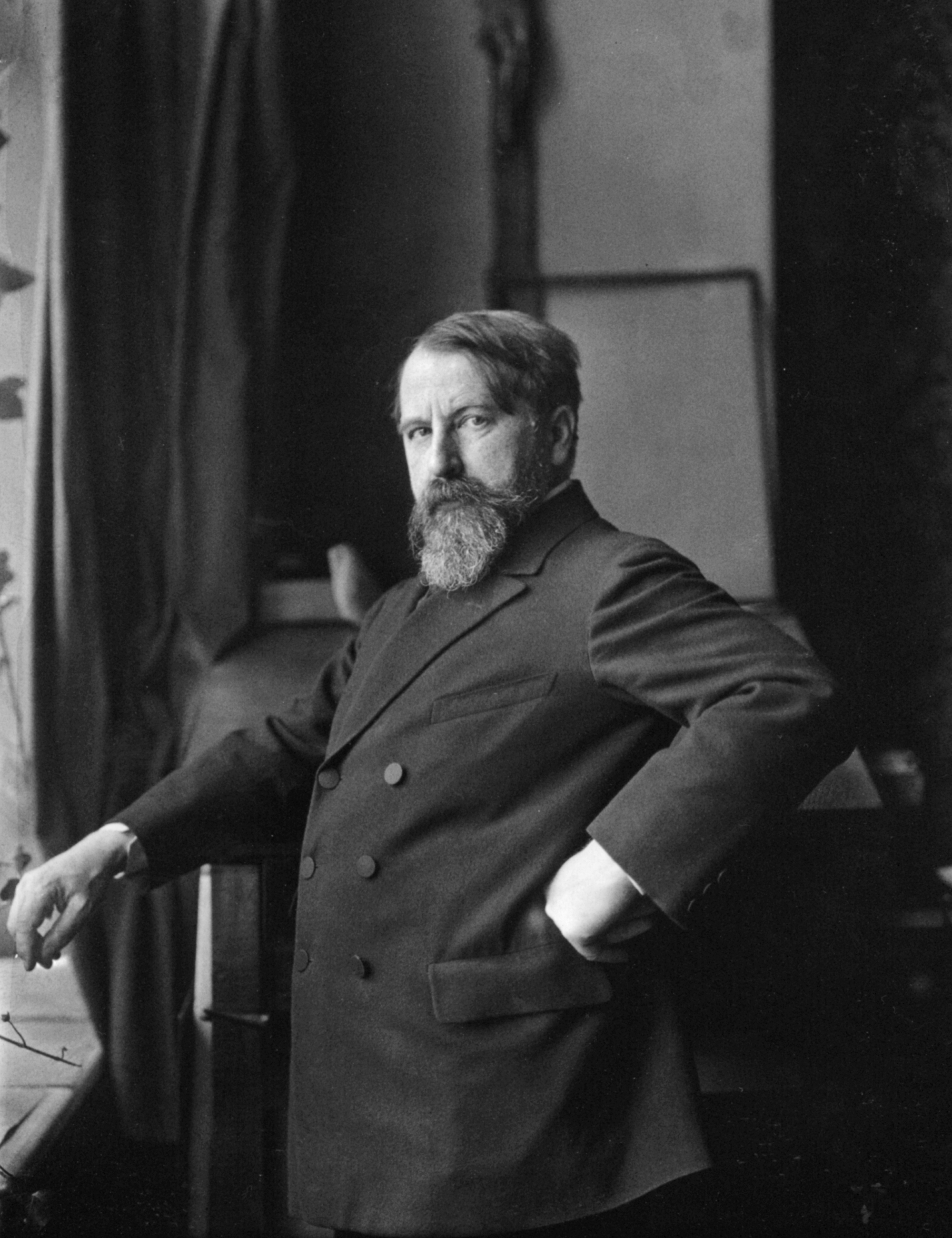
Arthur Schnitzler (Foto von Ferdinand Schmutzer, um 1912)

1921 Reigen von Arthur Schnitzler führte zum größten Theaterskandal des frühen 20. Jahrhunderts. Das Stück schildert in zehn erotischen Dialogen die „unerbittliche Mechanik des Beischlafs“ und zeichnet ein Bild der Moral in der Gesellschaft des Fin de siècle. Wenige Stunden vor der Berliner Uraufführung am 23. Dezember 1920 wurde die Vorstellung vom preußischen Kultusministerium verboten und den Direktoren sechs Wochen Haft angedroht, die Premiere fand dennoch statt. Am 22. Februar 1921 kam es zu Ausschreitungen, nachdem ein hoher Beamter der Berliner Polizei eine systematische Hetze gegen die Aufführungen initiiert hatte. Am 22. Februar gab es organisierte Tumulte in der Aufführung und eine johlende Saalschlacht. Abkommandierte völkische Beobachter, die meisten von ihnen im jugendlichen Alter, warfen Stinkbomben. Theaterleiter und Darsteller wurden in der Folge wegen „unzüchtiger Handlungen“ im sogenannten Reigen-Prozess vor Gericht gestellt, nach dem Schnitzler ein Aufführungsverbot für das Stück verhängte, das bis zum 1. Januar 1982 in Kraft war. Bei der Vorstellung in Wien stürmten am 7. Februar 1921 Demonstranten die Vorstellung. Am 16. Februar warfen Zuschauer Stinkbomben und 600 Demonstranten stürmten das Haus, zertrümmerten die Glasscheiben, drangen ins Parkett und in die Logen ein, von wo aus sie Stühle und Teer-Eier auf die Zuschauer warfen. Die Bühnenarbeiter beendeten den Tumult durch Einsatz der Feuerwehrschläuche.
1922 Vatermord von Arnolt Bronnen galt nach der Uraufführung am Schauspielhaus Frankfurt als der größte Theaterskandal seit Gerhart Hauptmanns Vor Sonnenaufgang (1889). Das Stück war voller Gewalt, Demütigung und Inzest, das Publikum reagierte empört, bei einer weiteren Aufführung in Berlin an der „Jungen Bühne“ des Deutschen Theaters (Regie: Berthold Viertel) musste die Polizei einschreiten.

„Zuerst ruft nur jemand ein ‚Pfui‘ in die Stille. Dann setzt wütendes Klatschen ein, die jungen Leute im Saal beginnen wild auf die Lehnen zu schlagen. Ein Pfiff gellt aus einem Schlüssel, ihm antwortet eine Kindertrompete, begleitet vom kunstvollen Heulen auf hohlen Fäusten. Unter taktmäßigem Schlagen wird ein Name herausgebrüllt, wohl der des Schriftstellers, dagegen erschallen Rufe ‚Gemeinheit‘, ‚Frechheit‘, ‚Anmaßung‘.“

Nachdem die Menge nach einer halben Stunde den Saal noch immer nicht verließ, wurde die Polizei gerufen, die das Theater räumte. Zugleich wurde das Stück schnell zu einem der großen Theatererfolge der Weimarer Republik. Bronnen hatte mit seinem Werk das Lebensgefühl einer ganzen Generation zum Ausdruck gebracht, die in der wilhelminischen Ära unter den autoritären Gesellschafts- und Familienstrukturen litt.
1923 Der deutsche Hinkemann von Ernst Toller wurde anlässlich der Leipziger Uraufführung am 19. September am Alten Theater Leipzig unter der Regie von Alwin Kronacher zum Skandal für Nationale, wobei ein Zuschauer zu Tode durch Herzschlag kam. Kriegsheimkehrer Hinkemann wurden im Ersten Weltkrieg seine Genitalien weggeschossen, er war nicht nur ein Krüppel, dem man die Frau wegnahm, als ehemaliger Frontsoldat war er friedensuntauglich. Im Varieté eines Schaubudenbesitzers biss er als „Homunkulus“ und „deutscher Bärenmensch“ lebenden Mäusen und Ratten das Genick durch. Die Aufführungen in Berlin und Wien im darauf folgenden Jahr fanden unter Polizeischutz statt, da zuvor jene in Dresden im Januar 1924 von Nationalsozialisten gestört worden waren.
1923 Eunuchen von Carl Zuckmayer am Kieler Theater am Kleinen Kiel. Die Aufführung am 17. April fand als geschlossene Vorstellung vor geladenen Gästen der Kieler Gesellschaft, der Universität, der Marine und der Presse statt. Sie sahen einen provokanten Abschluss des Stücks: Eine junge Schauspielerin erschien nackt auf der Bühne, die Brüste orange geschminkt und um den Bauchnabel eine Sonne mit blauen Strahlen. Sie schritt unter dem Johlen des Publikums über die Bühne. Als sie gefragt wurde, woher sie komme, antwortete sie lispelnd: „Aus Lesbos.“ „Die geladenen Gäste verließen das Haus im bedrohlichen Schweigen“ (Zuckmayer). Am folgen Tag kam die Theaterkommission zusammen. Sie setzte das Stück ab und entließ den Intendanten. Im Mai 1923 wurde auch Zuckmayer gekündigt.
1925 Exzesse von Arnolt Bronnen wurde, wie schon dessen Vatermord 1922, bei der Uraufführung der „Jungen Bühne“ im Berliner Lessing-Theater mit Curt Bois, Leonhard Steckel und dem jungen Veit Harlan ein Skandal. Das Stück war sexuell aufgeladen, exzessiv, der Skandal war somit vorprogrammiert, wobei sich das Publikum über ein ausgezogenes Unterhöschen und den Wunsch der Protagonistin Gerda Müller nach Sodomie mit einem Ziegenbock entrüstete. Der Skandal kulminierte in der öffentlichen Ohrfeige des Intendanten Moriz Seeler für den kommunistischen Dramaturgen Oskar Kanehl, der die Aufführung von Beginn an mit einer Pfeife störte. Im Publikum hatten sich Prominente wie Egon Erwin Kisch oder Ernst Rowohlt versammelt. Das Ende ging im Tumult unter, Trillerpfeifen schrillten, die verdatterten Schauspieler, dreißigmal vor den Vorhang gerufen, wurden gleichzeitig bejubelt und niedergebrüllt. Die Polizei suchte zurückhaltend Ruhe herzustellen. Die Aufführung hatte ein wochenlanges publizistisches Nachspiel, das sich in 103 Zeitungsbeiträgen niederschlug.
1925 Katalaunische Schlacht von Arnolt Bronnen wurde am Fürstlich Reussischen Theater in Gera zu einem Skandal, da das sexualisierte Kriegsdrama angeblich „der Ehre des deutschen Offiziers und Frontsoldaten“ nahetrat. Der Intendant Walter Bruno Iltz und seine Frau Helena Forti wurden in einem anonymen Brief sogar mit dem Erschießen bedroht.
1926 Der Pflug und die Sterne von Sean O’Casey in Dublins Abbey Theatre wurde einer der größten Theaterskandale Irlands. Die Premiere musste wegen randalierender Zuschauer abgebrochen werden.

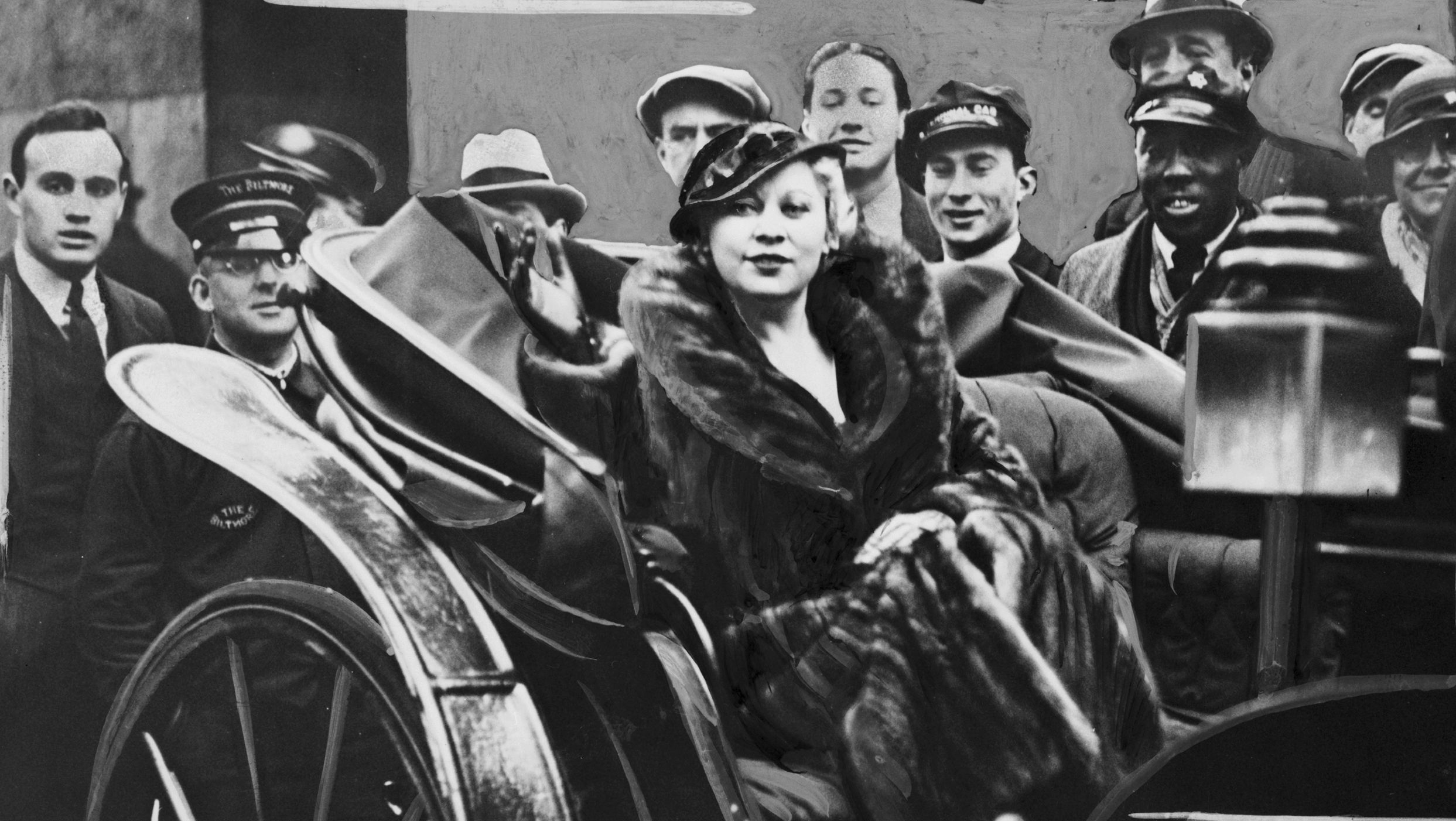
Mae West (1933)

1927 Die Komödie „Sex“ von Mae West erregte am New Yorker Broadway einen Skandal. Mae West besetzte sich selbst mit der Rolle der Prostituierten und wurde im April angezeigt. Das Stück war bereits ein Jahr lang ein Publikumsrenner, als die Sittenpolizei darin plötzlich ein Problem sah, das Theater stürmte und Mae West und ihre Kollegen festnahm. Mae West musste wegen „obszöner, unzüchtiger Inhalte“ ins Gefängnis. Die Arme voller Rosen trat sie im Frühling 1927 ihre Gefängnisstrafe an. Acht Tage verbrachte sie auf der Strafinsel von New York, wo sie sogar ihre seidene Unterwäsche anbehalten durfte.
1928 Die Verbrecher von Ferdinand Bruckner, ein Drama, in dem es um die Diskriminierung der Homosexuellen und um deren Erpressbarkeit infolge des § 175 geht und das die damaligen Regelungen für Abtreibungen, die Indizienprozessführung und die Todesstrafe kritisiert, löste Ende November am Hamburger Schauspielhaus in der Regie von Arnold Marlé den größten Hamburger Theaterskandal dieser Zeit aus. Organisierte Nationalsozialisten gingen gegen Publikum und Bühne vor, „um durch einen Theaterkrawall ihre moralischen Belange zu vertreten“. Die Presse titelte: „Gaskrieg in der Kirchenallee“ (die Adresse des Theaters): „Gegen 9,15 setzten Ruhestörungen ein, ausgehend vom zweiten Rang. Es wurden Juck- und Niespulver sowie Stinkbomben geworfen; auch wurde gejohlt und gepfiffen. Polizei mußte einschreiten.“ Etwa 300 Personen mussten das Theater verlassen. Erst nach einer Dreiviertelstunde konnte weitergespielt werden. Nach der Vorstellung wurde das Publikum auf der Straße weiter belästigt, ein Flugblatt der Fichte-Gesellschaft zur Verteidigung der Demonstranten, verfasst von Wilhelm Stapel, behauptete, das Schauspielhaus hätte „die Sitten des Theaters verletzt“: „Was in diesen jungen Menschen protestiert, das ist der gesunde Lebenswille unseres Volkes, das eine faulige Schicht und ihre krankhaften Vergnügungen nicht anerkennen kann als die 'deutsche Kultur', die der Freiheit des Geistes würdig ist.“ Von der Polizei wurden zahlreiche Verhaftungen gegen die Störer ausgesprochen, darunter die NSDAP-Bürgerschaftsabgeordneten Ernst Hüttmann und Brinckmann. Am 7. Dezember kam es vor dem Theater erneut zu Demonstrationen gegen das Stück. Die Aufführung wurde zum Gegenstand einer Sitzung der Hamburger Bürgerschaft. Bereits nach wenigen Vorstellungen verschwand das Drama wieder vom Spielplan. Die Uraufführung am Deutschen Theater in Berlin unter Heinz Hilpert war ein Riesenerfolg gewesen, in München erging ein Aufführungsverbot.
1929 U-Boot S4 von Günther Weisenborn löste bei seiner Uraufführung als Antikriegsstück einen Theaterskandal aus. Auch Weisenborns zweites Schauspiel SOS oder Die Arbeiter von New Jersey löste 1931 einen Theaterskandal aus (s. u.).

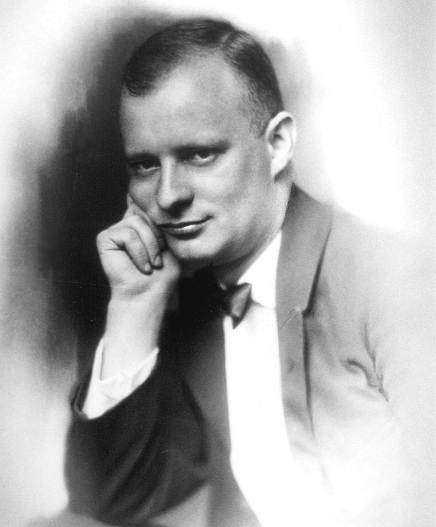
Paul Hindemith (1923)

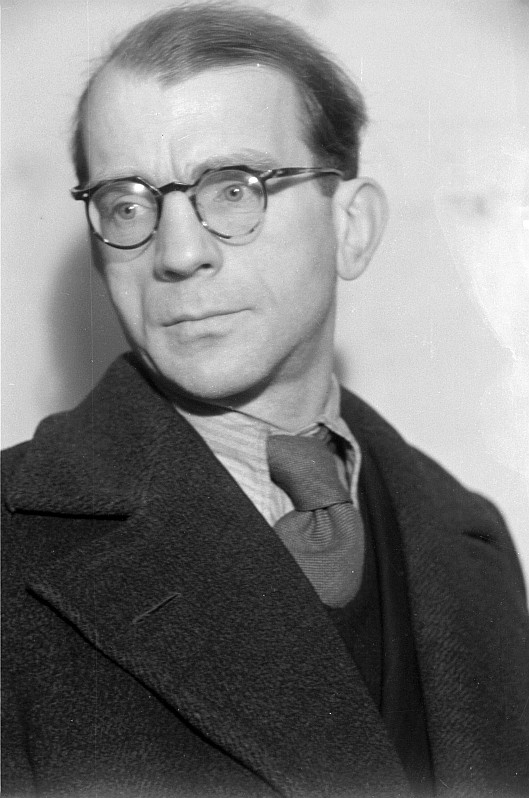
Günther Weisenborn 1946

1929 Das Badener Lehrstück vom Einverständnis von Bertolt Brecht und Paul Hindemith sorgte bei der Uraufführung in Baden-Baden aufgrund der Darstellung von Tod und Gewalt für einen Skandal. Die Zuschauer zeigten sich zunächst schockiert von der als Film gezeigten, drastischen Darbietung Totentanz von Valeska Gert. Der eigentliche Skandal aber wurde durch eine brutale Clownsszene mit Theo Lingen in der Hauptrolle ausgelöst. Zwei Clowns zerlegten einen dritten Clown unter dem Vorwand zu helfen. Schmerzende Glieder wurden unter Einsatz großer Mengen Theaterblut einfach abgetrennt. Am Ende war das Opfer vollständig zerlegt und lag blutüberströmt am Boden.

„Mit einem Blasebalg, der Blut enthielt, mußte ich auch noch das Blut dazu spritzen: das war dem Publikum nun wirklich zu viel. Und als man mir dann noch den Kopf absägte, da ich über Kopfschmerzen klagte, brach ein Skandal aus, wie ich ihn nie wieder am Theater erlebt habe. Alles, was nicht niet- und nagelfest war, flog auf die Bühne. Fluchtartig verließen meine Mitspieler den Schauplatz.“

Nicht nur die Zuschauer zeigten sich schockiert, die Baden-Badener Verantwortlichen beendeten nach der Aufführung ihre Unterstützung für das Musikfestival.
1929 Pioniere in Ingolstadt von Marieluise Fleißer verursachte am Theater am Schiffbauerdamm in Berlin in der Regie von Jacob Geis und Bertolt Brecht einen der legendären Theaterskandale der Weimarer Republik. Brecht hatte das Stück szenisch verschärft, unter anderem fand die Entjungferung des Dienstmädchens in einem rhythmisch wackelnden Pulverhäuschen auf offener Bühne statt. Fleißer überwarf sich mit Brecht, da dieser sie mit den Folgen des Skandals „wie mit einem Besenkammer-Balg“ (Carl-Ludwig Reichert) allein gelassen hatte.
1931 SOS oder Die Arbeiter von New Jersey, Günther Weisenborns zweites Schauspiel über die Verstrahlung von Arbeitern, löste 1931 am Landestheater Coburg einen Theaterskandal aus.
1933 Warum lacht Frau Balsam, eine von Günther Weisenborn gemeinsam mit Richard Huelsenbeck verfasste Komödie, führte im März am Deutschen Künstlertheater in Berlin zu Tumulten und wurde nach massivem SA-Skandal abgesetzt und noch in der gleichen Nacht verboten, wie in der Folge auch Weisenborns anderen Stücke und Romane.
In der durch „Gleichschaltung“ und massive Repression gekennzeichneten kulturellen Landschaft des „Dritten Reiches“ kam es zwar nicht zu Theaterskandalen im engeren Sinn. Bemerkenswert ist aber, dass es bei Aufführungen des Don Carlos von Friedrich Schiller an der Stelle, wo Marquis Posa Gedankenfreiheit fordert, häufig zu ostentativen Beifallskundgebungen des Publikums kam. Ab 3. Juni 1941 galt auch ein von Adolf Hitler verordnetes Aufführungsverbot für Schillers Wilhelm Tell. Der Nationalsozialismus hatte zwar versucht, dieses Drama politisch zu vereinnahmen, doch die offen gegen den Nationalsozialismus gerichtete und mit Emigranten wie Wolfgang Langhoff besetzte Inszenierung von Oskar Wälterlin 1939 im Zürcher Schauspielhaus hatte es erfolgreicher politisiert. Auch hier zeigte der ostentative Beifall bei den Szenen, die als Aufforderung zum Widerstand gegen Tyrannei gedeutet werden konnten, die latente Opposition zum Regime – was von diesem wohl als Gefährdung und als „Skandal“ gewertet wurde.

#### 1945 bis 2000
1945 Haben von Julius Hay wurde bei der Premiere am Wiener Volkstheater am 24. August zum ersten großen Theaterskandal der hysterisierten Nachkriegszeit, es kam sogar zu einer Saalschlacht im Parkett, als die Hebamme Képes (gespielt von Dorothea Neff) während einer Szene unter einer Madonnenstatue Gift versteckte und Schüler des katholischen Piaristengymnasiums und Angehörige der ehemaligen Hitlerjugend Tumulte vom Zaun brachen. Mitgliedern des Theaters und Kulturstadtrat Viktor Matejka gelang es, die Situation zu beruhigen.
1947 Es steht geschrieben von Friedrich Dürrenmatt, das erste Stück Dürrenmatts, eine groteske Komödie über die münsterische Schreckensherrschaft 1534–1536, die Dürrenmatt in einem ironisch skeptischen Bilderbogen darstellte, rief bei der Uraufführung am Zürcher Schauspielhaus einen Theaterskandal hervor, die Uraufführung musste wegen Unmutsbekundungen des Publikums unterbrochen werden, in der Presse entstand eine hitzige Debatte über das Stück, es wurde als „unzüchtig und nihilistisch“ empfunden. Die Premiere führte zu einem solchen Skandal, dass man sich in Zürich für etliche Jahre an kein neues Werk des Szenen-Berserkers wagte, die nächsten Uraufführungen fanden in Basel statt. Das Stück erfuhr später eine Umarbeitung in Die Wiedertäufer (1966).

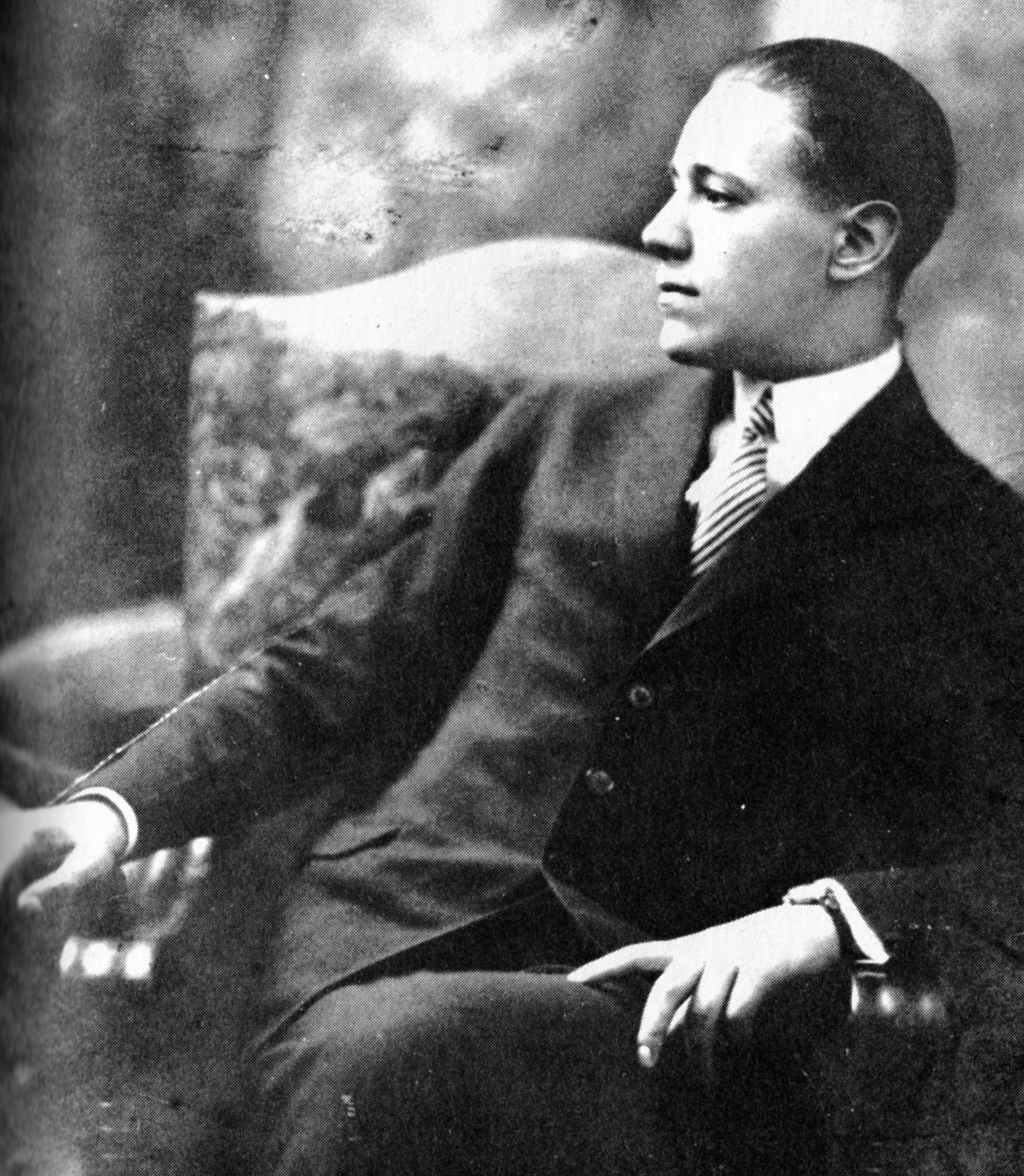
Ödön von Horváth (1919)

1948 Geschichten aus dem Wiener Wald von Ödön von Horváth geriet bei der österreichischen Erstaufführung am 1. Dezember am Wiener Volkstheater zu einem der größten Theaterskandale der Nachkriegszeit. Publikum und Presse standen Horváths Vivisektion der Wiener Seele empört gegenüber. Bei der zweiten Vorstellung kam es im letzten Bild, „in der Wachau“, sogar zu Tumulten, als Dorothea Neff als Großmutter den von ihr verschuldeten Tod des kleinen Leopold verkündet. Karl Skraup musste die Störer mit extemporierten Sätzen beruhigen. Schon bei der Uraufführung 1931 kritisierte die rechtsradikale Presse das Stück.
1949 Jugend vor den Schranken von Helmuth Qualtinger, das sich der Verelendung der österreichischen Nachkriegsjugend widmet, erregte bei seiner Uraufführung in Graz einen Skandal. Ein großer Teil der Zuschauer protestierte mit lauten Rufen besonders bei den Szenen, die die Verfallssymptome dieser Kategorie von straffällig gewordenen Jugendlichen zum Ausdruck brachten. Im ersten Drittel der Aufführung nahmen die Kundgebungen solche Formen an, dass zum Schutz der Darsteller ein größeres Polizeiaufgebot angefordert werden musste. Der Gipfel der Demonstrationen wurde erreicht, als in einer Szene der Darsteller der Rolle des Staatsanwaltes als Sühne die Todesstrafe forderte und daraufhin das Publikum schrie: „Ja für den Verfasser!“ Das Stück wurde schon am nächsten Morgen vom Spielplan genommen.
1951 Bacchus von Jean Cocteau wurde bei seiner Uraufführung am 10. Oktober im Theater Marigny in Paris zum Skandal. François Mauriac bezichtigte Cocteau der Gotteslästerung und der Autor warf seinem Kritiker Unbildung vor.
1956 Käthe Dorsch, Schauspielerin am Wiener Burgtheater, ohrfeigte am 13. April vis-à-vis vom Wiener Volkstheater vor dem Cafe Raimund den Kritiker Hans Weigel und beschimpfte ihn, da Weigel in einer Kritik zur Burgtheateraufführung von Christopher Frys „Das Dunkel ist licht genug“ Dorsch folgendermaßen kritisiert hatte. Es kam zum Prozess, im Zuge dessen der als Zeuge geladene Schauspieler Raoul Aslan für Weigel „die Todesstrafe“ forderte. Dorsch wurde zu einer Geldstrafe verurteilt.
1956 Die Geschichte von Vasco von Georges Schehadé führte bei seiner französischen Erstaufführung am 1. Oktober im Théatre Sarah Bernhardt in Paris zu einem Skandal.
1956 Der arme Bits oder Das Diner der Köpfe von Jean Anouilh wurde bei seiner Uraufführung am 10. Oktober im Pariser Théâtre Montparnasse zu einem Skandal. Es folgten 600 Aufführungen dieser Inszenierung.

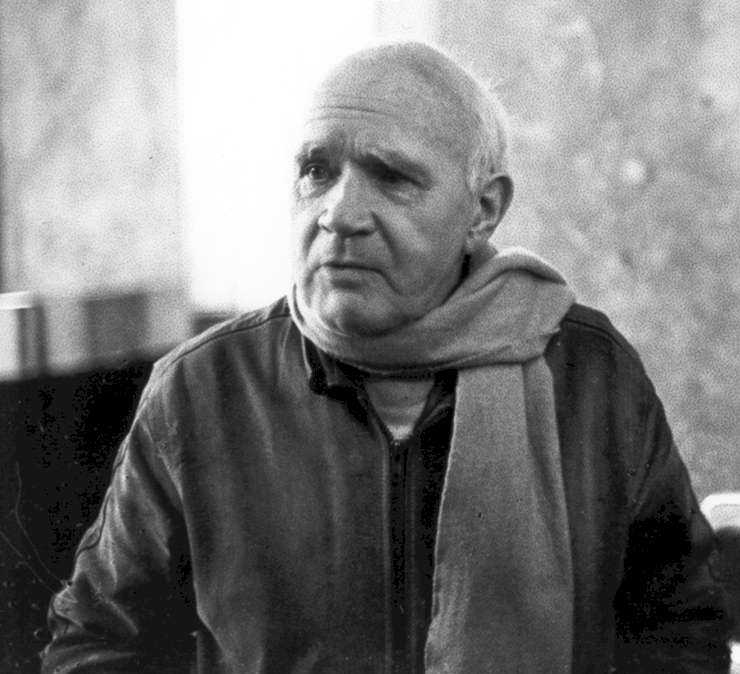
Jean Genet, 1983

1957 Der Balkon (Le balcon) von Jean Genet sorgte bei der Uraufführung im Art’s Club Theatre in London am 22. April in der Regie von Peter Zadek wegen der freizügigen Behandlung abweichender Sexualpraktiken für einen Skandal und war in Frankreich zeitweilig verboten. Das Stück spielt in einem Luxusbordell, in dem sich die Kunden den Wunsch nach einer anderen Identität erfüllen können. Während die Bordellbesucher nach der Illusion von Macht und Ansehen streben, tobt draußen die Revolution. Sie scheitert unter dem Jubel des Volkes, dessen Ehrfurcht vor der Macht zu groß ist. Am Ende bleibt offen, ob die Revolution nicht auch ein Spiel der Illusion war.
1957 Opfer der Pflicht von Eugène Ionesco wurde bei der deutschsprachigen Erstaufführung des Darmstädter Landestheaters im Orangeriehaus ein Skandal. Das Publikum protestierte gegen Ende der Aufführung mit Zwischenrufen, Trillerpfeifen und Hausschlüsseln gegen die Fortsetzung des Spiels. Gegen Ende dieses Einakters bohrt ein Dichter einem Polizisten das Messer in die Brust, und eine dabeistehende Frau ruft „Aufhören“. Diese Aufforderung wurde von einem Teil des Publikums aufgenommen, es gab Pfiffe und böse Rufe gegen den Regisseur und Darmstädter Intendanten Gustav Rudolf Sellner. Sellner trat auf die Bühne und forderte die Unzufriedenen auf, das Haus zu verlassen. Etwa ein Drittel des Publikums verließ den Saal, die Aufführung ging unangefochten zu Ende, während ein Teil der Unzufriedenen durch die Saaltüren still wieder ins Parkett zurückkehrte.
1961 Die Geisel von Brendan Behan provozierte am Ulmer Theater in der Inszenierung der deutschen Erstaufführung von Peter Zadek Skandal und Furore durch eine freche Mischung aus Bordell und Bürgerkrieg, Schunkeln und Sterben, nackten Frauen und betrunkenen Guerilleros. Pulverdampf, der ins Publikum zog, irritierte die Zuschauer. Zadek setzte „in einer Ulmer Turnhalle bei der ‚Geisel‘ den größten und folgenreichsten Theater-Skandal des Nachkriegstheaters in Gang: Ein Publikum kam aus dem Husten und Buhen nicht mehr heraus.“ Der Ulmer Gemeinderat debattierte über die Absetzung des Stückes, die Presse empfand die Kontroverse wegen der scheinbar inkongruenten Stilelemente und der politischen Aussage als eine Belebung der deutschen Bühnenlandschaft.
1962 Bis zum letzten Wutstropfen von Lutz Backes entfachte wegen des Nacktauftritts einer Schauspielerin einen Theaterskandal, hatte aber riesige Aufführungsziffern.

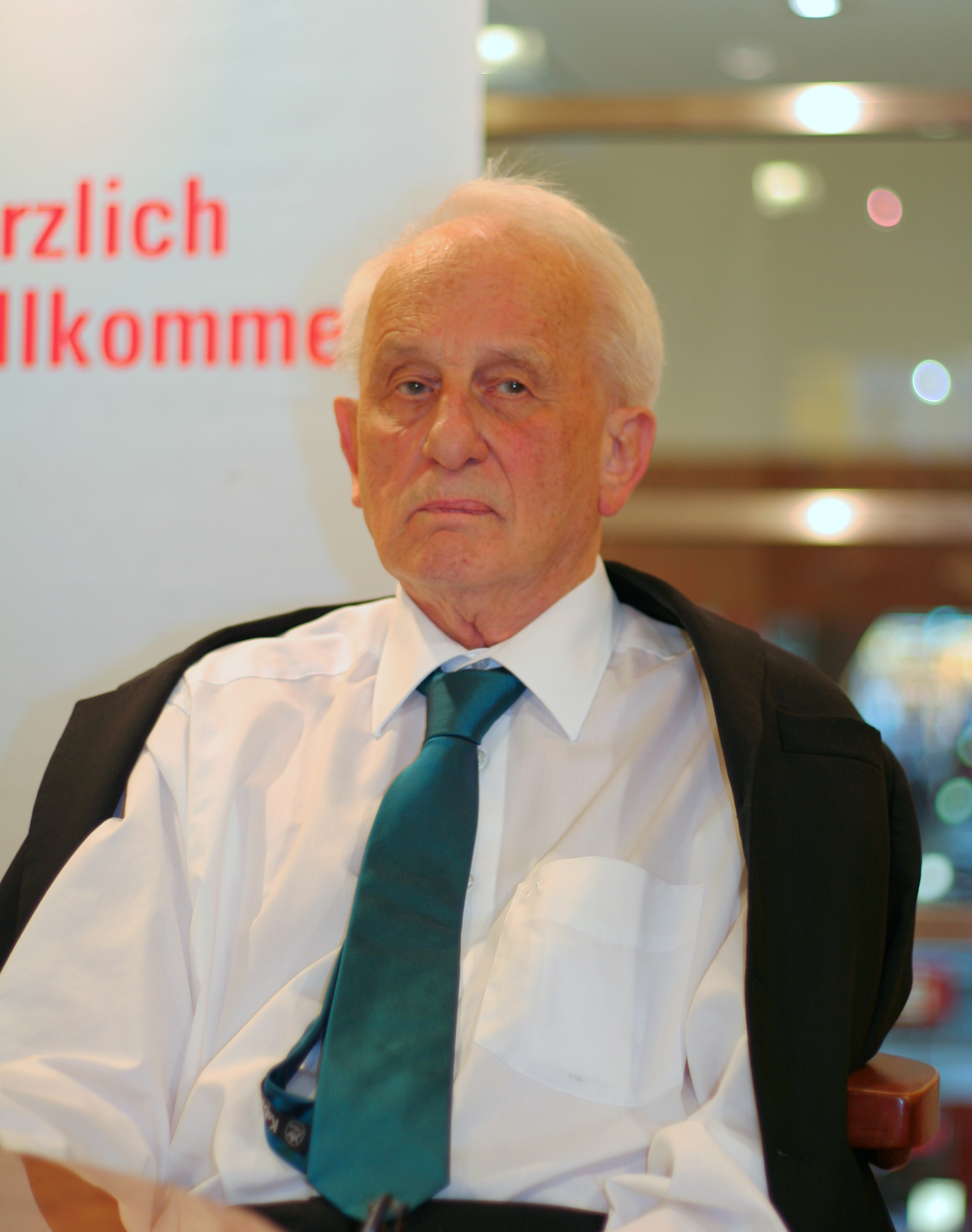
Rolf Hochhuth, 2009

1963 Die Sorgen und die Macht von Peter Hacks entfachte einen der größten DDR-Kulturskandale. Das Stück – gemeint sind die Arbeiterklasse und der Parteiapparat – wurde kurz nach der Premiere am Deutschen Theater Berlin verboten; Intendant Wolfgang Langhoff verlor seinen Posten.
1963 Der Stellvertreter von Rolf Hochhuth wirbelte bei der Berliner Uraufführung enormen Staub auf und entfachte Polemiken über das Verhalten des Papstes Pius XII. gegenüber Hitler-Deutschland und die Anklage, angesichts des Holocaust geschwiegen zu haben. Das empörte vor allem katholische Kreise. Nach der Uraufführung in Berlin war Basel das erste Theater, an dem Hochhuths Stück aufgeführt wurde, und es löste auch dort eine gewaltige Protestwelle aus. Vor dem Basler Theater marschierten Demonstranten auf, es gab Drohbriefe und heftige Debatten über das Stück folgten. Während der Aufführungen am Wiener Volkstheater kam es 1964 zu tumultartigen Szenen, sogar zu Handgreiflichkeiten im Parkett. Direktor und Regisseur Leon Epp erschien bei offenem Vorhang auf der Bühne und verteidigte seine Wahl des Stückes: „Jeder, der dieser Aufführung beiwohnt, möge sich doch fragen, ob er nicht an den hier geschilderten Dingen irgendwie mitschuldig gewesen ist.“
1965 Saved (Gerettet) des britischen Dramatikers Edward Bond machte bei der Uraufführung am 3. November im Royal Court Theatre in London einen Skandal, der Theatergeschichte schrieb. Wegen seines Mittelpunkts, der sechsten Szene. Darin wird einem Baby, das im Kinderwagen liegt, die Windel weggezerrt, ihm der Kot ins Gesichtchen geschmiert. Erst zerren sie an ihm herum. Dann werfen sie mit schweren Steinen auf das Kind. Bis es tot ist. Die Steinewerfer bilden eine Jugend-Gang. Ihnen scheint erlaubt, was ihnen gefällt. Darunter Fred, der Vater des Babys, der von Pam, der jugendlichen Kindsmutter, nichts mehr wissen will. Als er gefragt wird, was er gefühlt habe, als er sein Kind steinigte, antwortet er trocken: „Hab' ich vergessen.“ „Saved“ wurde als private Clubvorstellung einer eilends gegründeten English Stage Society aufgeführt – for Members only. Aber dann flogen doch die Fäuste an jenem Abend. Ein Polizist erstattete Anzeige. Theaterzuschauer taten sich zusammen, um zu protestieren. Es kam zum Prozess, das Recht solcher zensurfreier Clubaufführungen wurde angefochten, und es war diese Entwicklung, die schließlich zur Abschaffung der Zensur führte. Bühnenstar Laurence Olivier, damals künstlerischer Direktor des neuen Nationaltheaters, kam Bond mit einem Fachgutachten zu Hilfe: „Saved ist kein Stück für Kinder, sondern für Erwachsene und die Erwachsenen des Landes sollten den Mut haben, es sich anzusehen“ Ein Theaterklassiker war geboren, das Stück wirkte weit über die Grenzen des englischen Theaters hinaus.
1966 1. Happening in Rheinland-Pfalz von Hans Neuenfels am Trierer Stadttheater. Rund 700 Trierer Markt-Passanten wurden per Handzettel vom 25-jährigen Dramaturgen Neuenfels zu kontroversiellen Fragen befragt. Am Tag nach der Flugblattaktion wurde Neuenfels aus seiner Dramaturgenstellung gefeuert, das „Happening“ vom Spielplan abgesetzt. Theater-Chef Dr. Rudolf Meyer wusste nicht, was dem Publikum bevorstand: Der Auftritt einer Tänzerin, die im Bikini nacheinander in vier Badewannen steigt – eine leer, eine mit lauwarmem Wasser, die nächste gefüllt mit Sekt, im letzten eine lebende Forelle. Die größte Nummer wollte Dramaturg Neuenfels selber nach der Vorstellung auf dem Theater-Vorplatz beisteuern, eine faschistische Rede. Schon vor Jahresfrist hatte Neuenfels den Unmut der Trierer Bürger erregt, als er auf Handzetteln für das nächste Programmheft „Entblößende Enthüllungen aus der Welt des Theaters“ ankündigte und die Käufer über jeden Schauspieler erfuhren, ob er ein Auto besaß oder nicht.
1966 Die Wände von Jean Genet in der Inszenierung von Roger Blin im Pariser Odeon-Theater führte zum Skandal und Demonstrationen rechtsgerichteter Gruppen.

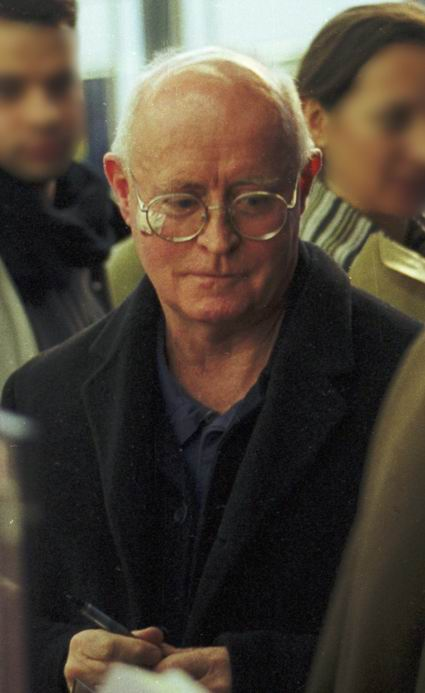
Edward Bond (2001)

1968 Gerettet von Edward Bond inszenierte Peter Zadek an der Freien Volksbühne Berlin. Darin werfen Rowdys Steine in einen Kinderwagen und töten das darin liegende Baby. Zadek schreibt in seiner Biografie, dass die Szene „die Fantasie des Zuschauers zwar anstößt, ihn aber nichts kostet“. Er spitzte das Geschehen zu, ließ die Jungen eine Puppe brutal zerstören. Während dieser Szene stürmten Zuschauer die Bühne.
1968 Vietnam-Diskurs von Peter Weiss sorgte in der Inszenierung von Peter Stein im Werkraum der Münchner Kammerspiele am 28. Juni für einen Skandal, da Wolfgang Neuss am Ende der Vorstellung zu einer Sammlung für den Vietcong aufrief und mit Hut durchs Publikum ging. Die Reaktionen waren gespalten, die einen spendeten, andere schrieen „Skandal“. Die Verwaltungsdirektion der Kammerspiele weigerte sich, die Sammlung zuzulassen, und berief sich auf das Hausrecht. Am 9. Juli durfte Neuss nicht für den Vietcong sammeln. Schließlich forderten zweihundert Demonstranten am 19. Juli bei einem Go-in die sofortige Wiederaufnahme des abgesetzten Stückes. Steins Vorsatz, im Einverständnis mit dem Ensemble Geld sammeln zu lassen, führte zum Streit mit dem Intendanten August Everding und zu Steins vorzeitiger Entlassung.
1969 „Zicke-Zacke“ von Peter Terson am Theater in Heidelberg in der Inszenierung von Hans Neuenfels reizte CDU und Apo zum Protest gegen „bewußtloses Pop-Theater“. Neuenfels und Hans Georg Koch (musikalische Leitung) suchten nach deutschen Entsprechungen für eine enthemmte Fußballleidenschaft und fanden sie im deutschen Liedgut. Während die Melodie von „O Haupt voll Blut und Wunden“ ertönte, hörte das Publikum einen Text, der nur dem König Fußball huldigte. Da schrie man „Pfui“, die ersten Zuschauer gingen. Nach der Pause zelebrierte ein Geistlicher seine zu Gott führende Fußballmetaphorik als katholische Messe. Als schließlich auch noch die Nationalhymne ertönte, um den Text „Fußball, Fußball über alles“ zu tragen, war der Skandal perfekt. In der Fußballer-Revue mit Ulrich Wildgruber, Gottfried John und fünfzig Heidelberger Schülern sei „in der Tat das sittliche, staatsbürgerliche und religiöse Empfinden von Theaterbesuchern verletzt“ worden (Wanda von Baeyer-Katte), sieben Stadträte der CDU appellierten nach der Premiere an die Eltern der Heidelberger Jugend, lokale Rezensenten (Rhein-Neckar-Zeitung: „Mit der Art dieser Aufführung hat die Städtische Bühne mehr Scheiben eingeschmissen als alle Studenten zusammen“), Abonnementskündigungen und CDU-Aktivität (vier Anfragen im Gemeinderat) zwangen den Regisseur zu einer raschen Telephon-Aktion bei den Eltern der Schüler, deren Mitwirkung in der Aufführung jedoch aufrecht blieb.
1969 Clavigo von Goethe wurde in Fritz Kortners Inszenierung am Hamburger Schauspielhaus zum Theaterskandal. Thomas Holtzmann in der Rolle des Clavigo gähnte, während er sprach, da Kortner die große Auseinandersetzung zwischen Clavigo und Beaumarchais in die Nacht gelegt hatte, und der völlig übermüdete Mann vor Müdigkeit kaum noch sprechen konnte. Kortner unterbrach die Szene durch eine Nacht, in der man Clavigo am Tisch schlafen sah. Kortners „jugendlich wißbegieriger Umgang mit Goethe“ provozierte Zwischenrufe, höhnisches Gelächter und Buh-Geschrei, da Kortner am Ende des Stückes zeigte, dass Sterben nichts klassisch Schönes, sondern etwas widersinnig Komisches sein kann, dass der Tod den Gemordeten nicht einmal mehr das lässt, was das Theaterherkommen als „Würde“ verklärt. Kurz darauf wurde die Aufführung beim Berliner Theatertreffen zum triumphalen Publikumserfolg.
1969 Trauer zu früh (Early Mourning) von Edward Bond inszenierte Peter Stein am Zürcher Schauspielhaus als deutschsprachige Erstaufführung. Das Publikum protestierte gegen die Mischung aus Bestialität und gutbürgerlichem Verhalten, Slapstick und Trauer und ließ die Premiere in empörten Zwischenrufen und einem wütenden Buh-Konzert ertrinken. Die Aufführung ging in einem schier unglaublichen Theaterskandal unter. Aufgeregte Damen riefen nach Verantwortlichen, Türen wurden geknallt, ja selbst Schauspieler, die in Zürcher Ehren ergraut waren, distanzierten sich durch Gesten während des Schlussbeifalls und Buh-Konzerts von Stein. Mit diesem Theater-Eklat vertrieben die Zürcher einen Regisseur und seine Theatertruppe (Edith Clever, Jutta Lampe, Bruno Ganz, Heinrich Giskes, Günter Lampe und Dieter Laser), die später als Schaubühne am Halleschen Ufer in Berlin Weltgeltung erlangte.
1970 Der Stern wird rot von Sean O’Casey. Am Wuppertaler Schauspielhaus verließen empörte Premierenbesucher lärmend das Schauspielhaus. CDU-Bürgermeister Heinz Frowein protestierte gegen die „eindeutige Stellungnahme für den Kommunismus“ und forderte die sofortige Absetzung des Dramas. Regisseur Hans Neuenfels ließ in O’Caseys „Poem für den Kommunismus“ einen Armenpriester wimmernd über die mit Blechplatten ausgeschlagene Bühne huschen und einen gewalttätigen „Purpurpriester“ demütig einen Holzknüppel küssen. Er erweckte, entgegen dem Original, sogar einen toten Kommunisten wieder zum Leben. Das war manchem Kritiker und vielen Wuppertalern bei weitem zu stark. Hatten sie auch zuvor Friedrich Engels, sogar in Anwesenheit des Bundeskanzlers, zum 150. Geburtstag gefeiert, was Neuenfels darbot, erschien ihnen als ein Aufruf zu Umsturz und Gewalt. Wuppertals Chef-Dramaturg Horst Laube: „Der Rausch der bürgerlichen Engels-Feier ist vorbei. Jetzt kommt der Kater.“

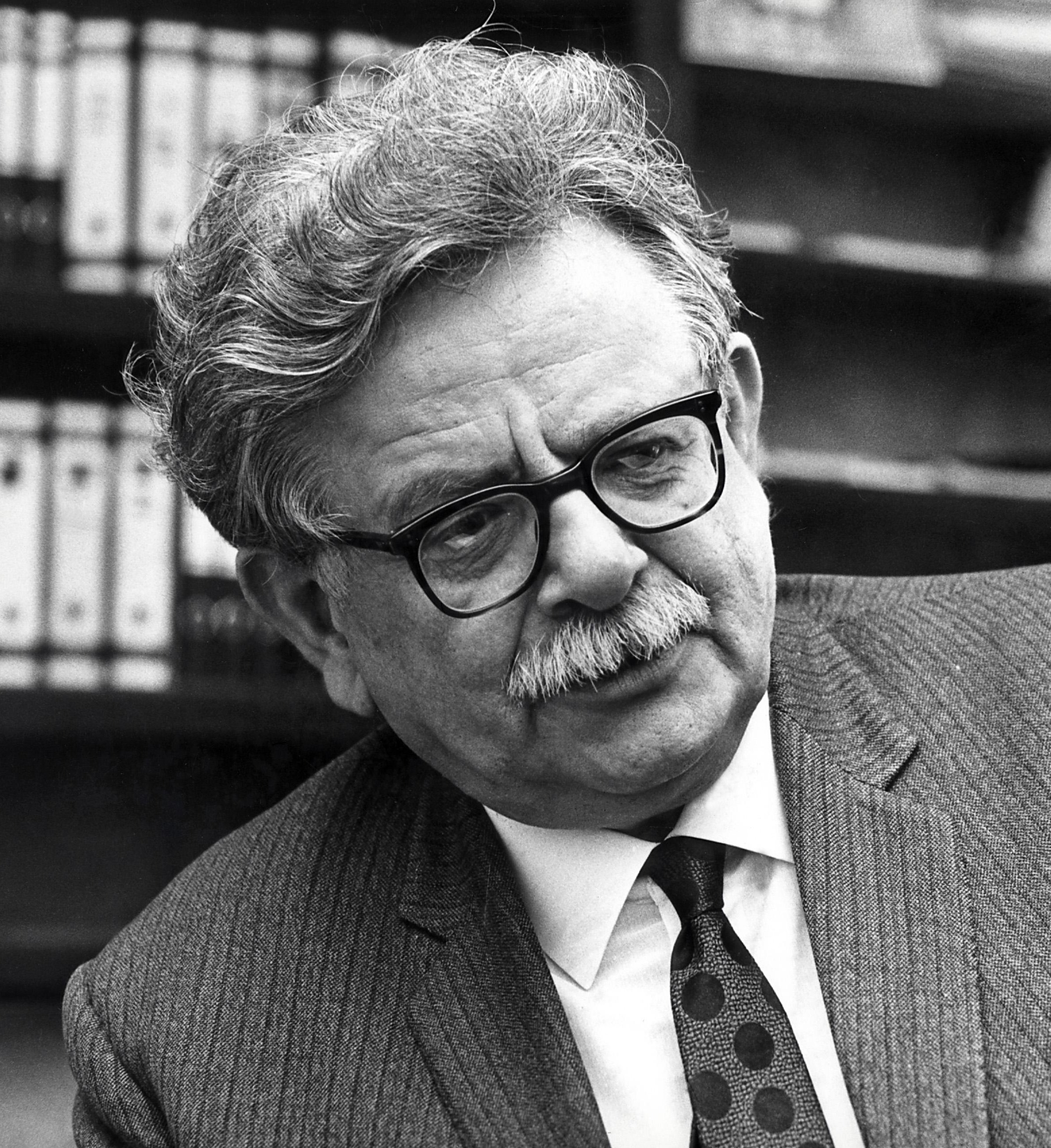
Elias Canetti

1970 Hochzeit von Elias Canetti. Anlässlich der Premiere von Bernd Fischerauers Inszenierung von „Hochzeit“ des späteren Nobelpreisträgers Canetti am Wiener Volkstheater kam es im Herbst 1970 zu Protesten und Drohungen rechtsgerichteter Kreise. Das Theater musste von der Polizei umstellt und gegen Störaktionen geschützt werden.
1971 Hartnäckig und Heimarbeit von Franz Xaver Kroetz leiteten im Werkraumtheater der Münchner Kammerspiele die Laufbahn des bayerischen Autors in einer trotz aller Tumulte triumphalen Uraufführung mit einem Skandal ein. Damals auf einer Bühne fast noch Unvorstellbares war zu sehen: ein Abtreibungsversuch mit einer Stricknadel. Die langsame Ermordung eines Kindes. Der einsame Liebesakt eines Mannes am eigenen Leibe. Das eigentlich Skandalöse aber war wohl die unbegreifliche, furchtlose Liebe, mit der Kroetz mitten hineinschaute ins grausigste Leben. Rechtsradikale Schreier vor dem Theater, Stinkbomben im Theater; am Ende der Vorstellung musste das Publikum auf Schleichwegen in Sicherheit gebracht werden. Die Aufführungprovozierte den Münchner CSU-Stadtrat Winfried Zehetmeier schon vor der Uraufführung zum Protest gegen das Stück »ohne künstlerische Qualitäten«.
1971 Sprintorgasmik von Wilhelm Pevny löste bei der Uraufführung am 27. Januar, die als Doppelpremiere gemeinsam mit Peter Turrinis Rozznjogd am Wiener Volkstheater unter der Direktion von Gustav Manker stattfand, einen Skandal aus. Avantgardistisches Körpertheater als experimentelle Orgasmus-Skala und die ungewohnte Rhythmik auf einer Bühne aus Klettergestängen und Metalltonnen, begleitet von „zermürbenden Licht- und Klangeffekten“ in der Regie von Götz Fritsch überforderte das Publikum, das – angeführt vom ORF-Fernsehspielchef Walter Davy – scharenweise das Theater verließ oder über die Sitzreihen stieg, um sich gegenseitig zu ohrfeigen.
1971 Martin Luther und Thomas Münzer von Dieter Forte löste in der Inszenierung von Vaclav Hudecek im Winter 1971 am Wiener Volkstheater einen Skandal aus: Bei der Premiere kam es zu einem Riesentumult, als der Geldhändler Jakob Fugger beim Gebet an das Kapital mit seinen Gästen plötzlich im Arrangement von Leonardos letztem Abendmahl da saß. Fürsten und Priester sangen den Lutherchoral „Ein feste Burg“ und Fugger sprach ein Gebet zum Ruhm des Mammons: „O Kapital, du Anfang und Ende aller Dinge.“
1971 Der Dra-Dra. Die große Drachentöterschau in acht Akten mit Musik von Wolf Biermann wurde an den Münchner Kammerspielen zum Skandal nicht wegen des Stücks oder wegen der Inszenierung von Hansgünther Heyme, sondern wegen des Programmhefts. Das Stück, eine DDR-Adaption von Jewgenij Schwarz’ antistalinistischem Drama „Der Drache“, wollte Biermann im Westen gegen die „eigenen Drachen“ gespielt haben. Dramaturg Michael Hatry plante, 24 Fotos von bundesdeutschen Größen aus Politik und Wirtschaft abzudrucken, darunter den Münchner Oberbürgermeister Hans-Jochen Vogel. Autor Heinar Kipphardt als presserechtlich verantwortlicher Chefdramaturg und Intendant August Everding entschieden dagegen. Die Seiten im Programmheft blieben frei mit dem Vermerk: „Aus rechtlichen Gründen konnten die für die Seiten vorgesehenen Bilder von Drachen aus Politik und Wirtschaft leider nicht abgedruckt werden.“*  Obwohl Kipphardt weder der Dramaturg der Aufführung war, noch das Programmheft gemacht hatte und auch die Konterfeis gar nicht erschienen waren, trat der SPD-nahe Schriftsteller Günter Grass eine Verleumdungskampagne los, Kipphardt verfolge „Abschußlisten“.
1972 Der Ignorant und der Wahnsinnige von Thomas Bernhard bei den Salzburger Festspielen am Salzburger Landestheater entfachte bei seiner Uraufführung am 29. Juli einen Skandal, da der Regisseur Claus Peymann, um die von Bernhard festgeschriebene totale Dunkelheit am Ende des Stückes zu erfüllen, verlangte, auch noch die Notbeleuchtung für zwei Minuten  auszuschalten. Die Feuerpolizei legte ein Veto ein – das Notlicht musste brennen, eine Verordnung aus dem Jahr 1884 schrieb dies vor. Bei der Premiere herrschte dann tatsächlich völlige Dunkelheit. Da aber vor Beginn der zweiten Vorstellung von Seiten der Festspieldirektion keine Anstalten gemacht wurden, auf die Forderungen des Autors und des Regisseurs einzugehen, weigerte sich das Ensemble, allen voran der Schauspieler Bruno Ganz, aufzutreten. Die Vorstellung wurde abgesagt, das Publikum musste nach Hause gehen. Bernhard schrieb: „Eine Gesellschaft, die zwei Minuten Finsternis nicht verträgt, kommt ohne mein Schauspiel aus.“ Die Premiere blieb die einzige öffentliche Aufführung des Werkes, alle weiteren Aufführungstermine wurden abgesagt. Die Angelegenheit kam schließlich vor das Bühnengericht in Wien, wurde dort aber im Juni 1973 eingestellt.
1976 Othello von Shakespeare sorgte in Peter Zadeks Inszenierung am Hamburger Schauspielhaus (Intendant: Ivan Nagel) für einen der größten Theaterskandale der Nachkriegszeit. Der Zuschauerraum war von lautstarker Ungeduld, wutentbrannten Zwischenrufen und aggressiven Skandalreaktionen beherrscht, als Eva Mattes als Desdemona vor dem rasenden Othello Ulrich Wildgruber in der Titelrolle mit Schuhcreme am ganzen Körper schreiend flüchtete, zappelnd gefangen wurde, ihr Körper sich beim Würgen konvulsivisch wehrte, Othello, als er gestellt wurde, mit der Leiche im Arm panisch über die Bühne irrte, sie dann wie im Wahnsinn zu verstecken trachtete, indem er sie über einen Paravent hängte. Das Publikum gab ihm zu verstehen, dass man „so“ in einem klassischen Stück nicht lebt und liebt und stirbt; „so“ spricht man nicht im Othello, dem erhabensten Muster von Liebe, Eifersucht und Tod.
1976 Medea von Euripides war am Schauspiel Frankfurt ein Theaterskandal. Regisseur Hans Neuenfels gestaltete die Frauen-Tragödie, in dem eine vom Gatten verlassene Ehefrau ihre Kinder mordet, auf Brettern, die über die ersten Stuhlreihen gebaut wurden, der Vorhang blieb zu. Er verwendete zeitgemäße Accessoires wie Päderastie und Penis, Kastration und Kraftausdrücke (Medea: „Ich arme Sau“) und das Premierenpublikum reagierte empört. Die Direktion nahm die Inszenierung aus dem Abonnement und spielte sie im freien Verkauf und das Stück lief fast immer ausverkauft, an der Kasse bildeten sich Schlangen, Neuenfels schaffte es, das Theater zum Brennpunkt des Interesses zu machen und nach den Vorstellungen drängte es das Publikum Abend für Abend zu Diskussionen.
1977 Claus Peymann, Intendant des Stuttgarter Theaters, stiftete Geld für die Zahnreparatur der RAF-Terroristin Gudrun Ensslin, nachdem Ensslins Mutter ihn in einem Brief über die Situation der Stammheimer Häftlinge informiert hatte, und heftete den Ensslin-Brief im Theater ans Schwarze Brett, es kamen 611 Mark zusammen. „Der Hilferuf“, so erläuterten später Kollegen Peymanns in einem offenen Brief, „schien die Kehrseite zu einer um sich greifenden Mentalität, die Erbarmen nicht kennt“; Hilfe zu leisten war den Spendern „nicht mehr als ein humanitärer Akt“. Der Fraktionsvorsitzende der CDU im Stuttgarter Landtag, Lothar Späth, verlangte die fristlose Entlassung des so geächteten Künstlers. Claus Peymann hat mit seinem Engagement für radikal linke Positionen über Jahrzehnte Kontroversen ausgelöst und Skandale provoziert, etwa auch als er 2007 dem Ex-RAF-Terroristen und verurteiltem Mörder Christian Klar ein Praktikum am Berliner Ensemble anbot.

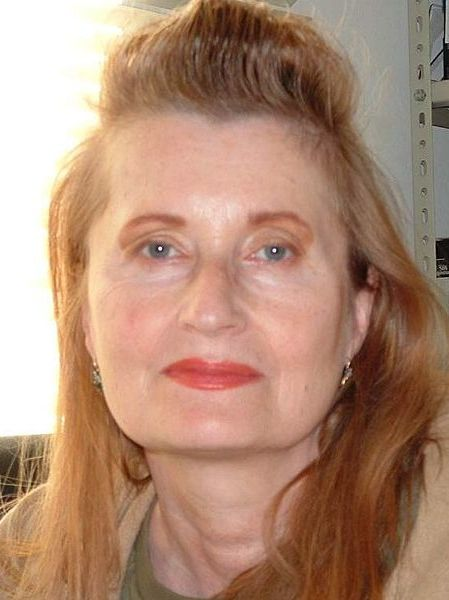
Elfriede Jelinek (2004)

1981 Burgtheater von Elfriede Jelinek. Das Stück thematisiert die Karrieren der Schauspielerfamilie und österreichischen Theaterikonen Paula Wessely, Attila und Paul Hörbiger im Dritten Reich und Wesselys Mitwirkung im NS-Propagandafilm Heimkehr sowie deren Tötungsabsicht an ihren Töchtern Elisabeth Orth, Christiane und Maresa Hörbiger. Jelinek wollte das Stück „im Auge des Taifuns“, am Wiener Burgtheater, aufgeführt sehen, der Plan wurde jedoch publik und die Kronen Zeitung skandalisierte das Projekt: „Das wird der größte Theaterskandal: Burgtheater will Elfriede Jelineks ,Burgtheater' mit Erika Pluhar spielen!“ Das Stück wurde schließlich 1985 am Schauspiel Bonn unter der Regie von Horst Zankl uraufgeführt, wo es allerdings keinen Skandal hervorrief. In Jelineks Selbstsicht markierte der „Burgtheater“-Skandal den „Abstieg“ in der öffentlichen Meinung. „Ich hätte schwebend mit einem Strahlenkranz in der Wiener Innenstadt als Engel erscheinen können, und die Leute hätten geschrien: Da ist die Hex’!“ In Wien wurde das Stück bislang noch nicht aufgeführt. „Wenn man das in Wien aufführt wird’s sicher der größte Theaterskandal der zweiten Republik!“
1982 Clara S. von Elfriede Jelinek sorgte bei der Uraufführung am 24. September 1982 am Schauspiel Bonn in der Regie von Hans Hollmann für Massenfluchten und den Einsatz von Trillerpfeifen im Publikum. Im Stück trifft die Pianistin Clara Schumann im Italien der 1920er Jahre auf den italienischen Dichter Gabriele d’Annunzio und tötet ihren verdämmernden Mann Robert Schumann. Die vermeintlichen „Schweinereien“ im Text erregten bildungsbürgerlichen Protest in der Schumann-Stadt Bonn.
1982 Stigma von Felix Mitterer, das Drama einer Magd, die stigmatisiert das Leiden Christi am eigenen Leib erlebt, wurde zum Skandal. Die Stadt Hall in Tirol, die damals die Tiroler Volksschauspiele beherbergte, weigerte sich, die Passion der Dienstmagd Moid auf den Spielplan zu setzen. Die Volksschauspiele wanderten nach Telfs; erst drei Jahre nach der Premiere wagten sich auch andere Theatermacher an Mitterers Stück.
1985 Der Müll, die Stadt und der Tod von Rainer Werner Fassbinder löste am Schauspiel Frankfurt Kontroversen um Antisemitismus aus. Die für den 31. Oktober geplante offizielle Erstaufführung geriet zum Theaterskandal: Vor dem Eingang der Spielstätte fand eine Demonstration gegen die Aufführung statt und die Vorstellung musste abgebrochen werden, nachdem Zuschauer, viele davon Mitglieder der Frankfurter Jüdischen Gemeinde, die Bühne nach den ersten Sätzen der Schauspieler besetzt hatten und diese am Weiterspielen hinderten. Nach diesen Ereignissen gab es nur noch eine geschlossene Aufführung für die Presse am 4. November. In der Figur des jüdischen Immobilienspekulanten im Stück glaubten viele Ignatz Bubis erkennen zu können, der Anfang der 1970er Jahre in die Auseinandersetzungen um die Sanierung des Frankfurter Westends als Investor verwickelt war. Aufgrund der Vorwürfe wurde das Stück bis 2009 an keinem Theater in Deutschland gespielt.

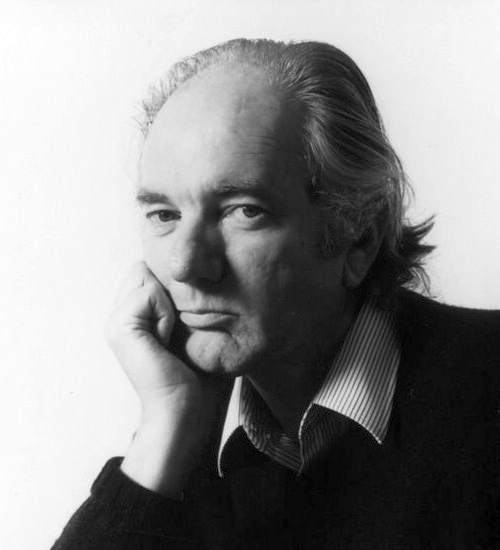
Thomas Bernhard (1987)

1988 Heldenplatz von Thomas Bernhard erregte bei der Uraufführung am Wiener Burgtheater (Regie: Claus Peymann) den größten österreichischen Theaterskandal der Nachkriegszeit. Bei der Uraufführung ereigneten sich auch Protestaktionen vor dem Burgtheater, wobei u. a. durch den Aktivisten Martin Humer eine Ladung Stallmist vor dem Gebäude verteilt wurde. Die Uraufführung selbst wurde vom Publikum mit lautstarken Beifalls- und Missfallensäußerungen begleitet. Während der ersten Aufführungen kam es wiederholt zu Störungen, an den Rängen wurden Transparente gegen das Stück angebracht. Weitere Aufführungen fanden unter Polizeischutz statt. Gegen die Aufführung erhoben vor allem konservative Kreise ihre Stimme, weil es angeblich das Ansehen Österreichs beschmutze. Die erhebliche öffentliche Kontroverse um das Stück entstand vor allem dadurch, dass am 7. Oktober, also ca. vier Wochen vor der Uraufführung, in der Neuen Kronen Zeitung und der Wochenpresse unautorisierte Auszüge aus dem Stück abgedruckt wurden. Aus den gedruckten Passagen war nicht ersichtlich, dass es sich um Dialoge der Protagonisten handelte, sodass viele Leser die geäußerten Standpunkte als Bernhards eigene Meinung verstanden. Eine Reihe von Personen, darunter der Wiener Bürgermeister Helmut Zilk, der ehemalige Bundeskanzler Bruno Kreisky und der Vizekanzler Alois Mock sowie zahlreiche Kommentatoren und Leserbriefschreiber, verlangten daraufhin die Absetzung des Stücks. Bundeskanzler Franz Vranitzky, Wiens Kulturstadträtin Ursula Pasterk und Unterrichtsministerin Hilde Hawlicek sowie eine Minderheit der journalistischen Kommentatoren traten für eine Aufführung ein.
1989 Miss Sara Sampson von Gotthold Ephraim Lessing in der Inszenierung von Frank Castorf am Münchner Prinzregententheater veranlasste viele Zuschauer zu Protestbriefen wie „Wir fordern ein sauberes Staatsschauspiel“, da ein Darsteller auf der Bühne masturbierte. Bei der Premiere schrien und jubelten die Zuschauer, selbst Schauspieler des eigenen Ensembles brüllten aus Leibeskräften „Buh“ und mitten in der Vorstellung brach ein Zuschauer auf seinem Sitz zusammen. Der bayerische Innenminister Gerold Tandler forderte wegen Obszönität die Inszenierung abzusetzen.
1990 Die Minderleister von Peter Turrini verursachte an den Städtische Bühnen Augsburg Massenproteste. Zuschauer verließen in Scharen das Theater, weil sie sich über die „pornografische Darbietung“ ärgerten. Im Zentrum steht der arbeitslose Stahlarbeiter Hans. Als auch seine Frau Anna ihre Arbeit verliert und die Angst vor Armut immer größer wird, versucht sie sich als Pornodarstellerin. Diese Szene – ein Hinterzimmerdreh – mit heruntergelassener Hose wurde zum Eklat. „In der Premiere haben die Leute gebrüllt und sind türenschlagend raus. Wir haben mit Gegenlicht gespielt, man sah nur die Silhouette – und ich war auch gar nicht nackt.“
1995 Zerbombt (Blasted) von Sarah Kane entfachte bei der Uraufführung in London am Royal Court Theatre Upstairs am 12. Januar 1995 einen Theaterskandal, der die Boulevardpresse ebenso beschäftigte wie die Feuilletons renommierter Zeitungen. Der Kritiker der Daily Mail schrieb die Headline „This disgusting feast of filth“. Das Stück wurde zu „einem der größten Theaterskandale der letzten Dreißig Jahre“. Die Bandbreite der Urteile reichte von Beschimpfungen als Perversität bis hin zu literarischen Auszeichnungen. Zuschauer und Kritiker waren abgestoßen von der massiv zur Schau gestellten maßlosen Gewalt, Vergewaltigung (beider Geschlechter), sexuelle Praktiken von Masturbation bis Penetration. Schonungslos brutale Bilder zeigten gewalttätige Menschen; eine unvermutet poetische Sprache zeigte ihre Verletzbarkeit und ihre tiefsten Sehnsüchte. Sarah Kane erhängte sich, 28 Jahre alt, am 20. Februar 1999 in einer Nervenklinik.
1998 Muchl von Otto Muehl führte am Wiener Burgtheater zu einem Skandal, der vorwiegend in den Medien ausgetragen wurde. Der Intendant Claus Peymann und Kunststaatssekretär Peter Wittmann (SPÖ) wurden dafür angegriffen, dass sie Muehl, einem Maler des Wiener Aktionismus, der rechtskräftig wegen „Beischlaf mit Unmündigen, Unzucht und Vergewaltigung“ verurteilt worden war, an einer staatlich subventionierten Bühne die Möglichkeit gab, in seinem „Justiz-Dramolett“ ungestraft die Justiz zu verhöhnen. Muehl zeige sich uneinsichtig und betrachte sich gleichsam als „Dissidenten“, der von der Justiz als unbequemer Künstler verfolgt worden sei. John Gudenus von der FPÖ hielt es für einen Skandal, Otto Muehl ein öffentliches Auftreten zu ermöglichen und sich dabei hinter dem Paravent „Freiheit der Kunst“ zu verstecken. Hans Rauscher von „Der Standard“ kritisierte, dass Muehl die Terrorherrschaft in einer von ihm gegründeten Kommune am Friedrichshof im Burgenland mit der Kunst und seinem Künstlertum legitimierte. Da sich die meisten Mitglieder des Burgtheaterensembles weigerten, in der Aufführung mitzuwirken, und die Betriebsräte des künstlerischen und technischen Personals am 15. Jänner 1998 ein Protestschreiben an Direktor Peymann richteten, übernahmen der Regisseur Einar Schleef, der Autor Peter Turrini, der Maler Christian Ludwig Attersee, Intendant Claus Peymann sowie Muehl selbst und seine Gattin die Rollen des Stückes.

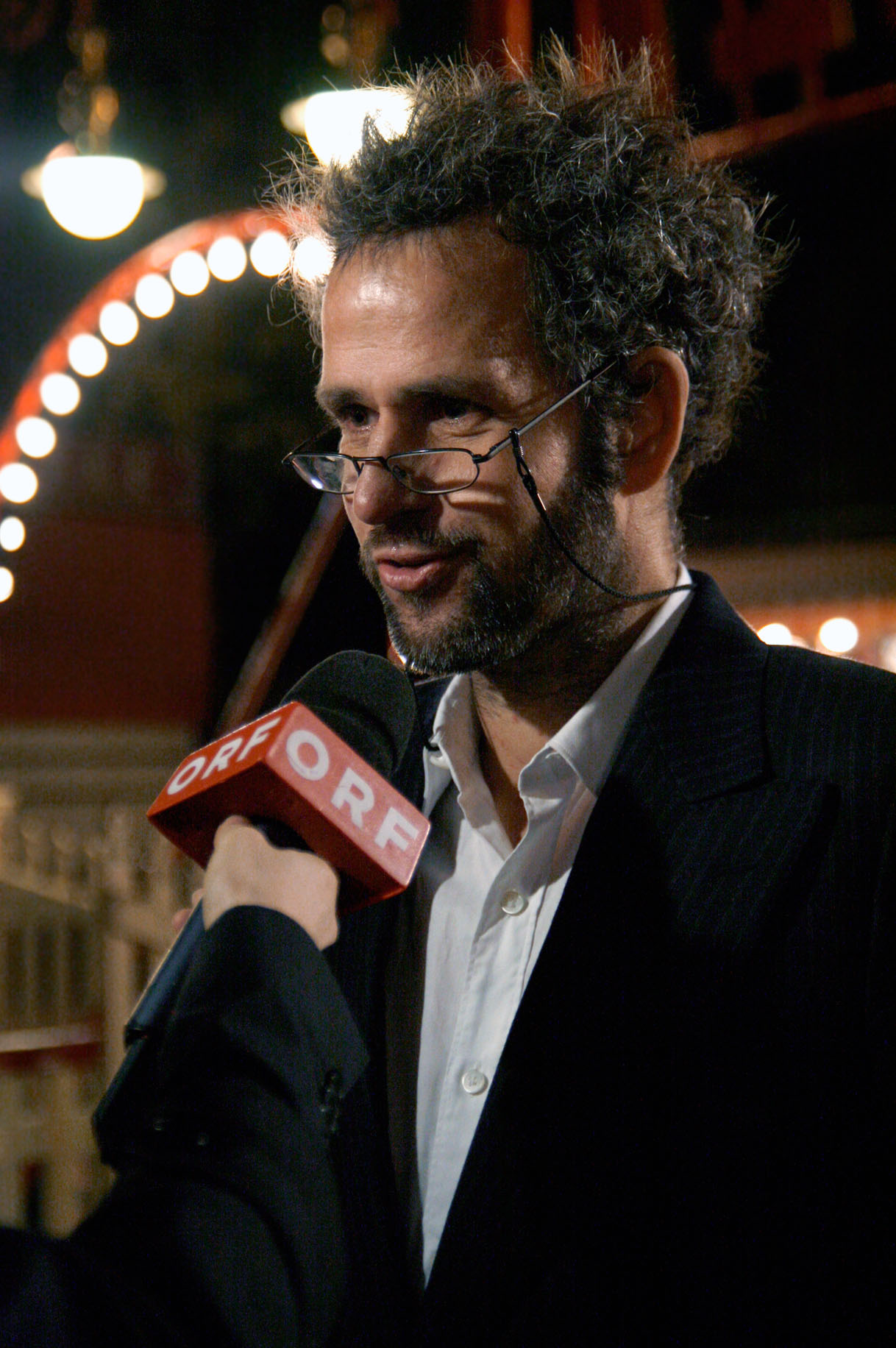
Christoph Schlingensief (2009)

2000 Ausländer raus! Schlingensiefs Container, eine Aktion von Christoph Schlingensief bei den Wiener Festwochen vor der Wiener Staatsoper, verlegte den Theaterskandal in die (Medien-)Öffentlichkeit. Das Konzept der Aktion orientierte sich an der TV-Show Big Brother. Als Kandidaten fungierten Asylbewerber, die, ähnlich wie im Vorbild „Big Brother“, durch tägliche öffentliche Abstimmungen aus dem Container – in Schlingensiefs Installation auch aus dem Land – herausgewählt wurden. Des Weiteren wurden an dem Container fremdenfeindliche Wahlplakate der FPÖ („Stopp dem Asylmissbrauch“), eine FPÖ-Fahne sowie auf dem Dach ein Transparent mit der Aufschrift „Ausländer raus“ installiert. Auch ein Transparent mit dem SS-Motto „Unsere Ehre heißt Treue“ wurde angebracht, was zu einer Klage durch die FPÖ führte.
2000 Vagina-Monologe von Eve Ensler, „genitale Selbstgespräche“ aus Interviews mit 200 Frauen, die sich über ihre Vagina äußern, stießen am Lübecker Theater Combinale und am Münchner Metropol auf Protest. In beiden Städten beschwerten sich aufgebrachte Bürger schon vor der Premiere über vermeintlichen Schmuddel. Bei der Vergabe von Fördergeldern habe das zuständige Ministerium den „abscheulichen Titel“ des Dramas moniert. Das Stück hatte schon in New York für einen Skandal gesorgt, wurde dann jedoch zu einem Kult-Text und mittlerweile haben viele prominente Frauen weltweit in verschiedenen Aufführungen mitgewirkt.

### Ballett

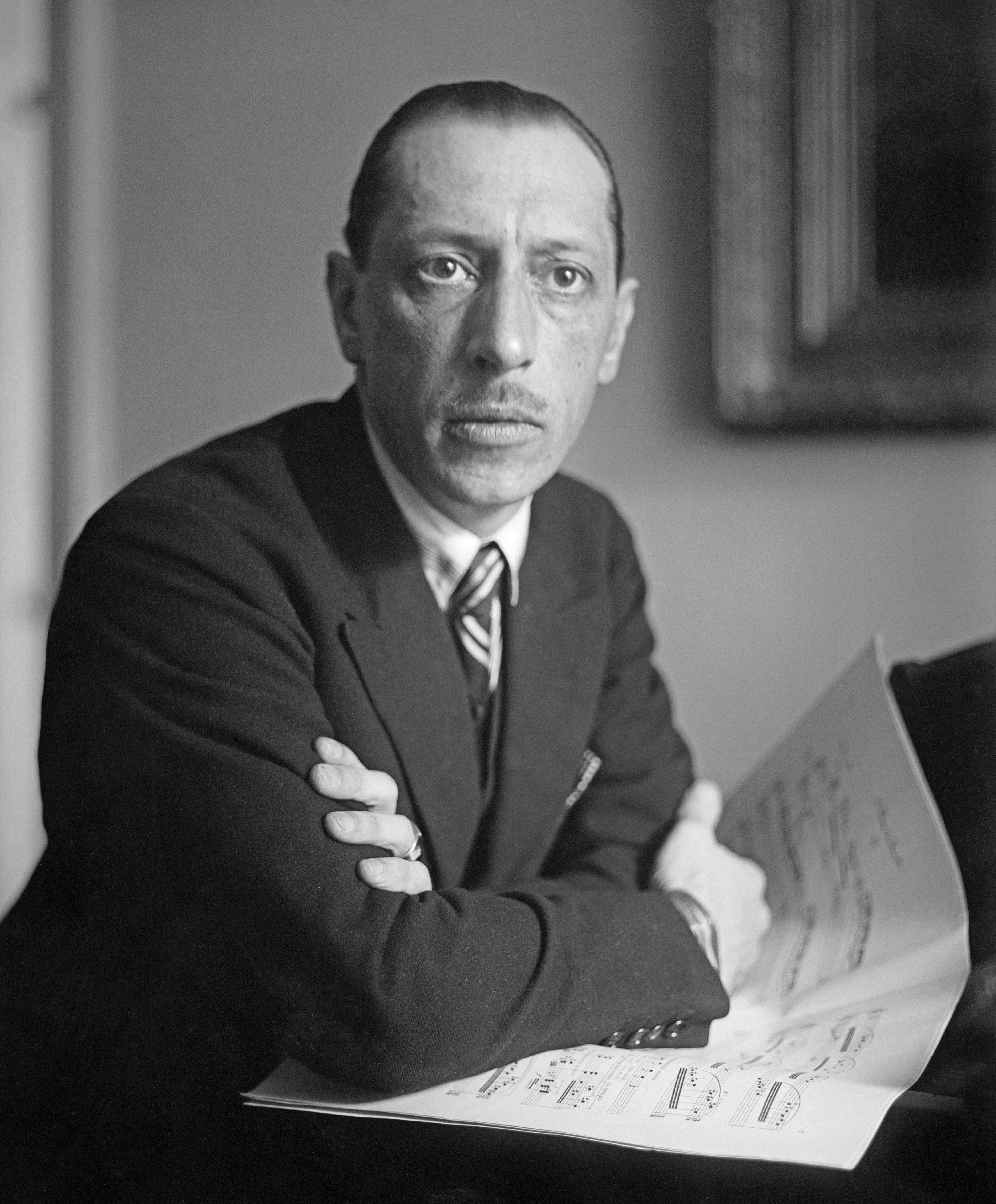
Igor Strawinsky

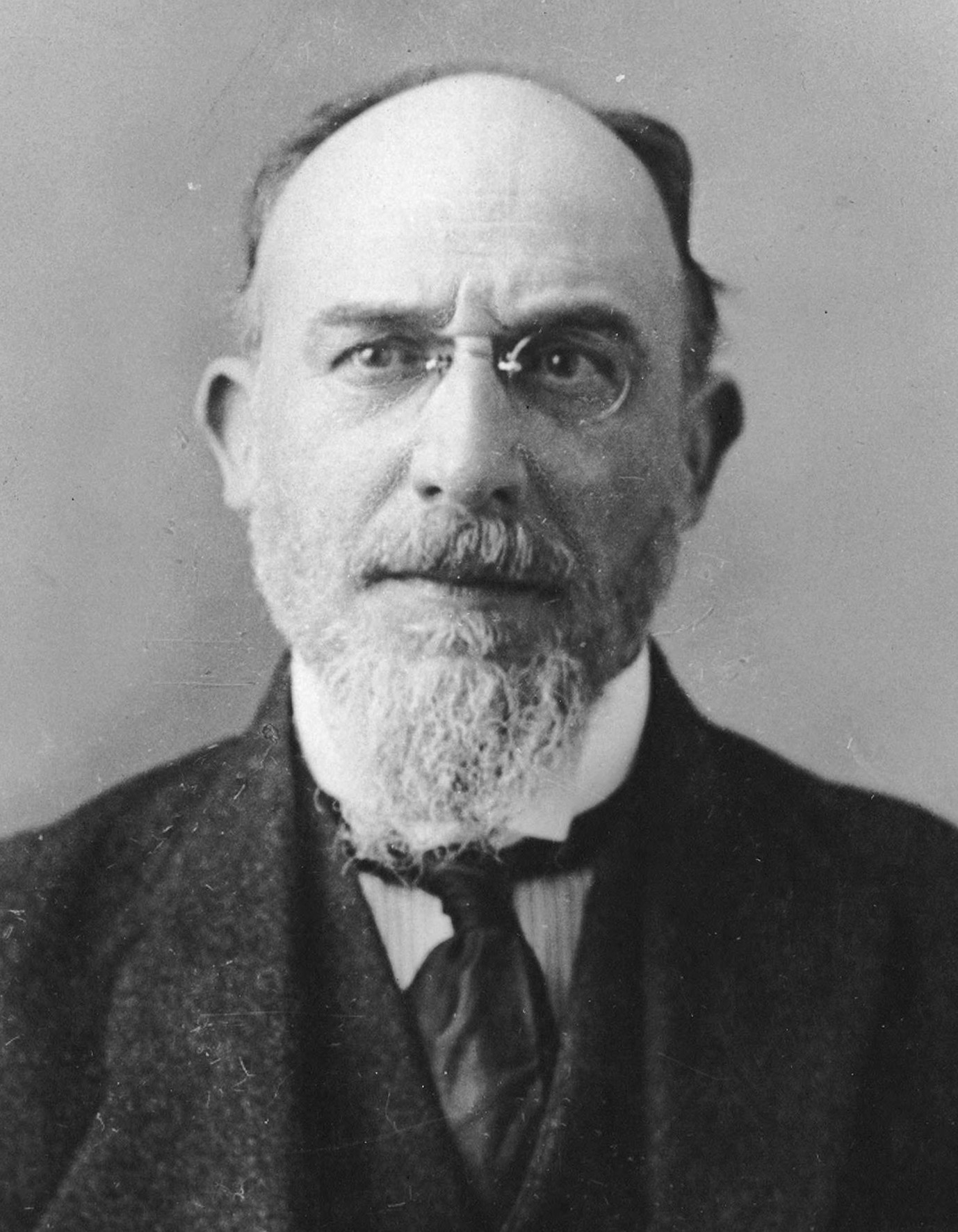
Erik Satie (um 1919)

1913 Le sacre du printemps von Igor Strawinsky sorgte bei der Uraufführung für einen der größten Skandale der Musikgeschichte. Zur Generalprobe hatte der Impresario der Ballets Russes Sergej Diaghilew die Pariser Presse eingeladen, so dass das Premierenpublikum vorbereitet war. Schon vor Beginn der Aufführung herrschte im Zuschauerraum eine regelrechte Jahrmarktsstimmung, man trieb allen möglichen Klamauk und rief ironische Bravos in Erwartung des Ungeheuerlichen, das kommen sollte. In seinem Manifest Le coq et l’arlequin beschrieb Jean Cocteau den Verlauf des Abends.
Claude Debussy prägte den Ausdruck „Massacre du Printemps“, und der Musikkritiker Carl van Vechten schrieb, dass das Publikum Strawinskys Ballett als einen gotteslästerlichen Versuch betrachtet habe, Musik als Kunst zu zerstören: „Das Orchester spielte, ohne daß man es hörte, außer wenn zufällig ein wenig Ruhe eintrat.“
1917 Parade von Erik Satie (Ballett) Am Ende der Uraufführung in Paris im Théâtre du Châtelet brach ein Tumult aus, in dem die lautstarken Ablehnungen den Applaus übertönten. Der Schriftsteller Ilja Ehrenburg beschrieb die Premiere:

„Die Musik gab sich modern, das Bühnenbild war halb kubistisch […] Die Parterregäste rannten zur Bühne und schrien markdurchdringend: ‚Vorhang!‘ […] Und als ein Pferd mit kubistischer Schnauze Zirkusnummer vorführte, verloren sie endgültig die Geduld: ‚Tod den Russen! Picasso ist ein Boche! Die Russen sind Boches!‘“

Ein Kritiker von La Grimace schrieb, dass der „unharmonische Clown Satie“ seine Musik aus Schreibmaschinen und Rasseln komponiert habe und sein Komplize, der „Stümper Picasso“, auf die „nie endende Dummheit der Menschen“ spekuliere. Guillaume Apollinaire gelinge es, „alle Kritiker, alle Stammgäste der Pariser Premieren, alle Lumpen aus der Butte und die Trunkenbolde vom Montparnasse zu Zeugen des extravagantesten und sinnlosesten aller verhängnisvollen Produkte des Kubismus zu machen“. Die Irritation des Publikums durch die künstlerische Arbeit von Cocteau, Satie, Picasso, Massine und des Ballets Russes war für den Protest jedoch weniger ausschlaggebend als die im Krieg mit Deutschland stattfindenden politischen Auseinandersetzungen, die ein „Trommelfeuer der Chauvinisten“ erzeugten. Die kubistische Parade wurde als Landesverrat angesehen. Die Uraufführung hatte ein gerichtliches Nachspiel. Ein Kritiker verklagte Satie, und die Polizei nahm Satie während der Verhandlung bei Gericht fest, als er wiederholt „Cul!“ schrie. Das Urteil lautete auf acht Tage Gefängnis. Cocteau beschrieb als Grund für den Skandal, dass die „Schlacht“ um Parade mit der blutigen Schlacht um Verdun zusammengefallen sei.
1925 Barabau von Vittorio Rieti, ein Ballett mit Chor, führte bei der Silvesterpremiere am Fürstlich Reussischen Theater in Gera in der Choreografie von Yvonne Georgi zu einem Skandal, da in einer Begräbnisszene Tänzerinnen und Tänzer die Trauer persiflierten und das Publikum empört „Aufhören!“ schrie. Nur die allabendliche Anwesenheit des Reussischen Fürsten konnte bei den folgenden Vorstellungen offenen Protest verhindern.
1926 Ballet Mécanique des amerikanischen Komponisten George Antheil mit zehn Klavieren, Schlagzeug, Flugzeugpropellern und elektrischen Türklingeln wurde zum größten Skandal seit der Aufführung von Strawinskys Sacre du Printemps. Sylvia Beach schreibt:

„Die Wirkung des Ballet Mécanique auf das Publikum war merkwürdig. In dem Geschrei, das sich im ganzen Haus auf allen Seiten erhob, ging die Musik völlig unter. Gegnern im Parkett antworteten Verteidiger von oben, man hörte Ezras Stimme sich über alle anderen erheben, und jemand erzählte, daß man ihn mit dem Kopf nach unten von der vierten Galerie hatte hängen sehen. Man sah auch Leute, die einander ins Gesicht boxten, man hörte das Gejohle, aber nicht einen Ton vom Ballet Mécanique, das, nach den Bewegungen der Ausführenden zu schließen, die ganze Zeit über weiterging.“

Die Aufführung am 10. April 1927 in der New Yorker Carnegie Hall wurde zu einem ‚Waterloo’ für Antheil, zu einem der größten Skandale der Musikgeschichte. Hauptverantwortlich für das Misslingen war eine Public-Relations-Kampagne, die auf angeblich skandalöse Aufführungen in Paris verwies und das Ereignis als „Biggest Musical Event of the Year!“ und Antheil als „Sensational American modernist composer“ ankündigte.

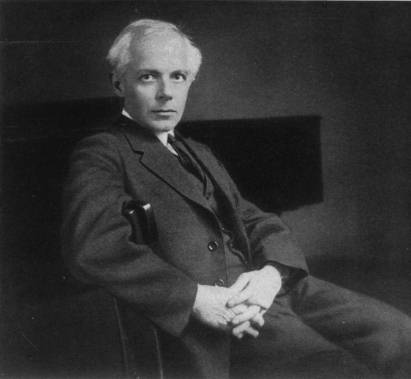
Béla Bartók 1927

1926 Der wunderbare Mandarin von Béla Bartók (Ballettpantomime) verursachte bei der Kölner Uraufführung wegen der angeblich unmoralischen Handlung einen Theaterskandal, die Beschreibungen gipfelten in Formulierungen wie „Kaschemmenstück niedrigster Art“, „Dirnenstück voll der rohesten und brutalsten Instinkte“, die Diffamierung reichte von übersteigertem Nationalismus bis zu offenem Antisemitismus. Hinter diesem Pfeifkonzert, das diesmal nicht wie üblich von der Galerie, sondern von den Logen ausging, wurde ein von langer Hand vorbereitetes Komplott vermutet. Der damalige Kölner Oberbürgermeister Konrad Adenauer ließ alle weiteren Aufführungen verbieten, die Stadtverwaltung und der Theaterausschuss ließen sich von den Protesten jedoch nicht beeindrucken und gaben der Theaterleitung Rückendeckung.
1948 Abraxas von Werner Egk, uraufgeführt am 5. Juni im Münchner Prinzregententheater von Marcel Luitpart mit dem Bayerischen Staatsballett in München war ein Skandal „wegen allzu großer Freizügigkeiten“. Während das Publikum die Aufführungen frenetisch feierte (Vorhang-Rekord), erregte es in kirchlichen Kreisen Unmut und wurde zum Gegenstand heftiger Debatten im Bayerischen Landtag. Kultusminister Alois Hundhammer (CSU) verbot nicht nur den Verkauf des Librettos, er ließ das Stück nach nur fünf Vorstellungen ganz absetzen. Hundhammer verhinderte eine Wiederaufnahme der Inszenierung in der neuen Spielzeit und griff damit ein weiteres Mal in die Politik der Bayerischen Staatstheater ein. Maßgeblicher Einfluss auf diese Intervention war ein Anruf des Weihbischofs Johannes Neuhäusler. Kritisiert wurde neben verschiedenen anstößigen Formulierungen insbesondere der Begriff der „Schwarzen Messe“ – eine orgiastische Feier des Bösen, die dem katholischen Messritus nachempfunden war. Insgesamt verfestigte der Skandal das Bild Bayerns als Vorreiter einer restaurativ-katholischen Kulturpolitik.

### Oper

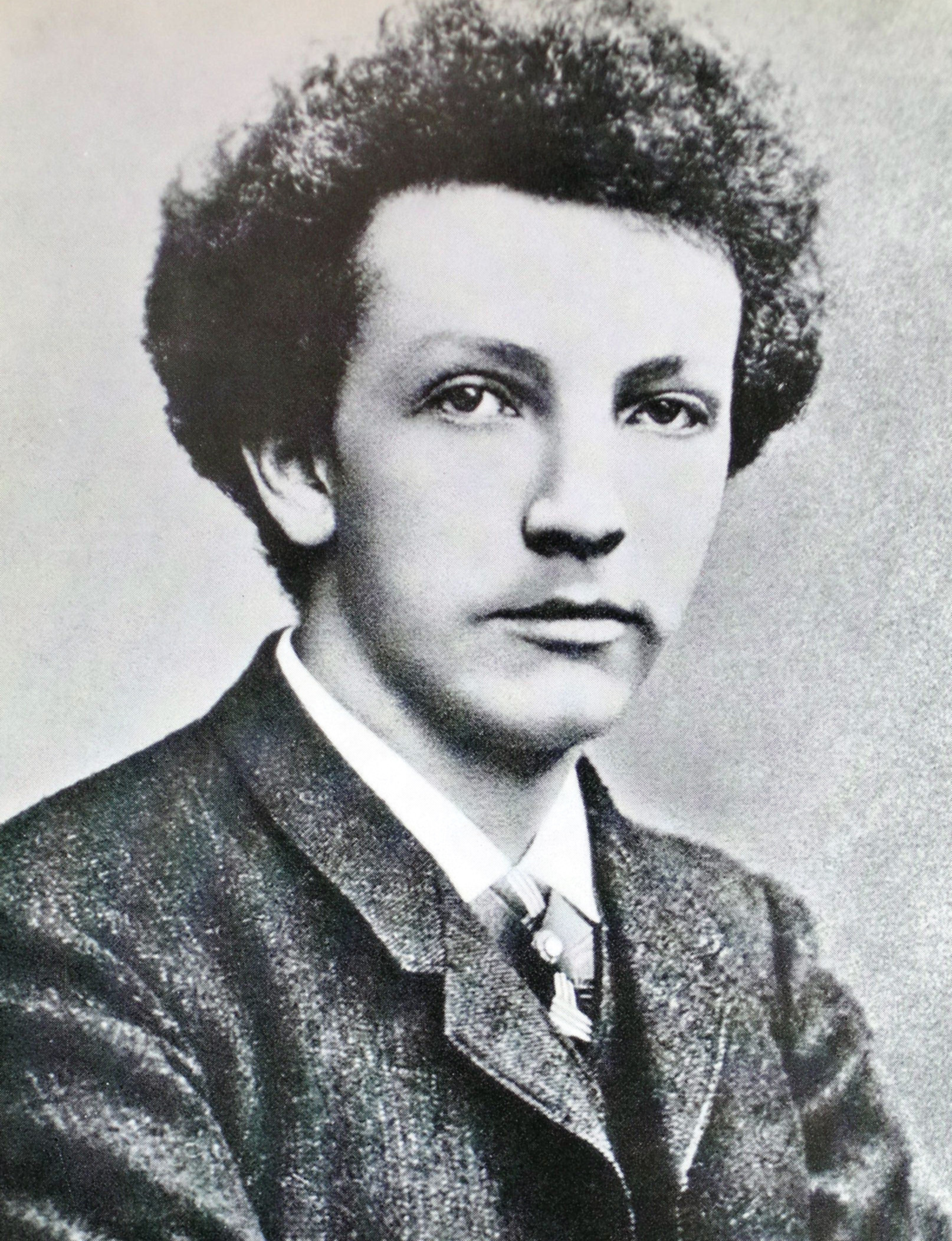
Richard Strauss (1888)

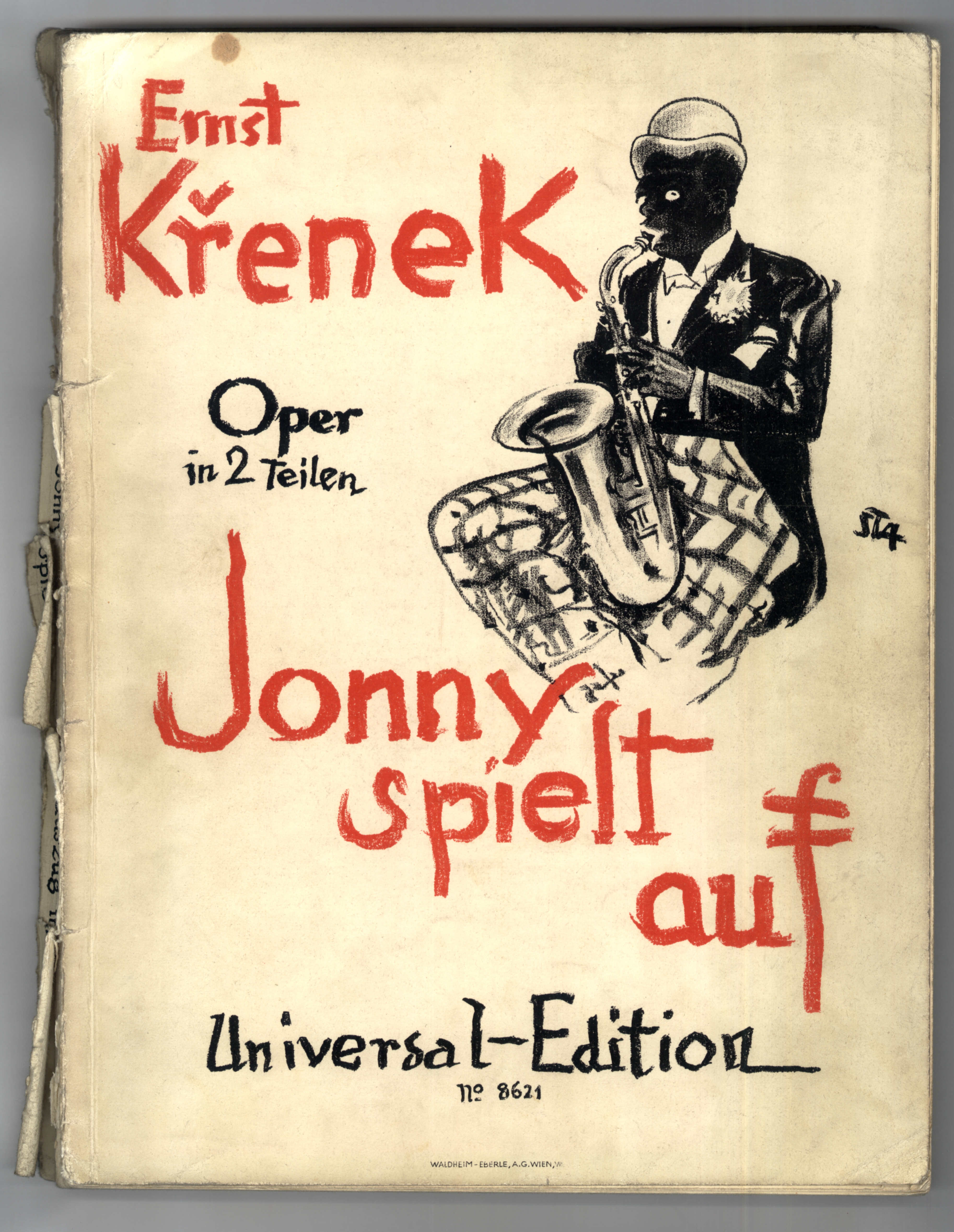
Ernst Krenek: Jonny spielt auf, Klavierauszug (von Arthur Stadler)

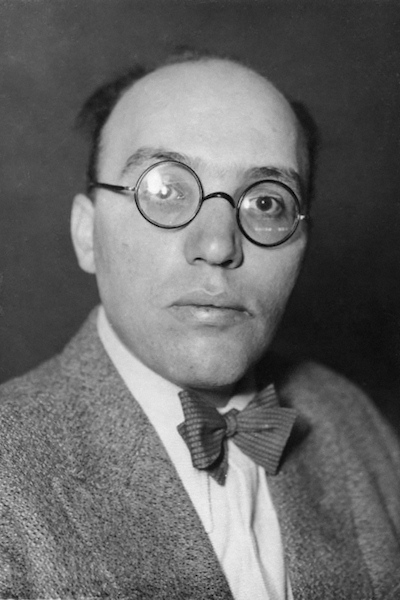
Kurt Weill (1932)

1905 Salome von Richard Strauss, ein Musikdrama nach dem Einakter von Oscar Wilde, das „schamloseste und obszönste Werk der Opernliteratur“ (Marcel Reich-Ranicki), war nicht nur der Meinung Kaiser Wilhelm II. nach ein Opernskandal. Kritiker und Publikum erbosten sich über die „unsittliche“ Thematik, die schon dazu geführt hatte, dass das Schauspiel von Oscar Wilde 1892 in London verboten und erst viele Jahre nach der Entstehung uraufgeführt wurde. Dennoch bedeutete es für den Komponisten den internationalen Durchbruch.
1921 Mörder, Hoffnung der Frauen und Das Nusch-Nuschi von Paul Hindemith wurden am 4. Juni im Landestheater Stuttgart in Bühnenbildern von Oskar Schlemmer ein Skandal, der aber viel weniger der Musik, als den Libretti von Oskar Kokoschka und Franz Blei zuzuschreiben war. Kokoschkas Mörder, Hoffnung der Frauen hatte schon 1909 bei der Uraufführung in Wien einen Skandal verursacht.
1922 Sancta Susanna von Paul Hindemith nach einem Libretto von August Stramm wurde am 26. März im Opernhaus Frankfurt am Main uraufgeführt und erregte einen Skandal, da die Titelfigur Susanna religiöse Visionen hat. Der christlich-konservative Bühnenvolksbund bemühte sich um eine Absetzung vom Spielplan, der Katholische Frauenbund veranstaltete eine dreitägige Andacht zur Sühne, und der Verein zur Hebung der Sittlichkeit hielt eine Reihe von Vorträgen. Der Kritiker der Zeitschrift für Musik schrieb: „Sancta Susanna ist eine perverse, wahrhaft unsittliche Angelegenheit. Hindemiths Musik kreist in den Bahnen des rastlosen Expressionismus; ohne jedes melodische Empfinden […] werden von dem überladenen Orchester ungeheuerliche Akkorde getürmt, dann wieder herrscht gähnende Leere.“ Hindemith selbst dagegen hielt Sancta Susanna für den gelungensten seiner (gemeinsam mit „Mörder, Hoffnung der Frauen“ und „Das Nuschi-Nuschi“, s. o.) drei Einakter.
1927 Jonny spielt auf, eine durch Elemente des Jazz angereicherte Oper von Ernst Krenek, wurde am 10. Februar im Neuen Theater Leipzig in der Inszenierung von Walther Brügmann erfolgreich uraufgeführt. Sie wurde auch weltweit zum Erfolg. In Österreich jedoch waren schon die ersten Aufführungen von Unruhen, die auf die frühe Nazibewegung zurückgingen, gestört worden. Ab 1929 wurden auch Münchener Aufführungen gestört, bis die Oper schließlich nach der Machtübernahme 1933 von den Nationalsozialisten verboten und als entartete Musik gebrandmarkt wurde. Der Jazzmusiker des Titelbildes auf dem Klavierauszug wurde für das Werbeplakat der gleichnamigen Ausstellung missbraucht.
1930 Aufstieg und Fall der Stadt Mahagonny von Bertolt Brecht und Kurt Weill wurde am 30. März in Leipzig mit einem Theaterskandal uraufgeführt. Das lag an der innovativen musikalischen Gestaltung Weills und (zu Zeiten der großen Wirtschaftskrise) an der deutlich hervortretenden Kapitalismuskritik. Auf der Bühne ging es ums Saufen, Lieben, Kämpfen und ums Fressen. Die Akteure spielen Abenteurer, Kriminelle, Zuhälter und Prostituierte. Die Zuschauer pfiffen, grölten, klatschten und brüllten durcheinander. Als die Autoren mit dem Dirigenten und dem Regisseur vor dem Vorhang erschienen, brachen im Parkett Faustkämpfe aus. Alfred Polgar berichtet:

„Die Nachbarin links wurde von Herzkrämpfen befallen und wollte hinaus: nur der Hinweis auf das Geschichtliche des Augenblicks hielt sie zurück. Der greise Sachse rechts umklammerte das Knie der eigenen Gattin und war erregt! Ein Mann hinten redete zu sich selbst: ‚Ich warte nur, bis der Brecht kommt!‘ und leckte sich – in Bereitschaft sein ist alles – die Lippen feucht. Kriegerische Rufe, an manchen Stellen etwas Nahkampf, Zischen, Händeklatschen […] begeisterte Erbitterung, erbitterte Begeisterung.“

Der Dirigent Gustav Becher konnte nur mit Mühe die Premiere zu Ende bringen. Nicht nur die bürgerlichen Opernfans protestierten lautstark, sondern auch organisierte Claqueure aus dem nationalsozialistischen Spektrum. Die Aufführung entwickelte sich zu einem der größten Theaterskandale der Weimarer Republik, die Oper wurde als „unverhohlen übelste kommunistische Propaganda“ verschrien und einige Städte, die das Stück aufnehmen wollten, setzten es nach der skandalösen Erstaufführung wieder ab.
1951 Die Verurteilung des Lukullus von Paul Dessau und Bert Brecht, die Geschichte vom verstorbenen Feldherrn Lukullus, der vor dem Aufnahmetribunal ins Totenreich durchfällt, eine Parabel gegen den Krieg, sollte bei der Uraufführung an der Deutschen Staatsoper Berlin in der DDR verhindert werden, da sie vom Zentralkomitee der SED als formalistisches und dekadentes Werk angeprangert wurde. Das Ministerium für Volksbildung übernahm die Kartenverteilung an „gute und bewusste Genossen und Freunde, von denen man eine gesunde Einstellung zu dieser formalistischen Musik erwarten konnte“, doch die verkauften ihre Freikarten an andere Opernfans, sodass es statt des erhofften Theaterskandals zu einem der größten Triumphe des zeitgenössischen Musiktheaters kam.
1953 Abstrakte Oper Nr. 1 von Boris Blacher sorgte bei der Uraufführung am Nationaltheater Mannheim für den größten Opernskandal im Nachkriegsdeutschland. Das Libretto und die Idee zur Oper stammen von Werner Egk. Die Oper gilt als Ausgangspunkt für das experimentelle Musiktheater der 60er Jahre.
1956 Die Meistersinger von Nürnberg von Richard Wagner wurde bei den Bayreuther Festspielen ein Skandal mit 18 Vorhängen bei 15 Minuten Buh-Geschrei, da Wagners Enkel Wieland Wagner seine Ankündigung wahr machte, er werde aus der „Gauleiter-Oper“ wieder eine Wagner-Oper machen und „80 Jahre Kitsch von der Bühne räumen“. Auf dem Halbrund der Bühne durfte Goldschmiedemeister Veit Pogner nicht mehr generöser Kunstmäzen, er musste ein selbstzufriedener Geldprotz sein. Den Musterbürger Hans Sachs hatte Wieland Wagner zum liebeslüsternen Witwer umgepolt, den Beckmesser, Urbild aller Kritiker-Karikaturen, brachte der Regisseur als „Mischung von Balduin Bählamm und Erich Kuby“ (so Kritiker Panofsky) auf die Bühne.
1962 Tristan und Isolde von Richard Wagner wurde bei den Bayreuther Festspielen als Drama der „erotischen Atombomben“ (Regisseur Wieland Wagner) inszeniert und mit dramatisch-erotischen Effekten ausgestattet. Im zweiten Akt bildete ein riesiger Monolith, zwölf Meter hoch, von 70 000 Watt angestrahlt, das Bühnenbild, vor dem Tristans und Isoldes Liebesnacht spielte: „Natürlich ist er ein Phallus-Symbol. Darum dreht sich doch die ganze Oper, oder?“, erklärte der Regisseur. Die Inszenierung sorgte für tumultartigen Zuschauerproteste. Der „Neue Bayreuth“-Stil von Wieland Wagner, der in Bayreuth eine Entrümpelung vornahm, die als „Show“, „Musical“, „Revue“, „amerikanisch“, „ostzonal“, „bolschewistisch“ oder als „Strawinski“ deklassiert wurde, wurde bereits am 30. Juli 1951 sichtbar, als in Wieland Wagners Inszenierung des Parsifal die traditionelle Kulissenillusion verschwand und das Publikum vor einer leeren, von bläulichem Licht beschienenen Bühne saß. In ihrer Loge zuckte Wielands Mutter Winifred Wagner zusammen und flüsterte: „Und das von einem Wagner-Enkel.“ Der Bayreuth-Kritiker Johannes Jacobi urteilte: „Das ist Selbstaufgabe.“
1968 Das Floß der Medusa von Hans Werner Henze (Oratorium) scheiterte bei der Hamburger Uraufführung, da Studenten vor der Aufführung die Bühne besetzten und Spruchbänder, eine rote Fahne und ein Bildnis Che Guevaras aufpflanzten, um den Abbruch der Veranstaltung oder eine Diskussion mit dem Premierenpublikum zu erzwingen. Die Presse hatte den Eklat allerdings im Vorfeld schon inszeniert und half mit, ihn vorzubereiten. Der Intendant des NDR, der das Konzert live übertragen wollte, sah sich genötigt, die Polizei zu rufen und den Saal stürmen zu lassen. Während Hans Werner Henze sich mit den Podiumsbesetzern solidarisierte und in die „Ho Chi Minh“-Rufe einstimmte, wurde der Librettist Ernst Schnabel irrtümlicherweise von der Polizei verhaftet. Die Veranstaltung musste schließlich abgebrochen werden, der NDR sendete stattdessen einen Mitschnitt der Generalprobe.
1971 Staatstheater von Mauricio Kagel („Szenische Komposition“) erzeugte bei der Hamburger Uraufführung zur Zeit der ersten Intendanz von Rolf Liebermann einen solchen Theaterskandal, dass es bis zu anonymen Bombendrohungen einer „Aktionsgemeinschaft junger Freunde deutscher Opernkunst“ kam.
1972 Tannhäuser von Richard Wagner in der Inszenierung von Götz Friedrich bei den Bayreuther Festspielen. Der Ostberliner Regisseur versuchte das Schicksal Tannhäusers sozialkritisch als „Reise eines Künstlers durch innere und äußere Welten“ darzustellen. Er inszenierte den jungen, vorrevolutionären Tannhäuser-Wagner von 1845, und postierte am Schluss hinter Tannhäusers Leiche einen modern gekleideten Männerchor in Hemdsärmeln, der von der „Gnade Heil“ des Büßers kündet, der wie ein Arbeiterchor wirkte, der zur Sonne, zur Freiheit ruft. Das Publikumr buhte, pfiff und pfuite heftig in den Applaus hinein, besonders, wenn der Regisseur sich mit seinem Chor zeigte.

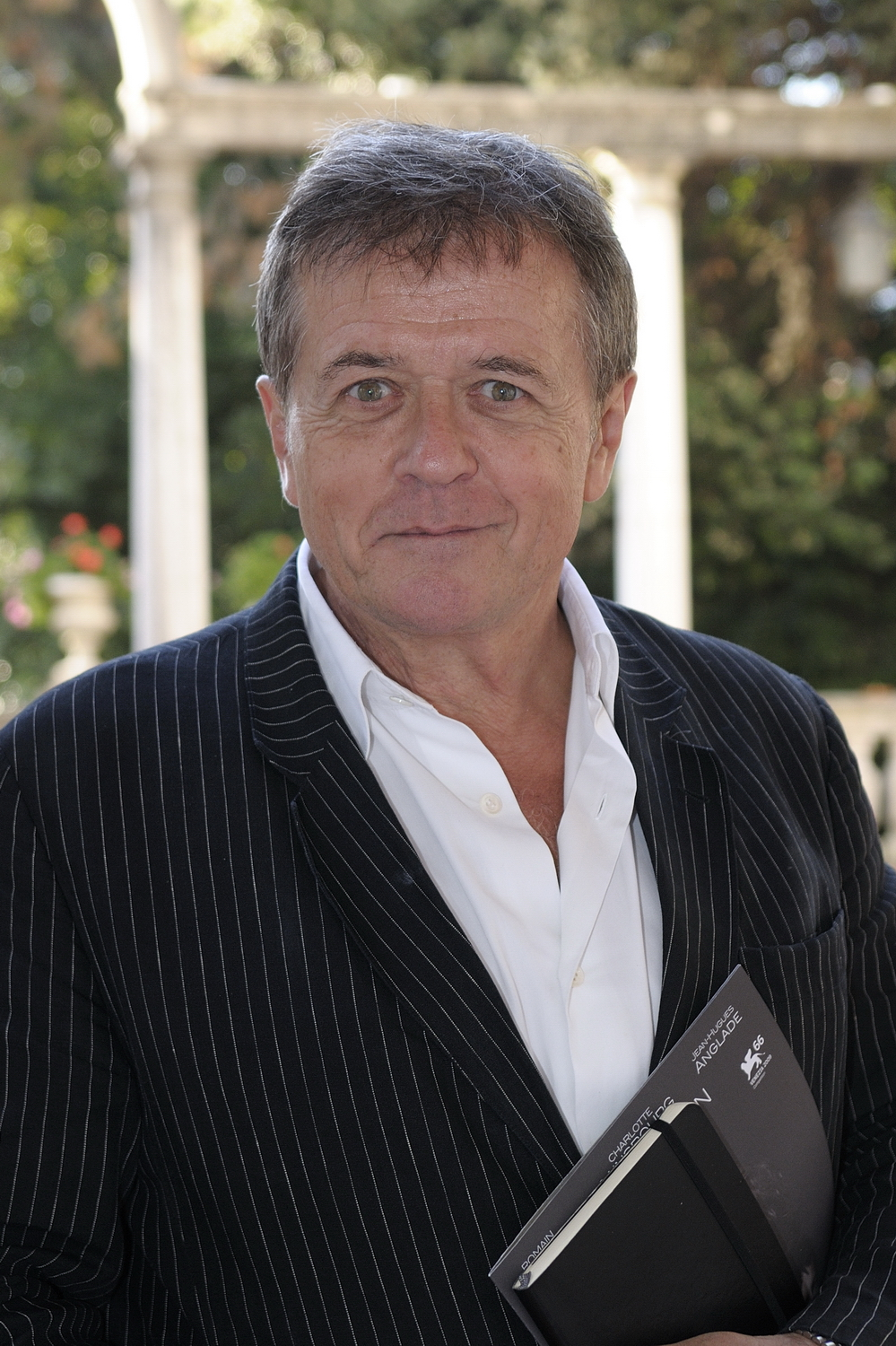
Patrice Chéreau, 2009

1976 Der Ring des Nibelungen von Richard Wagner löste zum 100. Jubiläum der Uraufführung bei den Bayreuther Festspielen (Regie: Patrice Chéreau, Dirigent: Pierre Boulez) einen Skandal vor allem unter Wagnerianern aus, da die Handlung in die Ära der frühen Industrialisierung verlegt wurde. Es kam zu Schlägereien, Unterschriftenlisten gegen die Inszenierung wurden ausgelegt, Flugblätter verteilt. Konservative Kreise wollten nicht dulden, dass der „Ring“ als Spiegel des 19. Jahrhunderts auf die Bühne gebracht wurde. Wohlerzogene Mitglieder der bürgerlichen Gesellschaft verwandelten sich in schreiende Furien, Damen in langen dunklen Roben schüttelten die Fäuste wie die Megären, die Dinnerjackets, Smokings wurden zu Kampfanzügen. Lautes Blöken und Brüllen erfüllten den Raum, schwarze Wolkenklänge, bestürmten empfindsame Nerven. Die als „Jahrhundert-Ring“ bekannt gewordene Aufführung, die Stinkbomben-Würfe und Morddrohungen gegen den Regisseur Patrice Chereau auslöste, galt schon wenige Jahre später als ein Höhepunkt in der Geschichte der Bayreuther Festspiele.
1980 Jesu Hochzeit von Gottfried von Einem, eine Mysterien-Oper nach dem Libretto von Lotte Ingrisch, die auf Bibel-Zitaten beruht, löste bei der Uraufführung im Theater an der Wien (Regie: Giancarlo del Monaco) eine drastische Ablehnungsfront von ultrakatholischen Kreisen gegen das Werk aus. Eine Aufführung kam fast nicht zustande, obwohl Kardinal König zuvor versichert hatte, dass gegen eine Aufführung seitens der katholischen Kirche Österreichs nichts einzuwenden sei. Bei der Uraufführung am 18. Mai 1980 störten organisierte Schreier die Aufführung, es wurden Stinkbomben und Tomaten geworfen. Sowohl Kirchenvertreter als auch Journalisten machten bereits vor der Premiere Stimmung gegen das Werk, indem sie Einems Oper als religions- und kirchenfeindlichen Akt denunzierten. Diese Aktivitäten gipfelten im Vorwurf der „Blasphemie“, es kam zu heftigen öffentlichen Kundgebungen, Schmähbriefen und sogar Morddrohungen.
1981 Der fliegende Holländer von Richard Wagner führte an der Münchner Staatsoper (Regie: Herbert Wernicke) zu einem Skandal. Wernicke verwandelte Wagners Oper in ein bürgerliches Trauerspiel, zeitlich im Vormärz angesiedelt, verpasste Senta Züge von Nora, und machte Wagners „romantische Oper“ zur Emanzipationsballade. Am Ende der Vorstellung brüllten Hunderte ihren Abscheu über die Inszenierung heraus. Wagners Tragödie ertrank in einem wahren „Buh-Orkan“ (Süddeutsche Zeitung). Der Welt-Kritiker bezeichnete die Aufführung als „puren Schwachsinn“, „Ich klage an“, erhob sich Joachim Kaiser in der Süddeutschen Zeitung, verurteilte den Dirigenten Wolfgang Sawallisch, der „diese Verzerrung durch seine Solidarität gedeckt“ habe, und warf dem Staatsintendanten August Everding vor, „das Nationaltheater für eine Schein-Sensation“ geöffnet zu haben.
1981 Aida von Giuseppe Verdi erregte in der Oper Frankfurt am Main (Regie: Hans Neuenfels) den wohl größten künstlerischen Skandal der bundesrepublikanischen Operngeschichte, in dem Aida als Putzfrau, die mit Zinkeimer und Wischlappen Museumsflure putzte, und Radames als hemdsärmeliger Manager auftraten. Der Chor der Ägypter war als festliches Opernpublikum in Frack und Abendkleid kostümiert, das mit Hühnerbeinen aus Logen nach den Gefangenen im Triumphmarsch warf, die Sklaven waren Wilde, die mit den Hähnchenkeulen um sich warfen. Am Ende stand ein gemeinsamer Gastod des Liebespaares. Während des ersten Bildes protestierten Zwischenrufer: „Schweinerei“, „Sauerei“, „verdammte Sauerei“. Jeden Bildwechsel untermalten Trillerpfeifer, viele Nuancen aus dem Orchestergraben gingen im Chor der Protestierer unter. Am Ende flippte das halbe Haus aus. Allen Protesten zum Trotz blieb die Frankfurter Aida auf dem Spielplan.
1982  Die Macht des Schicksals von Giuseppe Verdi an der Deutschen Oper Berlin (Regie: Hans Neuenfels) wurde zum Skandal. Ein paarmal stand die Premiere Anfang Oktober kurz vor dem Kollaps, am Ende drohte das halbe Haus auszuflippen. „Scheiße“, „Irrenhaus“, „Affentheater“, „Gotteslästerung“ wurde gerufen. „Wer bezahlt das?“ schimpfte ein aufgebrachter Kulturträger im Parkett. „Wir alle bezahlen diesen Schwachsinn“, antwortete kennerhaft ein Schöngeist. Während Marianne von Weizsäcker, der Frau des Regierenden Bürgermeisters, laut „B.Z.“ nur „ein leises, fast gehauchtes 'Buh' über die Lippen schlüpfte“, steigerte sich der Chor der Befangenen in immer lauteren Unflat. Wenn immer ein Regisseur im Musiktheater, dieser Stätte sakrosankter Besinnung auf die abendländischen Werte, aus der Reihe tanzt und „vorsätzlich ungemütlich“ wird, ist ein „vollhalsiger Krach“ („Die Welt“) die laute Folge.
1982 Hoffmanns Erzählungen von Jacques Offenbach an der Hamburger Staatsoper (Regie: Jürgen Flimm, mit Neil Shicoff in der Titelrolle). In der Aufführung war Hoffmann ein Alkoholiker, Womanizer und toller Komponist, in einem großen leeren Raum waren Schränke, in denen Hoffmann Sachen sammelte wie Spazierstöcke und Schmetterlinge. Hoffmann lag betrunken im Bett, um ihn leere Weinflaschen. Während der Ouvertüre entstieg dem Bett ein Mädchen mit einem T-Shirt bekleidet. Die Geschichten wehten durch das Fenster, durch die Türen in den Saal hinein und wehten wieder hinaus.
„Die Leute haben geschrien, waren außer sich. Diese vornehmen Hamburger, die zeigten die italienische ‚Leck-mich-am-Arsch‘-Geste, rollten die Programmhefte zusammen zu Verstärkern für ihre ‚Buhs‘ – es war unglaublich. Und als wir rauskamen beim Bühnenausgang, kam mir eine Frau entgegen, die hat mich angeschrien: ‚Herr Flimm – warum nehmen Sie uns unseren Hoffmann weg?‘“
1983 Figaros Hochzeit von Mozart an der Stuttgarter Staatsoper (Regie: Peter Zadek, Ausstattung: Johannes Grützke). Die Zuschauer tobten und schrien (unter anderem „Scheiße! Scheiße!“), da die Oper in eine andere, gröbere Zeit verlegt wurde: Susanna trat im Minirock auf, Figaro mit Hosenträgern, Bauch und Nickelbrille. Zu Mozarts Musik erklangen so unerhörte Sätze wie: „Auf seine eigene Frau hat der Herr keinen Bock mehr.“
1985 Die verkaufte Braut von Bedřich Smetana an der komischen Oper in Berlin (Regie: Peter Konwitschny) wurde zum Skandal, mit einer Boulevard-Schlagzeile am Tag der Premiere, da Regisseur Konwitschny für den Kuhhandel um den Brautverkauf im so genannten Dukaten-Duett als Handlungsort ein Pissoir auserkoren hatte, das Intendant Harry Kupfer nicht akzeptieren wollte und den Regisseur vor der Premiere entließ. Konwitschny konnte seine Inszenierung dann 1991 an der Grazer Oper realisieren.
1987 Das Buch mit sieben Siegeln, ein Oratorium von Franz Schmidt (Inszenierung: George Tabori), sorgte bei den Salzburger Festspielen in der Salzburger Universitätskirche durch vermeintlich obszöne Darstellungen im sakralen Raum für einen Skandal. Die Inszenierung wurde nach der Premiere abgesetzt, da man „Kopulationsbewegungen“ gesehen zu haben vermeinte, was jedoch nicht den Tatsachen entsprach, da es sich um eine Szene handelte, in der sich die Menschen aus Furcht vor der Apokalypse verzweifelt aneinanderklammerten. ÖVP-Generalsekretär Michael Graff regte an, die Festspiele sollten Tabori „eine schöne Bedürfnisanstalt anbieten, damit er sich dort in angemessenem Rahmen künstlerisch“ betätigen könne. Die Kronenzeitung schrieb: „Der Verhunzer war ein gewisser Herr Tabori, ein reichlich unappetitlich anmutender Mensch, der uns auch im Fernsehen schon erklärt hatte, was es mit der Produktion auf sich hätte: Ich will zeigen, was der Mensch dem Menschen antut. Gut, aber wozu muß dann in der Kirche zu fließendem Blut geschnackselt werden?“
1993 Tristan und Isolde von Richard Wagner wurde bei den Bayreuther Festspielen vom Schriftsteller Heiner Müller inszeniert, der schon vor der Premiere mit seinen Aussagen für Turbulenzen sorgte: „Es kann nur etwas Neues entstehen, wenn man das macht, was man nicht kann“. Er werde „hoffentlich den Kitzel der Wahrnehmung“ stören, er wolle „Tristan“ eben „nicht als lineare Lustkurve, sondern als verzögerten Orgasmus“ inszenieren und am Ende „die Beerdigung des Publikums“ betreiben und beklatschen. In Müllers Inszenierung mieden die beiden Hauptfiguren sich. Fast das ganze vierstündige Werk hindurch schritten, blickten und sangen sie aneinander vorbei und kultivierten ihre Berührungsängste. Am Premierenabend buhte und pfiff sich eine absolute Mehrheit des Publikums den Verdruss aus vollem Hals. Doch Müller war das gleichgültig: „Mich interessiert dieses Publikum nicht. Mich interessiert der Tristan“.
1994 Aida von Giuseppe Verdi an der Grazer Oper (Regie: Peter Konwitschny) musste bei der Premiere wegen Tumulten zweimal unterbrochen werden, meuternde Premierengäste erzwangen die Unterbrechung, der Dirigent klappte die Partitur zu. Es flogen sogar Tomaten durch die Grazer Kulturreferentin einer bürgerlichen Partei, da Konwitschny die Oper als Kammerspiel inszenierte statt als opulentes Illustrationstheater, er verwendete nur ein Sofa, ein rotes Tuch sowie einen geschlossenen weißen Raum, aber mit zwei Plüschelefanten. Der berühmte Triumphmarsch war nicht zu sehen, nur zu hören, der Pharao, seine Tochter und der Oberpriester feierten zu den pompösen Klängen mit Sekt und Faschingshütchen den Sieg über die Äthiopier. Es regnete Konfetti und Luftschlangen, die Souffleuse wurde zum Mittrinken animiert. Im Saal ging plötzlich das Licht an, die Siegesfanfaren des Marschs schallten von oben in den Zuschauerraum, das Publikum tobte. Der Grazer Oper brachte der folgende Verdi-Zyklus unter Konwitschny den Titel „Oper des Jahres 2001“ ein.
1999 Die Csárdásfürstin von Emmerich Kálmán an der Dresdner Semperoper (Regie: Peter Konwitschny) sorgte bei der Premiere für einen Theaterskandal, da der Regisseur Teile des Geschehens auf die Schlachtfelder des Ersten Weltkrieges und damit in die Entstehungszeit des Werkes verlegte. Lautstark störte ein Teil des Publikums die Aufführung. Sänger und Orchester waren mitunter kaum noch zu verstehen. Es kam zu einer künstlerischen Amputation dieser Inszenierung. Erst nach einem Gerichtsverfahren, in dem Konwitschny durchsetzte, dass eine Inszenierung als eigenständiges Kunstwerk gilt, wurde sie teils in kompletter, teils in gestutzter Form auf die Bühne gelassen. Nach 16 ausverkauften Vorstellungen verschwand die Operette vom Spielplan.

### Konzert

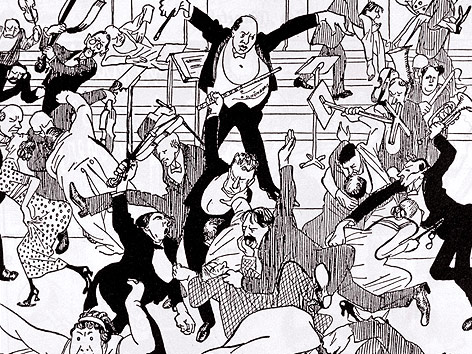
Watschenkonzert Karikatur in Die Zeit vom 6. April 1913

1913 Pierrot Lunaire von Arnold Schönberg. Die Aufführung am 24. Februar 1913 im Rudolfinum in Prag endete in einem Konzertskandal, der eine der schreckhaft-traumatischen Erfahrungen Schönbergs wurde, die der Komponist zeitlebens in Erinnerung behielt und die ihn zu späteren Garantieforderungen für ein störungsfreies Musizieren bei weiteren Pierrot-Konzerten veranlasste.
1913 Das so genannte Skandalkonzert von 1913 (auch „Watschenkonzert“) unter der Leitung von Arnold Schönberg fand am 31. März 1913 im Musikvereinssaal in Wien statt. Das Publikum war entsetzt über die neuartige Musik zeitgenössischer Komponisten wie Anton von Webern, Alexander von Zemlinsky, Arnold Schönberg und Alban Berg, die dem Expressionismus und der zweiten Wiener Schule angehörten. Während der Aufführung kam es zu Tumulten, die Anhänger Schönbergs, seine Schüler und Gegner schrieen sich gegenseitig an, die Aufführung wurde gestört, das Mobiliar zerstört. Mehrmals erklommen empörte Konservative aus dem Publikum fluchend die Bühne, um Arnold Schönberg zu ohrfeigen. Als dieser drohte, man werde mit Hilfe der öffentlichen Gewalt Ordnung schaffen, ging der Tumult erst richtig los, sodass das Konzert vorzeitig abgebrochen werden musste, die geplanten „Kindertotenlieder“ von Gustav Mahler konnten nicht mehr vorgetragen werden.
1914 Gran concerto futurista d'intonarumori. Den Futuristen Filippo Tommaso Marinetti, Umberto Boccioni, Luigi Russolo und ihren Freunden gelang mit dem ersten futuristischen Konzert am 21. April 1914 in einem Mailänder Theater ein Skandal, den der Corriere della Sera so zusammenfasste: „Die Veranstaltung der Futuristen im Teatro Lirico begann mit der poetischen Verherrlichung der fiebrigen Schlaflosigkeit, der Ohrfeige und des Faustschlages; nach einer unerwarteten Wendung endete sie mit dem Erscheinen der Polizei auf der Bühne.“ Denn nachdem jemand das erste Futuristische Manifest verlesen und die Poeten ihre futuristischen Gedichte vorgetragen hatten, zeigte sich das Publikum stark ermüdet. Dann trat Marinetti an die Rampe und verkündete: „Unsere erste futuristische Schlussfolgerung soll sein: ‚Nieder mit Österreich!’“ Die Menge johlte, ein Polizist brach die Vorstellung ab, die Futuristen wurden vorläufig festgenommen.
1952 Uraufführung von 4′33″ des amerikanischen Avantgarde-Komponisten John Cage durch den Pianisten David Tudor fand am 29. August 1952 in der Maverick Concert Hall in Woodstock (New York) statt. 4′33″ (englisch four minutes, thirty-three seconds oder four thirty-three, deutsch: „Vier Minuten dreiunddreißig [Sekunden]“) ist ein „stilles“ Musikstück in drei Sätzen. Da während der gesamten Spieldauer der Komposition kein einziger Ton gespielt wird, stellt ihre Aufführung die gängige Auffassung von Musik in Frage. Die Uraufführung löste einen handfesten Skandal aus, da den Zuhörern nicht bekannt war, dass bei der Interpretation dieser Komposition gar keine Musik zu hören sein würde.
“The audience saw him [David Tudor] sit at the piano and, to mark the beginning of the piece, close the keyboard lid. Some time later he opened it briefly, to mark the end of the first movement. This process was repeated for the second and third movements. The piece had passed without a note being played-in fact without Tudor (or anyone else) having made any deliberate sound as part of the piece. Tudor timed the three movements with a stopwatch while turning the pages of the score.”
1959 Österreichische Erstaufführung des Klavierkonzertes von John Cage im November 1959 im Mozartsaal des Wiener Konzerthauses unter Kurt Schwertsik. "Wenn das der Mozart hätt‘ erleben müssen…" – so lautete eine der zahlreichen Schlagzeilen nach der Aufführung. Das im doppelten Sinne "unerhörte" Konzert, bei dem sich die MusikerInnen des Ensembles "die reihe" mit ihren Musik- und Geräuschinstrumenten auch unter die Zuschauer gemischt hatten und neben ungewohnten Klängen auch minutenlange Stille zum Besten gaben, löste bei Teilen des Wiener Konzertpublikums heftige Protestbekundungen aus.

## 21. Jahrhundert

### Schauspiel
2005 Macbeth von Shakespeare in Jürgen Goschs Inszenierung am Düsseldorfer Schauspielhaus zeigte „wilde Blutspritzereien und nackte Hexen am Donnerbalken, Männer, die in Frauenrollen ihren Penis zwischen die Beine klemmen und sich wild im Dreck am Boden suhlen“. Die Kritiker liefen Sturm gegen das „Ekeltheater“ und den „Sudel-Macbeth“, Zuschauer verließen wütend den Saal. Doch später erhielt Gosch für seine Inszenierung den renommierten Faust-Theaterpreis.
2005 Die Schändung von Botho Strauß nach Shakespeares Titus Andronicus in der Inszenierung von Luc Bondy am Pariser Odéon-Theater stritt Paris über die Darstellung von Gewalt und Grauen, die angeblich alles Zulässige sprenge. "Zwei deutsche Künstler wirbelten die ehrwürdige Pariser Theaterkultur auf. Noch bevor das Stück in Deutschland gegeben wurde, muteten sie den Franzosen ein Theater der Grausamkeit zu, das mitunter die Türen schlagen ließ. Das Maß ist voll, fand das superbourgeoise Pariser Publikum, das trotzdem neugierig in das Stück des aus seiner Sicht faszinierend düsteren Deutschen strömte. Es hätte wohl nichts gegen Grausamkeiten, solange sie geschmackvoll gezeigt werden, spottete der Filmemacher Michael Haneke. Sein Urteil lautete: »Ein grandioses Stück.«
2006 Der Schauspieler Thomas Lawinky entriss während der Premiere von Das große Massakerspiel oder Triumph des Todes von Eugène Ionesco am Schauspiel Frankfurt dem Theaterkritiker Gerhard Stadelmaier mit den Worten: „Mal sehen, was der Kerl da schreibt!“ den Notizblock und gab ihn nach kurzem Durchblättern wieder zurück. Als Stadelmaier die Aufführung daraufhin verließ, rief ihm Lawinky „Hau ab, du Arsch! Verpiss dich!“ nach. Stadelmaier sah dies als Angriff auf seine Rolle als Kritiker. Lawinky kündigte, um seiner Entlassung zuvorzukommen. Es entbrannte eine Diskussion innerhalb der deutschen Theaterlandschaft, wobei bekannte Theaterleute Partei für Lawinky ergriffen.
2009 Pension F. von Hubsi Kramar, ein Stück zum österreichischen Missbrauchsfall Josef Fritzl, konnte bei der Uraufführung im Februar 2009 im 3raum-Theater in Wien nur unter Polizeischutz stattfinden. Bereits im Vorfeld hatten FPÖ-Kultursprecher Gerald Ebinger, Michael Jeannée und Leserbriefschreiber nicht nur Subventionsrückzahlung gefordert, sondern sogar „Geldbuße“ und Gefängnisstrafe für den „Ekel-Mimen“ Kramar.
2010 Rechnitz (Der Würgeengel) von Elfriede Jelinek, ein Text über das Massaker von Rechnitz in einer Inszenierung von Hermann Schmidt-Rahmer, der auch eine vierminütige Toneinspielung verwendete, die sich an den Fall des „Kannibalen von Rotenburg“ anlehnte, führte zu einem Eklat. Zuschauer im Central, einer Spielstätte des Düsseldorfer Schauspielhauses, riefen „Aufhören!“, andere schimpften vor sich hin. 70 Prozent des Publikums verließen kurz vor Schluss der zweiten Aufführung den Zuschauerraum. Im Anschluss an die Aufführung kam es zu einem Eklat, als ein älterer Herr der Abendspielleiterin sagte, es tue ihm leid, was die Beteiligten auf der Bühne machen müssten. Als die Frau antwortete, sie sei aber stolz darauf, dabei zu sein, wurde sie von dem Mann bespuckt.
2012 Gólgata Picnic wurde bei einem Gastspiel am Hamburger Thalia-Theater von der Pius-Bruderschaft mit einer Anzeige bedroht, mehr als 500 E-Mails empörten sich „auf Initiative radikalkonservativ-fundamentalistischer Kreise“ über Gotteslästerung, Pornografie und Volksverhetzung und verlangten die Absetzung der Aufführung. Der Versuch eines Hamburger Bürgers, das Gastspiel per Verwaltungsgericht zu verhindern, scheiterte. Die Intendanz engagierte einen privaten Sicherheitsdienst für den Abend, an dem der Skandal dann jedoch ausblieb. Die religionskritische Inszenierung von Rodrigo García thematisierte die Frage, inwieweit Religion Erlösung vom Bösen verheißen könne und ob sie nicht selbst Teil des sogenannten Bösen sei. Das Stück hatte bereits in Frankreich und Österreich für Aufregung gesorgt.
2012 Sul concetto di volto nel figlio di Duo (Über das Konzept des Angesichts bei Gottes Sohn) des Regisseurs Romeo Castellucci mit der italienischen Theatergruppe Societas Raffaelo Sanzio aus Cesena sorgte im Berliner Hebbel am Ufer für Aufruhr und Protest. Die Aufführung zeigte, wie ein alter Mann von seinem Sohn versorgt wird. Der Alte ist inkontinent, beschmutzt sich und seine Wohnung, der einst Kleine sorgt für den Papa, der wieder zum Kind wird, dies vor einem überdimensionalen Christusbild von Antonello da Messina. Die Zuschauer in Berlin zeigten sich über den Fäkaliengeruch und „die Handlung zwar teils schockiert“, akklamierten das Stück aber. Die Inszenierung hatte zuvor bereits in verschiedenen italienischen Städten zu heftigen Diskussionen und Protesten durch konservative katholische Gruppen geführt, zum Teil militant. Vorstellungen in Paris konnten nur unter Polizeischutz stattfinden. Der deutsche Kardinal Rainer Maria Woelki sprach von Blasphemie – ohne jedoch das Stück gesehen zu haben. Die Presse verteidigte die Aufführung: „Früher brauchte das Theater den Skandal. Hier wollen Kirchenleute ihn herbeireden. Um etwas zu schützen, das ihnen entglitten ist – die Seele und das Gefühl der Zeitgenossen.“ Zu massiven Störversuchen einer offenbar organisierten Publikumsgruppe kam es auch am 11. Mai 2013 im Rahmen der Wiener Festwochen im Wiener Burgtheater. Bei einer Szene, in der Schulkinder aus ihren Rucksäcken Plastik-Handgranaten entnehmen und dieses auf ein groß projiziertes Jesus-Bild des Renaissancekünstlers Antonello da Messina werfen, erhob sich ein lang anhaltendes Buh- und Pfeif-Konzert. Rufe wie „Weg damit!“ oder „So eine Schweinerei!“ waren zu hören.
2015 Baal von Bertolt Brecht am Residenztheater in München sorgte in der Inszenierung von Frank Castorf für einen Skandal, der in ein Aufführungsverbot durch den Suhrkamp Verlag mündete, da Castorf Brechts Stück in seiner mehr als vierstündigen, rauschhaften Inszenierung nicht chronologisch erzählte, sondern es in den Vietnam-Krieg verlagerte und Passagen aus fremden Texten, unter anderem aus Arthur Rimbauds Eine Zeit in der Hölle, sowie Bilder aus Apocalypse Now, Songs von Jimi Hendrix und Texte von Frantz Fanon und Heiner Müller hinzufügte. Die Erben Brechts und der Verlag warfen der Aufführung vor, es handle sich „um eine nicht-autorisierte Bearbeitung“ des Stückes, in der „die Werkeinheit aufgelöst“ werde. Nur etwa 1700 Zuschauer sahen die Aufführung, die kurz nach der Premiere am 15. Januar verboten wurde und nur mehr in einer Aufführung während des Theatertreffens in Berlin zu sehen war.
2016 Eure Gewalt, unsere Gewalt, eine Inszenierung des kroatischen Regisseurs Oliver Frljić die auf den Wiener Festwochen 2016 Premiere feierte, zog einen Theaterskandal nach sich. Jesus, an Ölkanistern gekreuzigt, stieg herunter und vergewaltigte eine Muslimin. Diese zog sich die tschechische Fahne (bei den Wiener Festwochen die österreichische) aus der Vagina.

### Oper

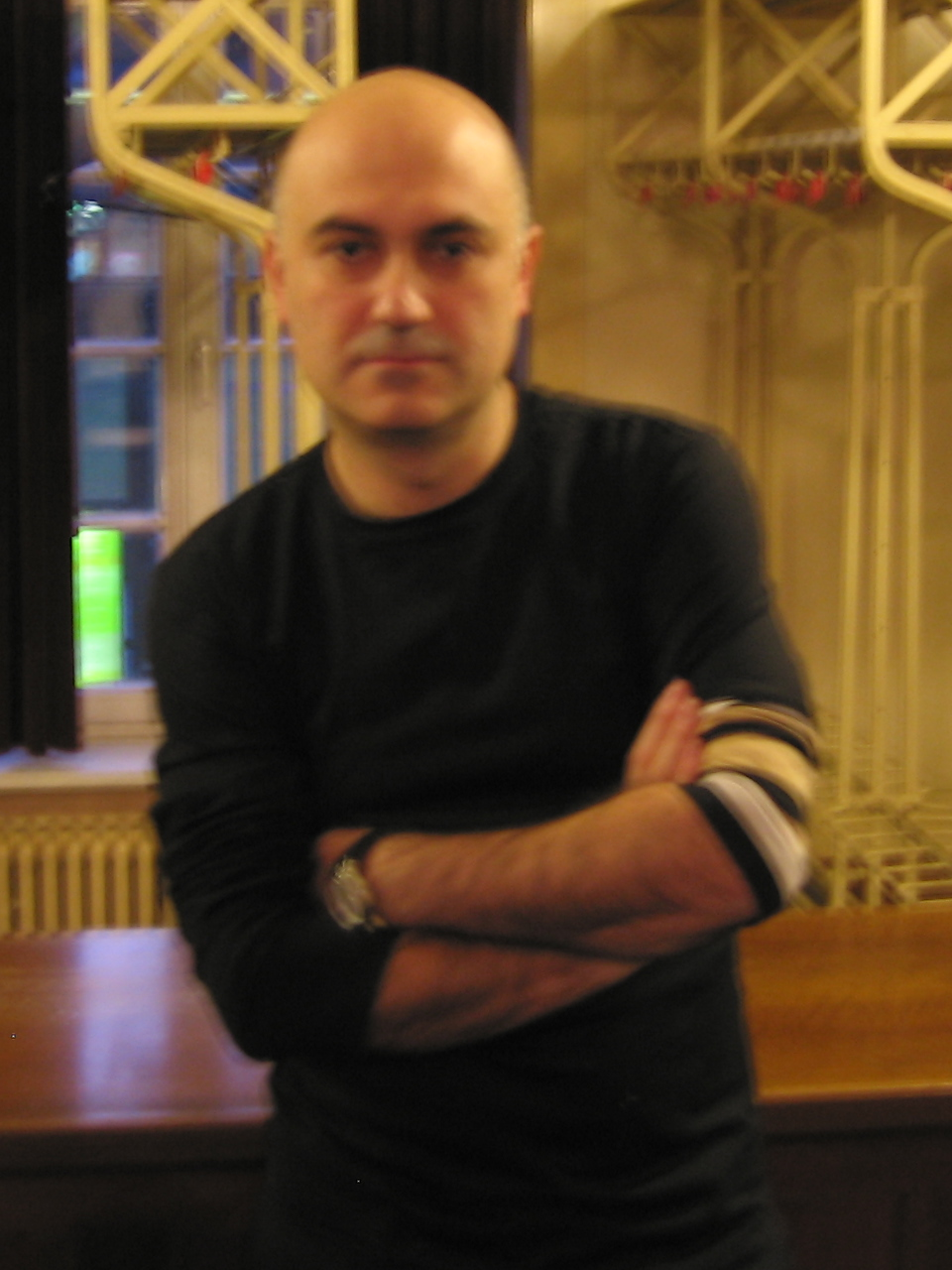
Calixto Bieito, 2008

2001 Die Fledermaus von Johann Strauß bei den Salzburger Festspielen erregte in der radikalen Inszenierung und Umdichtung von Hans Neuenfels, mit der sich Intendant Gerard Mortier aus Salzburg verabschiedete, einen Skandal, da Neuenfels und sein Bühnenbildner Reinhard von der Thannen mit einer harten, dekonstruktivistischen Lesart die Strauß-Operette nach Hitlers Machtergreifung in der Zeit des aufkommenden Austrofaschismus ansiedelten. Die Festgesellschaft bei Prinz Orlowsky schniefte Koks, kopulierte statt nur zu flirten und aus den Boxen erklang Johann Strauß’ Kaiserwalzer im gespenstischen Arrangement von Arnold Schönberg.
2003 Der Troubadour von Giuseppe Verdi an der Oper Hannover (Regie: Calixto Bieito) schockte mit Schlägereien, homo- und heterosexuellen Vergewaltigungen und Folterexzessen von Natural Born Killers, gipfelnd in einer offenbar Pasolinis Salò nachempfundenen Szene, in der eine vertierte Soldateska über der Leiche einer gefolterten und geschändeten Frau uriniert. Graf Luna, vor lauter Lust, dass die Heldin sich ihm hingeben will, um ihren Geliebten zu retten, masturbiert. Die in den Wahnsinn gefolterte Azucena beschmiert sich mit ihren Fäkalien. Zahlreiche Zuschauer verließen zur Pause das Theater, etliche andere im zweiten Teil.
2006 Idomeneo von Mozart an der Deutschen Oper Berlin (Regie: Hans Neuenfels) wurde aus Furcht vor Anschlägen islamistischer Terroristen abgesetzt, da die Inszenierung von christlichen Repräsentanten als „religionsfeindlich und menschenverachtend“ eingestuft wurde und die „aufklärerische Pose“ der Opernszene, in der die abgeschlagenen Köpfe von Religionsführern wie Jesus und Mohammed gezeigt wurden, eine „menschenverachtende Seite“ habe. Die Entscheidung der Opern-Intendanz stieß international auf Unverständnis und heftigen Protest, da sie als Aufgabe der Freiheit der Kunst angesehen wurde. Auch die deutsche Bundeskanzlerin Angela Merkel kritisiert den Schritt als „unnötige Schere im Kopf“.
2008 Der Fliegende Holländer von Richard Wagner entwickelte sich an der Leipziger Oper (Regie: Michael von zur Mühlen) zu einem Eklat. Etwa nach einer Stunde verließen bereits zahlreiche Besucher den Saal. Auf der Bühne waren Videosequenzen mit Hunden, die sich gegenseitig totbissen, Kuh-Kadavern, die an Haken hingen, und jede Menge Blut zu sehen. Nach der Aufführung trat der Hauptdarsteller James Johnson drei Tage später zurück. Gegen Michael von zur Mühlen wurden rechtliche Schritte eingeleitet. Die Staatsanwaltschaft überprüfte dabei, ob die Aufführung gegen das Jugendschutzgesetz verstoßen habe. Mit teilweise neuer Besetzung und ohne Gewaltvideos erfolgte später eine Wiederaufnahme der Inszenierung.
2012 Die Walküre von Richard Wagner an der Bayerischen Staatsoper München, Regie: Andreas Kriegenburg. Vor den berühmten Walkürenritt im 3. Akt stellte Kriegenburg eine Szene, die einen Skandal evozierte. Auf der Bühne befanden sich tote Krieger, die aufgespießt waren. Während die Spieße mit den Leichen langsam emporgefahren wurden, begannen Frauen in silbrig-weißen Kleidern einen rhythmischen Ausdruckstanz mit einer Dauer von fast sechs Minuten, der in eine regelrechte Ekstase ausartete. Die wilden Furien stampften und stöhnten einen martialischen Kriegstanz. Diese Szene fand ohne musikalische Begleitung statt, so dass sich wütende Proteste erhoben und einen Buhsturm auslöste. Die Reaktionen reichten von „Das ist doch kein Wagner!“ über „Ausziehen!“ bis zu einem höhnischen „Zugabe!“ nebst ironischem Gelächters.
2013 Tannhäuser von Richard Wagner in der Inszenierung von Burkhard C. Kosminski wurde an der Deutschen Oper am Rhein in Düsseldorf vier Tage nach der Premiere von Intendant Christoph Meyer abgesetzt und nur noch konzertant aufgeführt. Kosminski hatte die Oper in die Zeit des Nationalsozialismus verlegt, was am Premierenabend zu starken Protesten von Teilen des Publikums geführt hatte. Bereits während der Aufführung gab es zahlreiche Buhrufe, auch verließen Menschen den Saal. Einige Zuschauer klagten hinterher über psychische und physische Probleme. Diese wurden vor allem durch eine drastische Erschießungsszene im Stück ausgelöst, bei der eine ganze Familie in realistischer Darstellung exekutiert wird. Zur Ouvertüre gab es ein Gaskammer-Bild: Nackte Statisten sanken in Glaskuben zu Boden, die sich langsam mit Nebel füllten. In einer anschließenden Partiturpause wurde eine Familie entkleidet, rasiert und von Nazi-Schergen und Tannhäuser (mit Hakenkreuzbinde) erschossen. Den Venusberg, bei Wagner Ort der hedonistischen Liebe, deutete Kosminski zum Ort der Nazi-Verbrechen um. Öffentlich gefordert hatte die Absetzung allerdings niemand. So fand die jüdische Gemeinde die Inszenierung zwar „geschmacklos“, aber Gemeindedirektor Michael Szentei-Heise erklärte ausdrücklich, dass er nicht die Absetzung verlange. Wagner sei zwar ein „glühender Antisemit“ gewesen, habe aber mit dem Holocaust nichts zu tun. Der Zentralrat der Juden in Deutschland hatte zwar auch Kenntnis von der umstrittenen Inszenierung, nahm aber öffentlich nicht Stellung dazu.
2013 Der Ring des Nibelungen von Richard Wagner endete bei den Bayreuther Festspielen in der Inszenierung von Frank Castorf bei der Premiere der „Götterdämmerung“ mit einem Eklat. Der Regisseur trat auf die Bühne, links und rechts von ihm sein Regieteam. Ein Buhsturm brach los, Castorf blieb mehrere Minuten lang stehen. Als die Buhs immer lauter wurden, winkte er ironisch ins Publikum, schüttelte den Kopf, zeigte mehrfach ins Publikum und tippte sich mit den Zeigefingern an beide Schläfen. Zuschauer verließen aus Protest den Saal. Die anderen brüllten noch lauter und auch die vereinzelten Bravo-Rufer strengten sich jetzt noch mehr an. Als der Dirigent Kirill Petrenko Castorf hinter die Bühne zurückholen wollte, lehnte dieser ab. Erst als der Vorhang sich hob und das Festspielorchester zum Vorschein kam, lenkte Castorf – nach mehr als zehn Minuten – ein und ging demonstrativ langsam hinter die Bühne. Castorf erzählte die Opern-Tetralogie als Kapitalismus-Niedergangsgeschichte, seine Inszenierung im Bühnenbild von Aleksandar Denić wurde als „der bedeutendste Bayreuther ‚Ring‘ seit Jahrzehnten“ bezeichnet.
2015 Tannhäuser von Richard Wagner in der Inszenierung des jungen Regisseurs Timofej Kuljabin wurde an der Oper in Nowosibirsk ein Skandal. Kuljabin ließ den Minnesänger Tannhäuser als Regisseur auftreten, der den Erotikfilm Venusgrotte dreht. Einer der Darsteller dabei war Jesus, umgeben von halbnackten Frauen. Die Kirche sprach von „Gotteslästerung“. Es gab ein Verfahren und Proteste. Das Kulturministerium entließ Theaterdirektor Boris Mesdritsch, da er sich weigerte, umstrittene Szenen zu ändern und sich bei den Gläubigen zu entschuldigen. Für Russland sei das eine nie dagewesene Niederlage für die „Freiheit der Kunst“, kommentierten Kulturschaffende den Rausschmiss und fast 50.000 Theaterfreunde beteiligten sich an einer Unterschriftensammlung zur Rettung des Tannhäuser.
2015 Der Freischütz von Carl Maria von Weber in der Inszenierung von Kay Voges wurde an der Oper in Hannover zum Skandal, da in ihr depressive Riesenkaninchen herumhoppelten, Neonazis und Fußball-Prolls die Bühne stürmten, ein Jäger mit einer Zauberkugel eine Frau mit Kopftuch erschoss. Aufgrund von Videoprojektionen, die für Kinder nicht geeignet sind, hob die Staatsoper die Altersempfehlung von 14 auf 16 Jahre an, da es Szenen gebe, die an die Terroranschläge am 13. November 2015 in Paris erinnerten. Außerdem tauchten Nazi-Transen und Pegida auf. Für wütenden Streit sorgte die Aussage des Kulturdezernenten der CDU, man müsse durchgreifen und „bei aller Freiheit für die Kunst dafür Sorge tragen, dass die Schätze, die uns Dichter und Komponisten hinterlassen haben, lebendig bleiben und nicht ins Niveaulose und Beliebige gezogen werden. – Das ist ein unsäglicher Kulturverlust zu Gunsten vermeintlich wichtiger Dekonstruktion, angeblich gegenwartsbezogener Kontextualisierung und offenbar sensationsgetriebener Einmaleffekte.“

### Tanz
2023 Am 11. Februar 2023 schmierte der Choreograf Marco Goecke am Rande der Premiere des Abends Glaube – Liebe – Hoffnung in der Staatsoper Hannover der Tanztheater-Kritikerin der Frankfurter Allgemeinen Zeitung (FAZ), Wiebke Hüster, den in einem Hundekotbeutel mitgeführten Hundekot seines Dackels ins Gesicht. Zuvor hatte er ihr Hausverbot angedroht. Goecke hatte ihr vorgeworfen, Kritiken mit persönlichen Angriffen zu schreiben. Laut der FAZ fühlte er sich durch eine Rezension Hüsters über die Produktion In the Dutch Mountains am Dans Theater in Den Haag mit der Überschrift „Für die Fische“ provoziert. Goecke wurde am 13. Februar von seinem Amt suspendiert und erhielt Hausverbot.
2024 Unter dem Titel Sancta hat Florentina Holzinger den Einakter Sancta Susanna von Paul Hindemith für die Wiener Festwochen im Juni des Jahres inszeniert. Salzburger Erzbischof Franz Lackner und Innsbrucker Bischof Hermann Glettler nannten die Show eine „respektlose Persiflage“. Die österreichische Choreografin hat Nonnen als nackte Tänzerinnen auftreten lassen, um auf die angebliche Lustfeindlichkeit der katholischen Kirche aufmerksam zu machen.